# Ukraine
Pour les articles homonymes, voir République d'Ukraine.
Ukraine
(uk) Україна / Oukraïna
- Régions sous contrôle gouvernemental.
- Régions situées à l’intérieur des frontières internationalement reconnues de l’Ukraine[a] mais contrôlées par la Russie.

- Territoires occupés par la Russie.

L'Ukraine, (/y.kʁɛn/ ; en ukrainien : Україна, Oukraïna /ukrɑˈjinɑ/) est un État d'Europe orientale, le deuxième d'Europe par sa superficie et le premier entièrement européen. Elle est bordée par la mer Noire et la mer d'Azov au sud, frontalière avec la Russie au nord-est et à l'est, avec la Biélorussie au nord, avec la Pologne, la Slovaquie et la Hongrie à l'ouest et avec la Roumanie et la Moldavie au sud-ouest. La capitale, et la ville la plus peuplée du pays, est Kiev, suivie par Kharkiv et Odessa qui dépassent également le million d'habitants.
Les origines de la culture ukrainienne remontent à l'État slave oriental médiéval de la Rus' de Kiev. Après la chute de cette dernière à l'issue des invasions mongoles du XIIIe siècle, le territoire fait l’objet de partitions et se voit revendiqué par plusieurs puissances étrangères, dont la république des Deux Nations (monarchie élective Pologne-Lituanie) à l'ouest et l'Empire ottoman au sud. Le Hetmanat cosaque est créé en 1648 par Bohdan Khmelnytsky à la suite d'une révolte armée contre la République des Deux Nations. Durant sa brève existence (1648-1660) le hetmanat alterne entre suzeraineté russe et polonaise. En 1654, le hetmanat est admis au sein du tsarat de Russie. En 1667 le traité d'Androussovo reconnaît à la Russie la suzeraineté de la partie de l'hetmanat située sur la rive gauche, orientale, du Dniepr, y compris Kiev. Les Cosaques de l'Ukraine occidentale, eux, restent sous domination polonaise. Après avoir été partiellement conquise par les Turcs, la partie occidentale finira rattachée à l'empire d'Autriche, à son successeur l'Autriche-Hongrie, puis à la république de Pologne.
Pendant la révolution russe, la République populaire ukrainienne connaît brièvement l'indépendance avec reconnaissance internationale. Elle intègre une partie de l'ancienne république populaire d'Ukraine occidentale, avant de devenir la république socialiste soviétique d'Ukraine de l'Union soviétique en 1922 à la suite de l'écrasement de l'armée révolutionnaire insurrectionnelle ukrainienne par l'Armée rouge. Cette défaite met un terme à l'Ukraine libertaire qui se développait depuis 1918 dans le Centre, le Sud et l'Est du pays. En 1933, la population ukrainienne est victime du Holodomor qui fit, selon les estimations des historiens, entre 2,6 et 5 millions de morts. En 1939, l'Union soviétique achève sa conquête de l'Ukraine occidentale auparavant rattachée à la Pologne, conformément au pacte germano-soviétique.
L'Ukraine devient une nouvelle fois indépendante en 1991, avec la dislocation de l'URSS et est alors la troisième puissance nucléaire mondiale en nombre d'ogives. Le 5 décembre 1994, l'Ukraine abandonne ses armes nucléaires dans le cadre du Mémorandum de Budapest en échange de garanties sur sa sécurité et son intégrité territoriale dont la Russie, les États-Unis et le Royaume-Uni sont garants. À la suite de la révolution de 2014, la Crimée est annexée par la Russie et une guerre civile éclate dans l'est du pays contre les séparatistes pro-Russes. Face à la menace russe et au non-respect par la Russie de ses engagements de 1994, l'Ukraine cherche alors de nouvelles garanties de sécurité en se rapprochant de l'OTAN. La crise prend une nouvelle dimension le 24 février 2022, lorsque l'Ukraine est envahie par les forces armées russes sur ordre de Vladimir Poutine.
La seule langue officielle est l'ukrainien, mais le russe est aussi beaucoup utilisé, notamment dans le Sud et l'Est du pays, en raison de la domination de l'ancien Empire russe, y établissant notamment la colonie de Nouvelle-Russie, et de plusieurs siècles de russification.

## Étymologie
Le nom du pays est issu de l'ukrainien Україна ou du russe Украина, Oukraïna (transcriptions savantes respectives : Ukrajina et Ukraina), composés du préfixe ou, « dans, chez, près de, à l’intérieur », et de la racine slave kraï (край), qui désigne initialement une incision, une entaille, puis une ligne délimitant quelque chose, d'où, par extension, le sens de « pays, province » (en russe : « bout, extrémité, périphérie », « bord, rebord » ou « pays, région, province » ; en bulgare : « bord, coin, extrémité, terminaison, fin », « proximité, voisinage, environs »).
En français, cette étymologie est attestée au sens de « province frontière » dans la seconde moitié du XVIIe siècle.

## Histoire
L'Ukraine est le foyer du premier État slave oriental : la Rus' de Kiev (appelée aussi dans les écrits occidentaux Ruthénie), organisée par une tribu poliane de Kiev, ancêtre des Ukrainiens modernes. Ils ont adopté le nom « Rus' » pour décrire leur territoire, à partir du terme désignant les Varègues, et plus tard, ce nom a fini par désigner l'ensemble des possessions de Kiev. Les fondations de l'État lui-même ont été posées par les Varègues qui commerçaient dans la région. La Rus' de Kiev est, durant les Xe et XIe siècles, l'État le plus vaste et le plus puissant d'Europe après l'Empire byzantin.

### L’État de Kiev

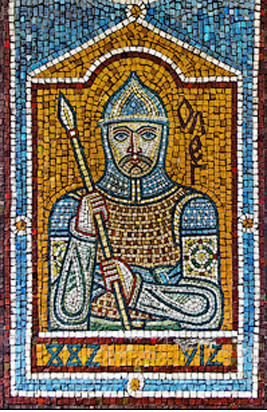
Mosaïque représentant Oleg le Sage à Kiev

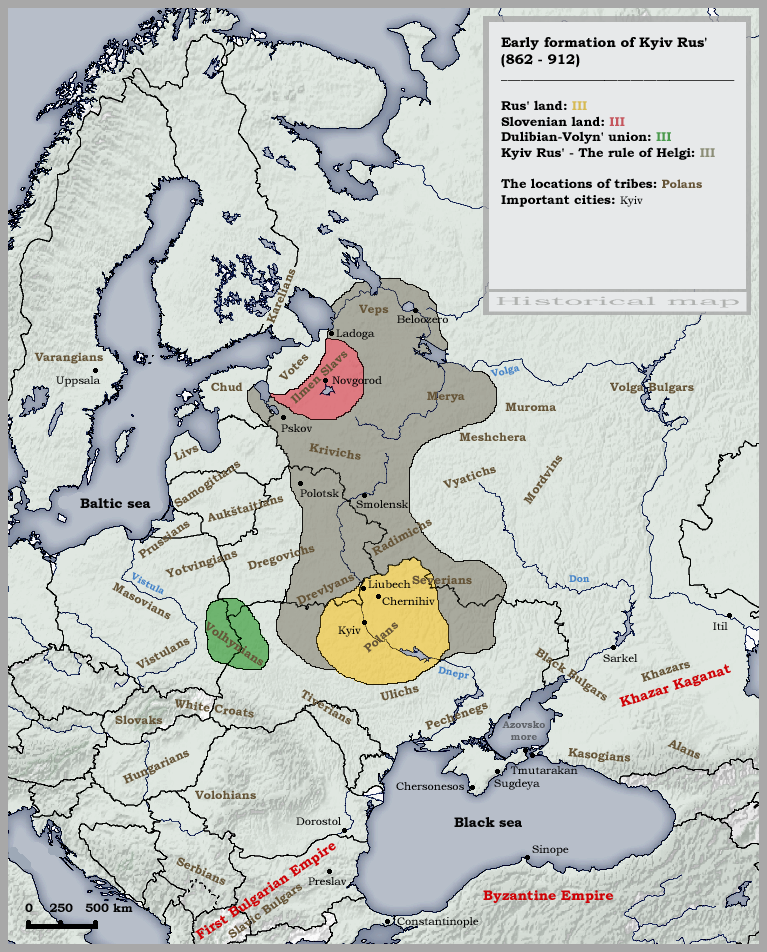
La Rus' de Kiev en 862-912

Au IXe siècle, le premier souverain de Kiev confirmé par l'histoire est le varègue Oleg le Sage. Sous son règne, Kiev gagne en influence dans la région, perçoit le tribut d'un grand nombre de tribus et lutte contre l'Empire byzantin. Au début du XIe siècle, toutes les tribus ukrainiennes ont été regroupées par la Rus'. L'État a commencé à se développer de manière significative sous le règne de Volodymyr le Grand, dont la principale réalisation a été la propagation du christianisme dans tout le pays.

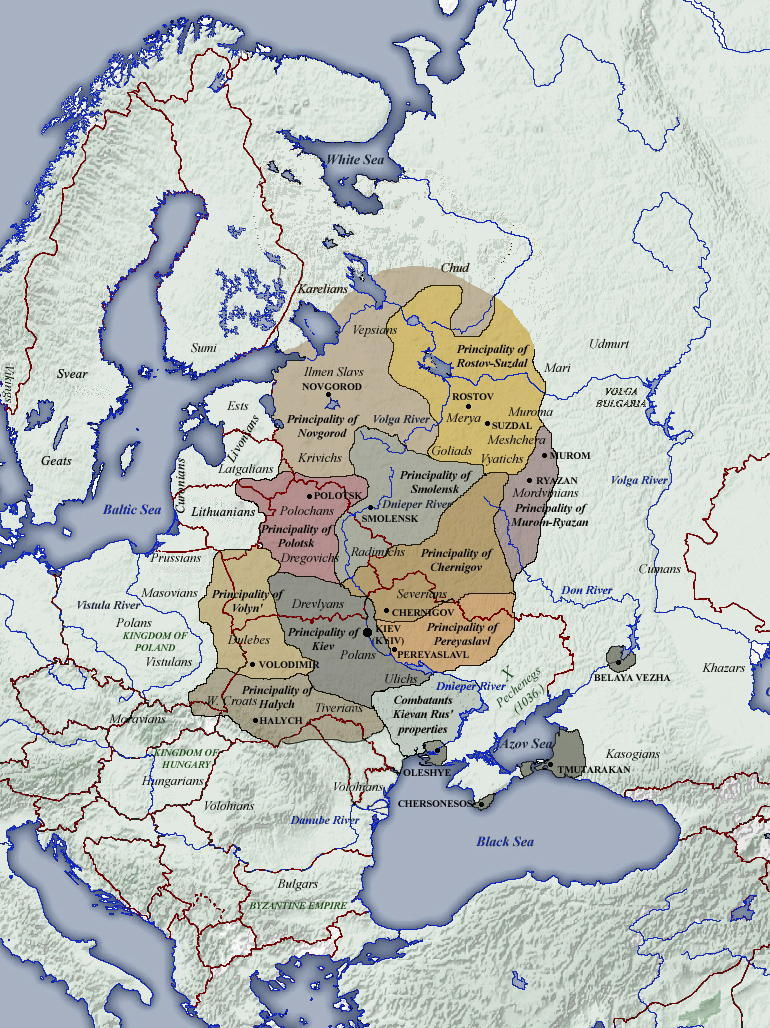
La Rus' de Kiev et ses principautés au XII siècle

Sous le règne de Iaroslav le Sage (1016-1054), le prestige de l'État kiévien atteint son apogée : il s'étend alors de la mer Baltique à la mer Noire et du confluent de l'Oka avec la Volga jusqu'aux Carpates septentrionales. Iaroslav est un bâtisseur — c'est lui qui fait construire la célèbre cathédrale Sainte-Sophie à Kiev — et un législateur. Le droit, l'éducation, l'architecture et l'art kiévien connaissent un développement important sous son règne. En 1051, il marie sa fille Anne de Kiev au roi Henri Ier de France, et marie deux autres de ses filles aux rois de Hongrie et de Norvège.
Bien que le cœur de la Rus' soit resté riche pendant des siècles, mais au XIIe siècle la fragmentation féodale a entraîné des luttes entre les monarques ruthène pour le trône et les attaques des tribus nomades, comme les Coumans, des steppes de l'Ukraine ont entravé le développement de la Ruthénie., Au XIIIe siècle, les Tatars Mongols ont attaqué la Rus' de Kiev et ont dévasté l'Ukraine du Dniepr et ses principautés. Ensuite, à l'ouest, la principauté de Galicie-Volhynie est devenue le principal centre de la culture ruthène pendant un certain temps. La cruauté de l'autorité mongole, notamment en matière pénale, pousse les populations autochtones à fuir vers d'autres pays comme la Pologne, la Hongrie ou la Moldavie.

### Période lituano-polonaise au nord-ouest, turco-tatare au sud-est

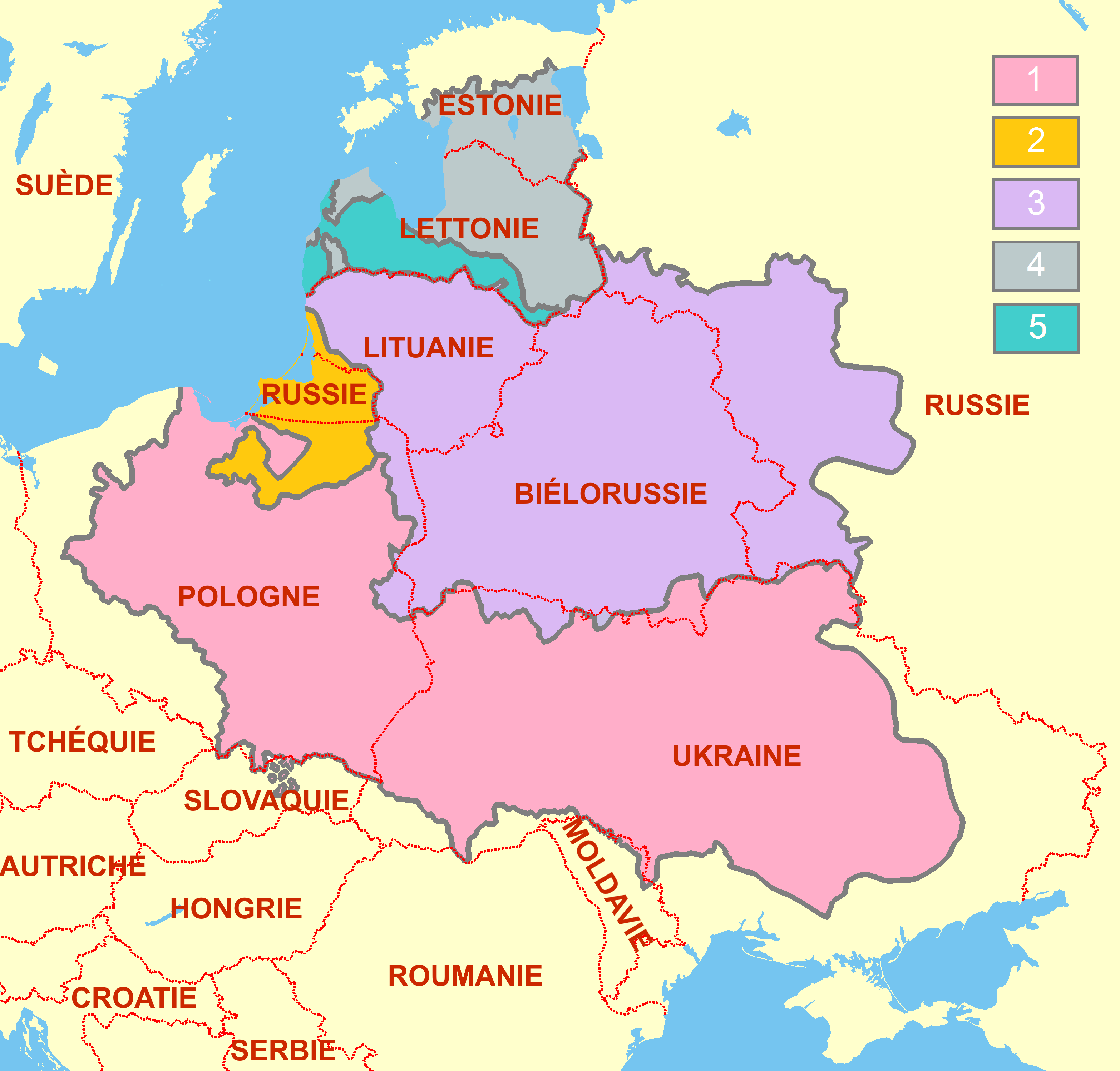
Les contours du royaume polono-lituanien avec ses vassaux en 1619 superposé aux frontières actuelles
1 - La Couronne (Royaume de Pologne)
2 - Borussie ou Duché de Prusse
3 - Grand-Duché de Lituanie
4 - Livonie
5 - Duché de Courlande

Durant le XIVe siècle, les Polonais et les Lituaniens combattirent les Mongols et finalement toute l’Ukraine du nord-ouest passa sous l’autorité de la Pologne-Lituanie, qui annexe Kiev en 1362. Les Tatars se maintiennent dans la steppe pontique au nord de la mer Noire et en Crimée ; toutefois, de 1382 à 1484, le grand-duché de Lituanie atteignit la mer Noire du côté d’Oçaq (ou Otchakiv, vers l’actuelle Odessa). La Lituanie prit le contrôle de la Volhynie au nord-ouest de l’Ukraine (y compris les régions autour de Kiev). Quant à la Pologne, elle prit le contrôle de la Galicie ; plus au sud la principauté de Moldavie était sa vassale (plusieurs citadelles et régions alors moldaves sont aujourd’hui ukrainiennes). Dans ces régions du nord-ouest, outre les Ukrainiens que l’on nommait à l’époque Russyns, Ruthènes, le pays comptait des Polonais, des Moldaves, des Allemands, des Arméniens, des Juifs et des Russes. À mesure que les Tatars perdaient du terrain, nombre de villes et villages furent fondés. La noblesse d’Ukraine occidentale fut souvent « polonisée ». La législation polonaise est introduite en Ukraine occidentale en 1434. Si la Pologne mène une politique relativement tolérante vis-à-vis de l’orthodoxie, elle favorise cependant le catholicisme qui progresse dans les territoires occidentaux de l'actuelle Ukraine.
L’influence polonaise pénètre plus lentement dans les territoires relevant du grand-duché de Lituanie. L’orthodoxie y garde sa prédominance. Pourtant, les rapports de force au sein de l’État polono-lituanien tournent à l’avantage des Polonais. L’Union de Lublin (janvier 1569) consacre le triomphe de la Pologne. La Lituanie perd la plus grande partie de ses possessions ukrainiennes (Podlachie, Volhynie, Podolie, région de Bratslav et de Kiev). La noblesse de ces régions se polonise et se convertit au catholicisme. Une partie du haut-clergé orthodoxe est tentée par le rapprochement avec Rome. Le métropolite de Kiev et une partie du haut-clergé, en réaction aux interventions réformatrices du patriarche de Constantinople, se rallient à Rome lors du concile de Brešč (Brest-Litovsk) en 1596. L'Union de l'Église de la Rus' de Kiev avec Rome forma l'Église grecque-catholique ukrainienne faisant partie des uniates (Églises catholiques orientales).

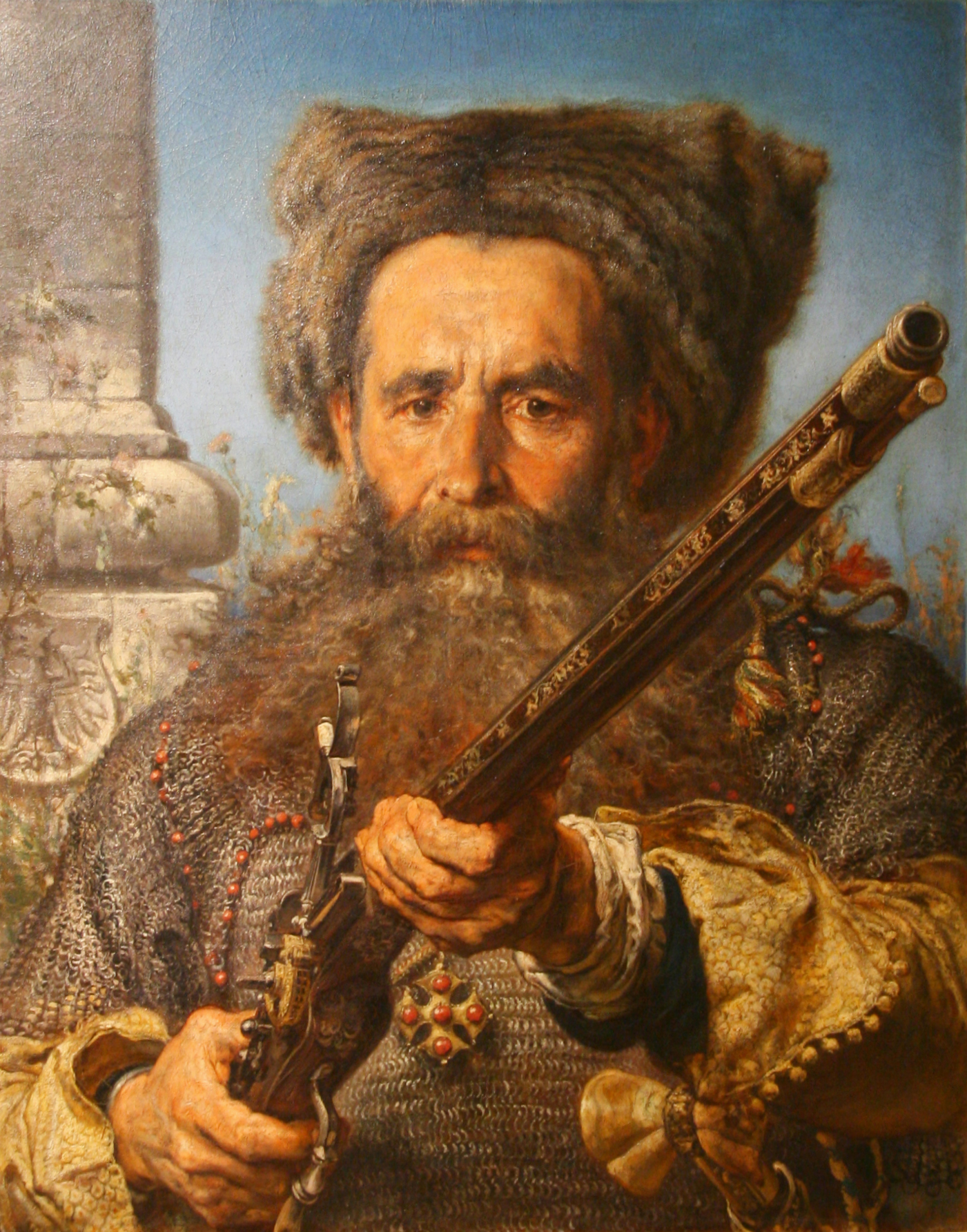
Ostap Dachkovytch (1470—1536), le premier chef des cosaques ukrainiens

C’est durant cette domination lituano-polonaise, à partir du XVe siècle, que se formèrent les Cosaques, des paysans ruthènes orthodoxes qui refusaient la servitude et l’assimilation aux Polonais catholiques. Le royaume de Pologne les tolère et les utilise contre les Tatars, puis, à partir du XVIe siècle, contre les Turcs ottomans, devenus suzerains des Tatars de Crimée. La première confirmé mention des Cosaques ukrainiens remonte à 1492, lorsqu'ils attaquèrent un navire turc pour libérer leurs captifs. Les Cosaques zaporogues formèrent une structure indépendante à l'époque de Dmytro Vychnevetsky, au milieu du XVIe siècle, lorsqu'il construisit le premier Sitch sur l'île de Khortytsia (au centre de l'actuelle Zaporijjia) pour protéger les terres ukrainiennes des attaques constantes des Tatars. et les Turcs,.
Le clivage entre le nord-ouest, orthodoxe mais d'influence polonaise et lituanienne, c'est-à-dire occidentale, et le sud-est soumis aux Tatars et aux Ottomans, puis conquis et colonisé par l'Empire russe, se retrouve jusqu'à aujourd'hui dans la structure politique du pays : le nord-ouest vote plutôt pour les pro-européens et se méfie de l'influence russe, tandis que le sud-est vote plutôt pour les pro-russes, se méfie de l'influence occidentale (souvent assimilée au fascisme depuis la Seconde Guerre mondiale) et peut même se soulever contre le pouvoir de Kiev lorsque ce dernier se rapproche de l'Ouest.

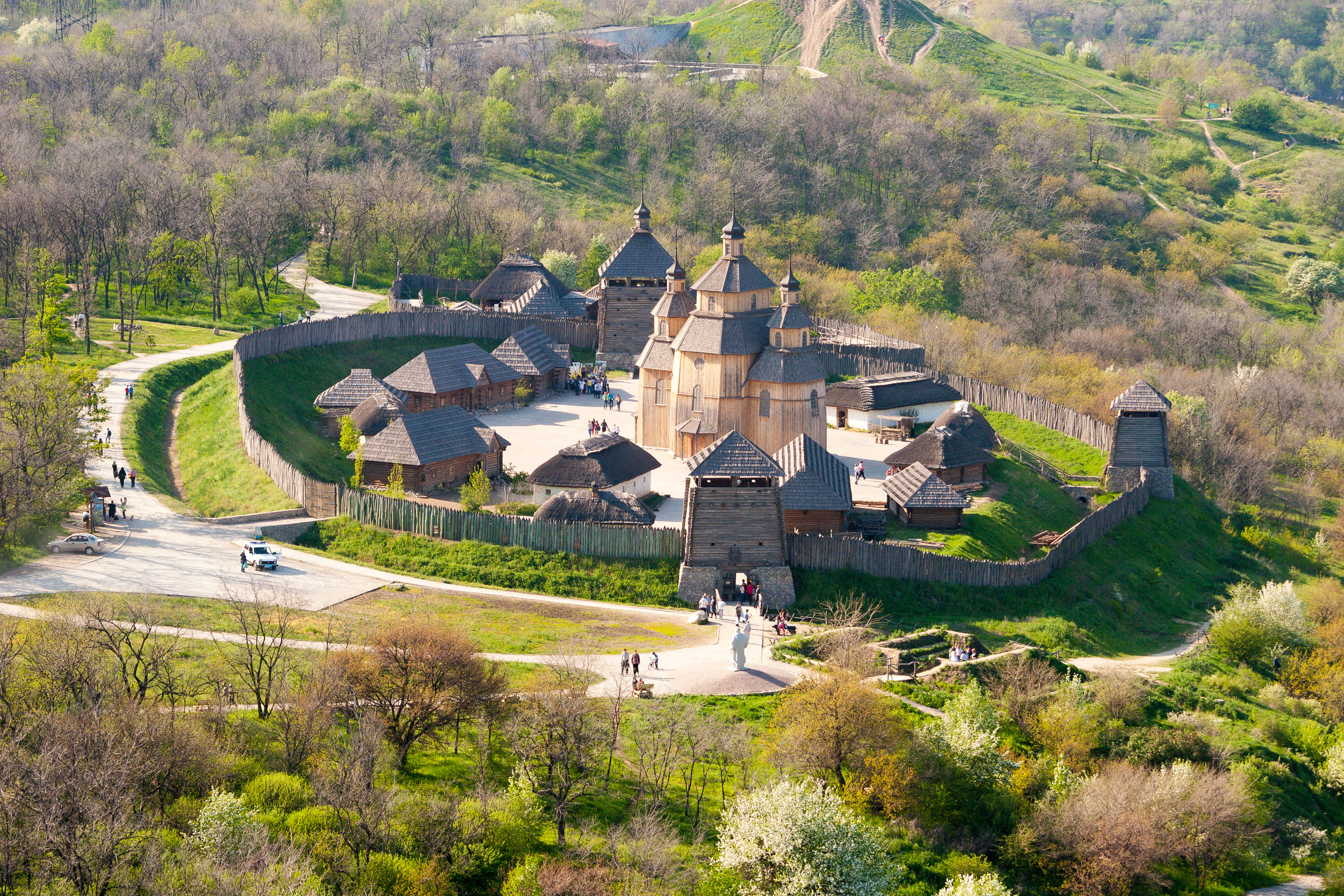
Forteresse cosaque (Sitch), reconstruction moderne

Au cours de l'existence des cosaques d'Ukraine, ses centres à différentes époques étaient 8 forteresses (Sitch) :
1. Khortytska (1556-1557), 
2. Tomakivska (70-80 ans du XVIe siècle), 
3. Bazavloutska (1593-1638), 
4. Mykytynska (1639-1652), 
5. Tchortomlytska (1652-1709), 
6. Kamianska (1709-1711 et 1730-1734), 
7. Olechkivska (1711-1728), 
8. Nova (Pidpilnenska) Sitch (1734-1775).

### L’État cosaque

Drapeau de l'Hetmanat cosaque

L'Ukraine faisait partie de la République des Deux Nations. En 1639, le cartographe et ingénieur français Guillaume Levasseur de Beauplan  crée la première carte au monde de l'Ukraine. Grâce à son travail, le nom Ukraine se fait connaître en Europe et s'impose dans la géographie et la documentation. Il  participe également à la construction d'l Château de Pidhirtsi.

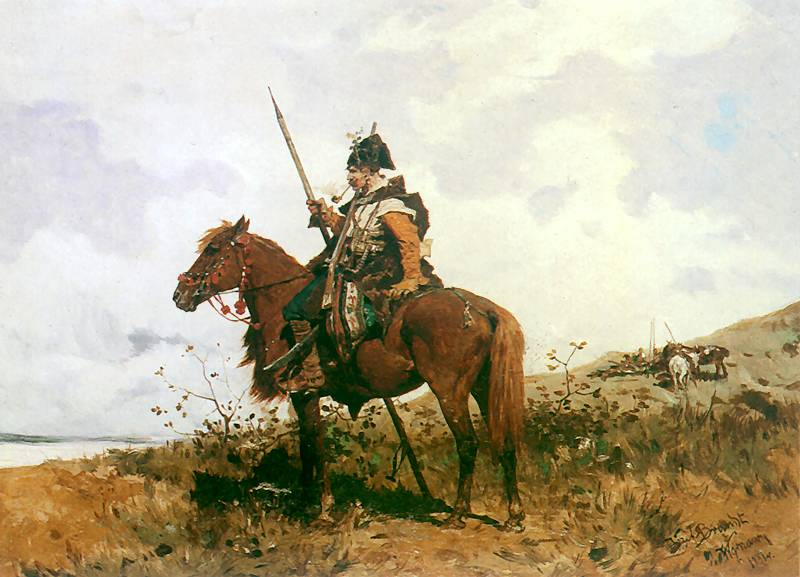
Cosaque zaporogue

Après qu'en 1647 le noble polonais Danylo Chaplinsky ait attaqué la ferme de Bogdan Khmelnitski à Soubotiv, au cours de laquelle il torture le jeune fils de Bogdan et capture sa femme, Khmelnitski se rend au Sitch (c'était alors déjà le quatrième de Sitch, Mykytynska, sur le territoire de l'actuel Nikopol) Les Cosaques ukrainiens le choisissent comme hetman.

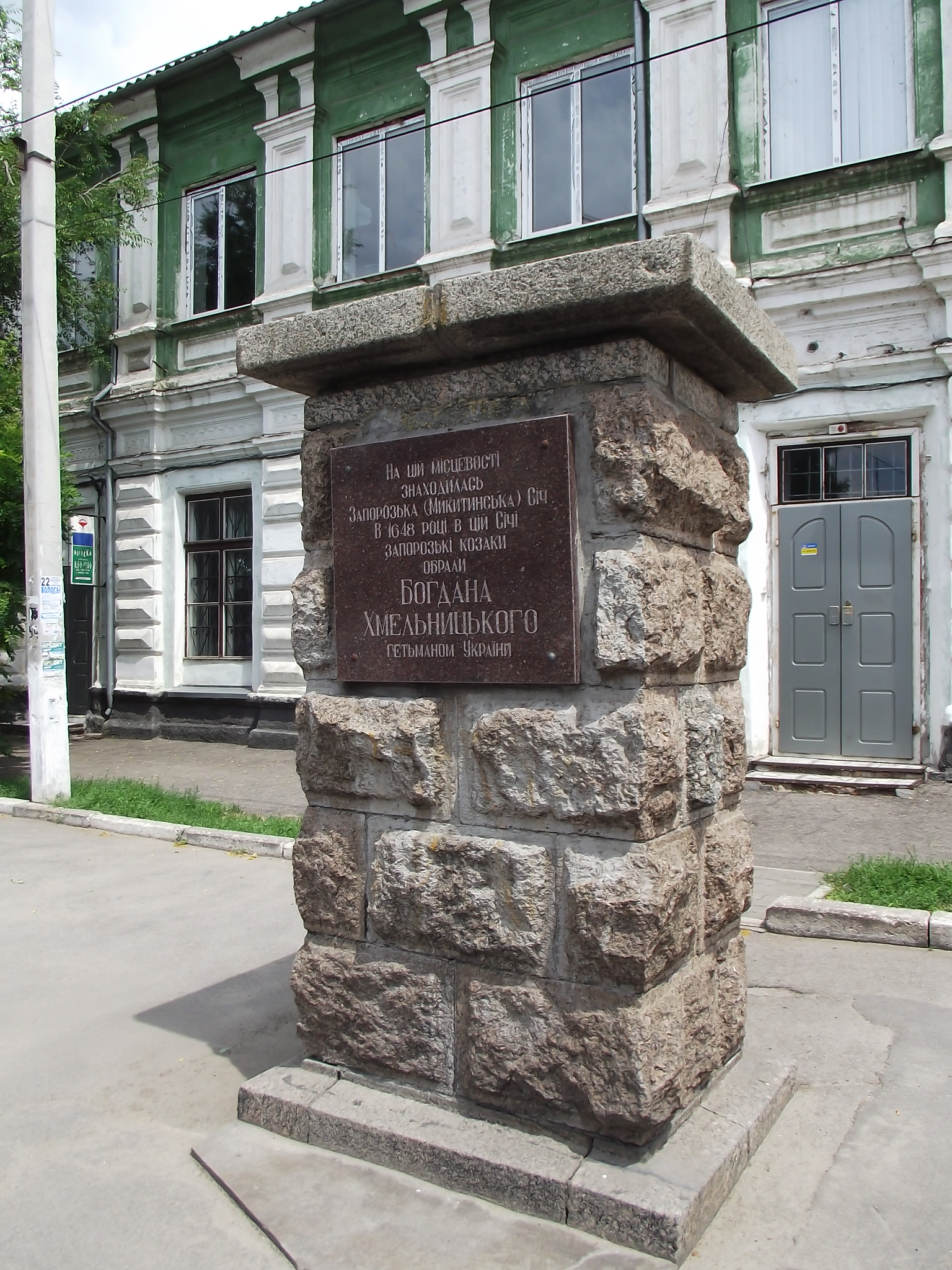
L'emplacement de Mykytynska Sitch, où Khmelnitski a été élu Hetman d'Ukraine. Nikopol, rue. Mykytynska, 40 ans

Au début de février 1648, ils brisent le siège de l'armée polonaise près de Sitch et organisent le plus grand soulèvement cosaque de l'histoire. C'est ainsi qu'apparait l'Hetmanate. À la suite de la révolution paysanne anti-féodale (1648-1654), connue dans l'histoire comme Hmelnichina, la partie orientale de l'Ukraine s’émancipe du pouvoir lituanien et se constitue en État autonome de caste cosaque : le Hetmanat cosaque, administré par les chefs cosaques et dirigé par un Hetman élu, est établi et perdure pendant plus d'un siècle malgré la pression des envahisseurs polonais et moscovites attirés par les terres riches et fertiles. C'est à cette époque qu'une nation ukrainienne distincte a émergé.

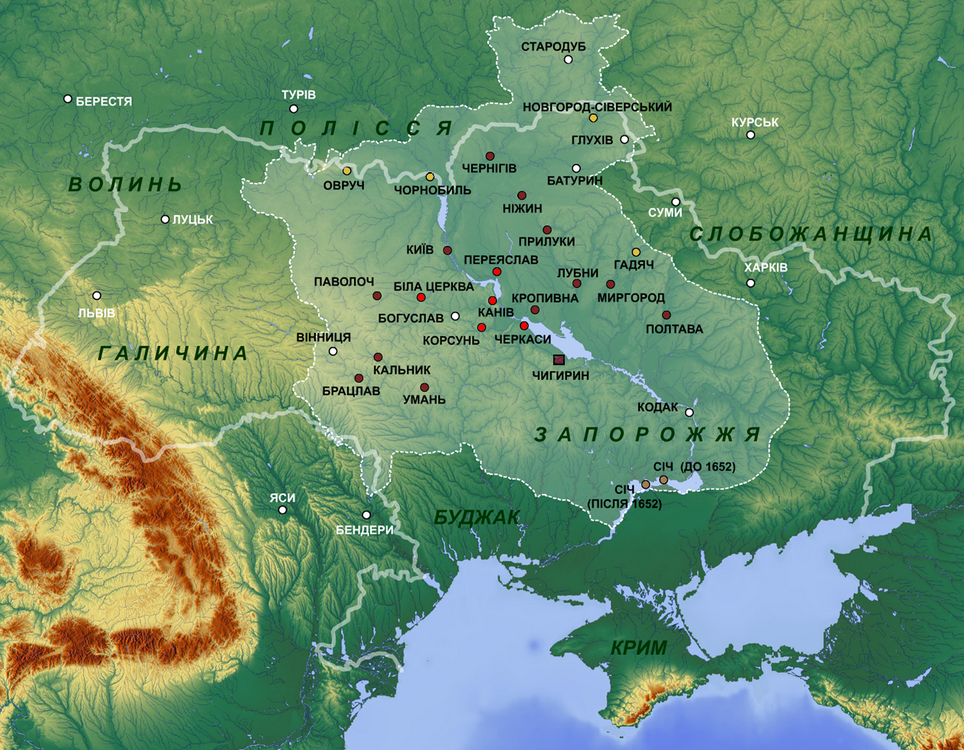
le territoire de l'Hetmanat à l'époque de Khmelnitski

La période qui suit la mort de Bogdan Khmelnitski, considérée comme s'étendant de 1657 à 1687, marquée par des troubles civils, la division du territoire le long du Dniepr entre le République des Deux Nations, l'État de Moscou á la suite du traité d'Androussovo, et l'intervention turque, fut appelée «Ruines». Le territoire des Cosaques zaporogues de la Sitch est tout d'abord cogéré par les deux souverains.
En 1700, l'armée cosaque ukrainienne sur la rive droite du Dniepr, qui était sous la domination des Polonais, est liquidée, à la suite de quoi l'Hetmanate continue d'exister uniquement sur la rive gauche du Dniepr sous le protectorat de la Russie. Les autorités russes envoie régulièrement des Ukrainiens (cosaques et paysans) aux travaux forcés dans les profondeurs de l'empire et tentent de détruire les cosaques, ce qui provoque l'indignation des Ukrainiens. En 1708, pendant la guerre du Nord, le roi suédois et son armée attaquent l'Ukraine, à la suite de quoi l'hetman Ivan Mazepa décide de conclure une nouvelle alliance, déjà avec la Suède.

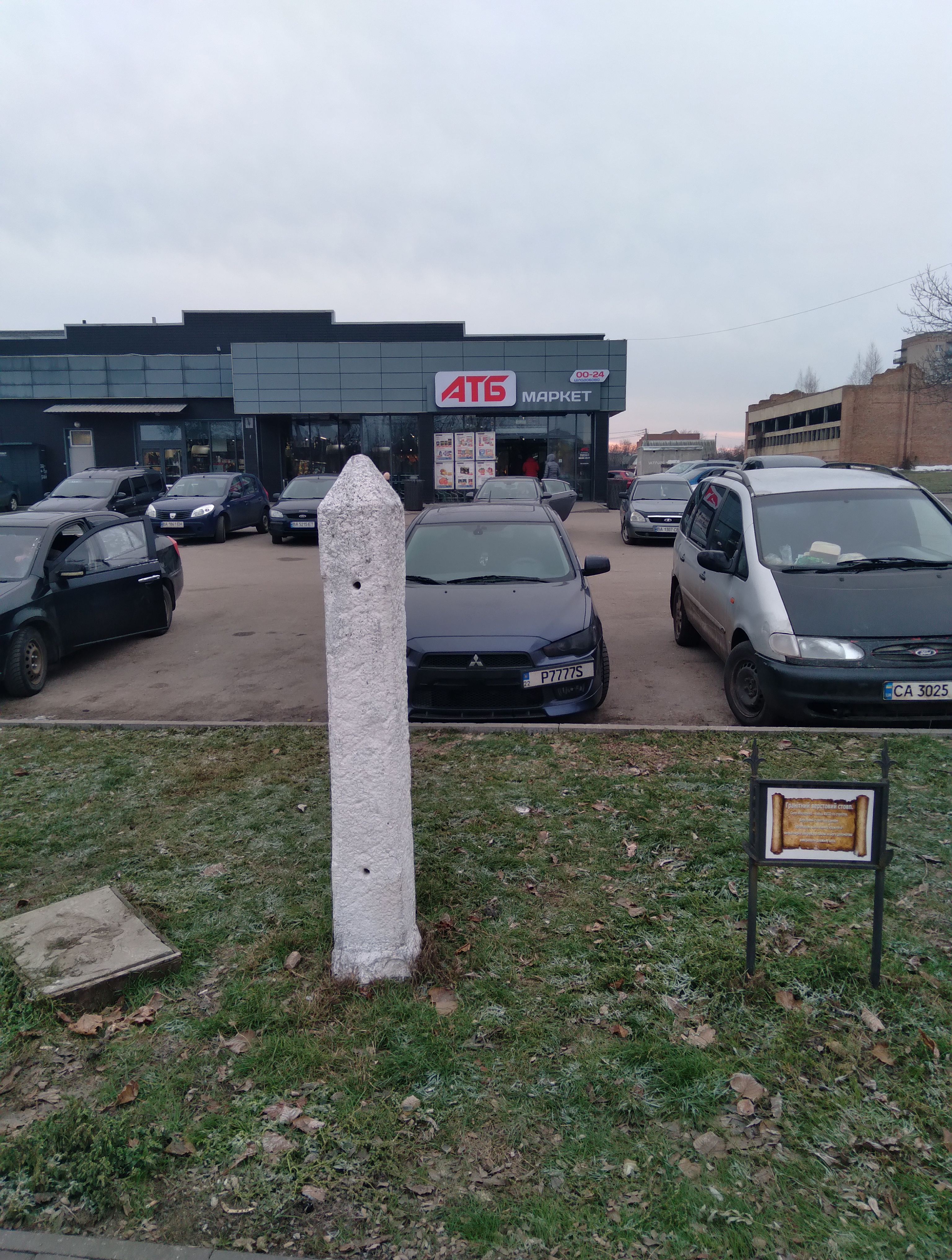
l'une des colonnes de granit uniques avec lesquelles les cosaques ukrainiens marquaient leur territoire (trouvée dans la Oblast de Kirovohrad, située dans la ville de Znamianka)

Hetman était soutenu par les Cosaques. Par conséquent, l'empereur russe Pierre Ier  ordonne la destruction de la capitale de l'Hetmanat Batouryn et Sich. Lors de la bataille décisive près de Poltava en 1709, l'armée suédo-ukrainienne est vaincue en raison de l'inégalité des forces. Ivan Mazepa et Charles XII se retirent sur les terres de l'Empire ottoman le long du fleuve Dniestr, dans la ville de Bendery, et meurent en exil. Après la mort de Mazepa en 1711, les cosaques ukrainiens dirigés par Kost Hordienko ont élu Pylyp Orlyk comme nouvel hetman, qui a introduit la première constitution ukrainienne, que certains historiens considèrent comme la première constitution d'Europe, selon laquelle le pouvoir en Ukraine était divisé en trois branches autorités : exécutive (Conseil principal dirigé par l'hetman), législative (Conseil principal) et judiciaire.
Après la mort du général Hetman Skoropadski en 1722, sur ordre de la Russie, Pavlo Polubotko est élu hetman, qui est bientôt envoyé à Saint-Pétersbourg, et à sa place est créé le Petit Collège Russe - un organe exécutif composé de 6 Russes. Mais dès qu'une nouvelle menace surgit de la part de l'Empire ottoman en 1727, le collège est liquidé et Danylo Apostol est élu hetman afin de gagner les faveurs des Ukrainiens,.

Territoires contrôlés par les cosaques ukrainiens au XVIIIe siècle (les territoires des Cosaques zaporogues sont marqués en jaune, et de l'Hetmanat en bleu).

Polubotko était d'accord avec les autorités russes sur les points décisifs selon lesquels une relative autonomie a été restaurée dans la partie nord-est de l'Ukraine (l'Hetmanate). Kirill Razoumovski est devenu le dernier hetman d'Ukraine,.
Catherine la Grande, impératrice de Russie, supprime le Hetmanat au milieu du XVIIIe siècle et détruit la Sitch dans le dernier quart du XVIIIe siècle, transformant plus tard la population ukrainienne en serfs. Les archives des cosaques zaporogues liquidés, composées de 30 000 documents, furent longtemps conservées dans le Fort Sainte-Élisabeth, qui joua, entre autres, un rôle décisif dans les victoires sur l'Empire ottoman. Durant la guerre russo-turque de 1768-1774, sa garnison de 4 000 soldats russes et 2 000 cosaques ukrainiens repoussent le dernier raid de 70 mille armée composée de Tatars de Crimée et de Turcs sur les terres ukrainiennes en janvier 1769 et permet de libérer les côtes de la mer Noire et de la mer d'Azov de l'esclavage turc,. Aussi c'est de cette forteresse fin mai 1775 que sortit l'armée russe forte de 100 000 hommes qui détruisit Sitch le 15 juin. Le dernier chef des cosaques ukrainiens, Petro Kalnychevsky, est mort en prison au Monastère Solovetski,,,.

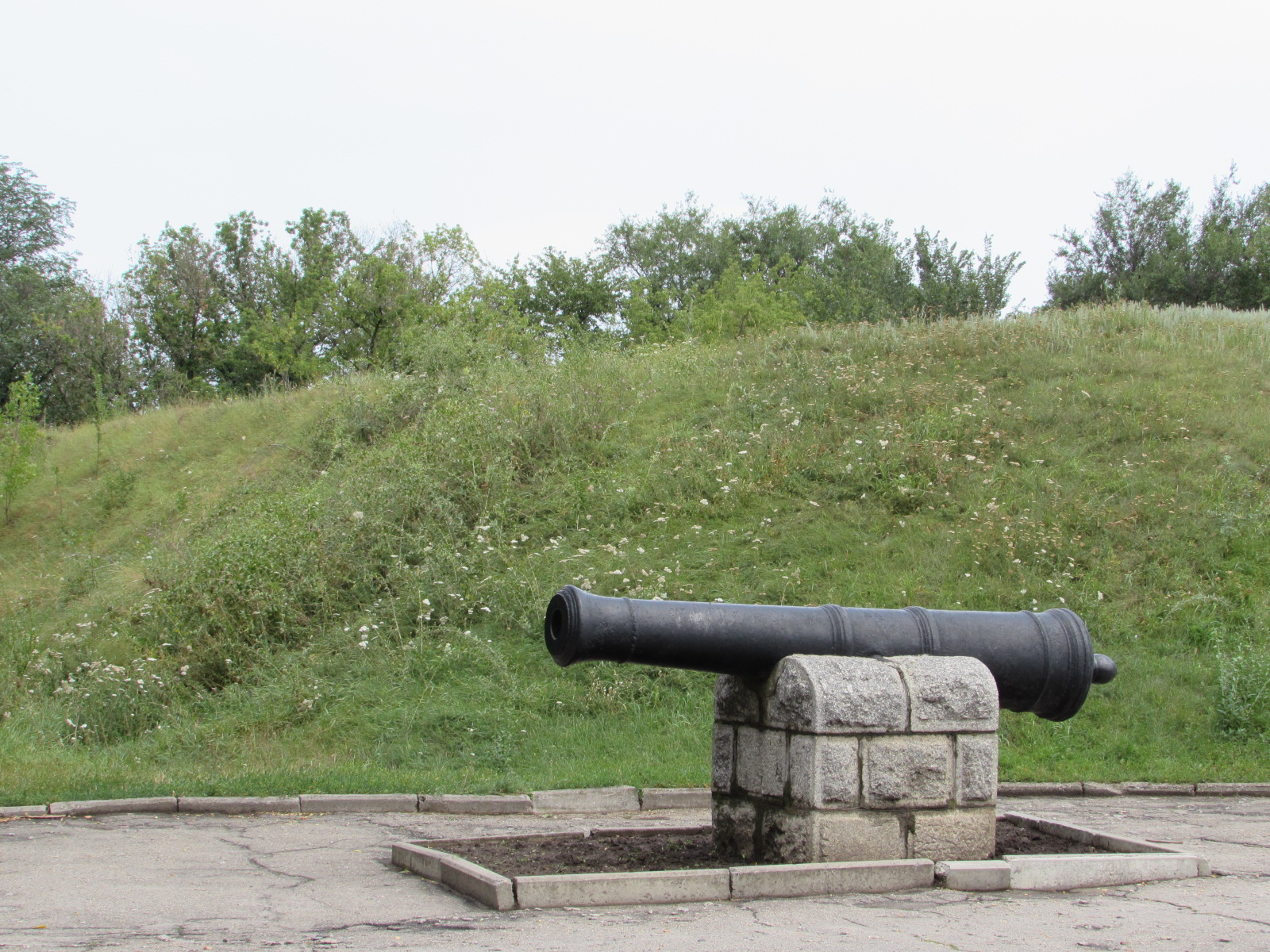
Canon du Fort Sainte-Élisabeth dans la ville moderne de Kropyvnytskyï.

En 1778, l'historien français Jean-Benoît Schérer écrivit un ouvrage Annales de la petite Russie ou Histoire des Cosaques-Saporogues et des Cosaques de l’Ukraine, dans lequel il exprimait son admiration pour leur histoire.
Une partie des anciens cosaques zaporogues ont fui à travers le Danube, les autorités russes en ont déporté une partie vers le Kouban et ont transformé la population ukrainienne en serfs. Sur les anciennes terres des cosaques, la politique de russification a été menée : il était officiellement interdit d'utiliser la langue ukrainienne et de l'enseigner.

### Les partages entre l'Empire russe et l'empire d'Autriche

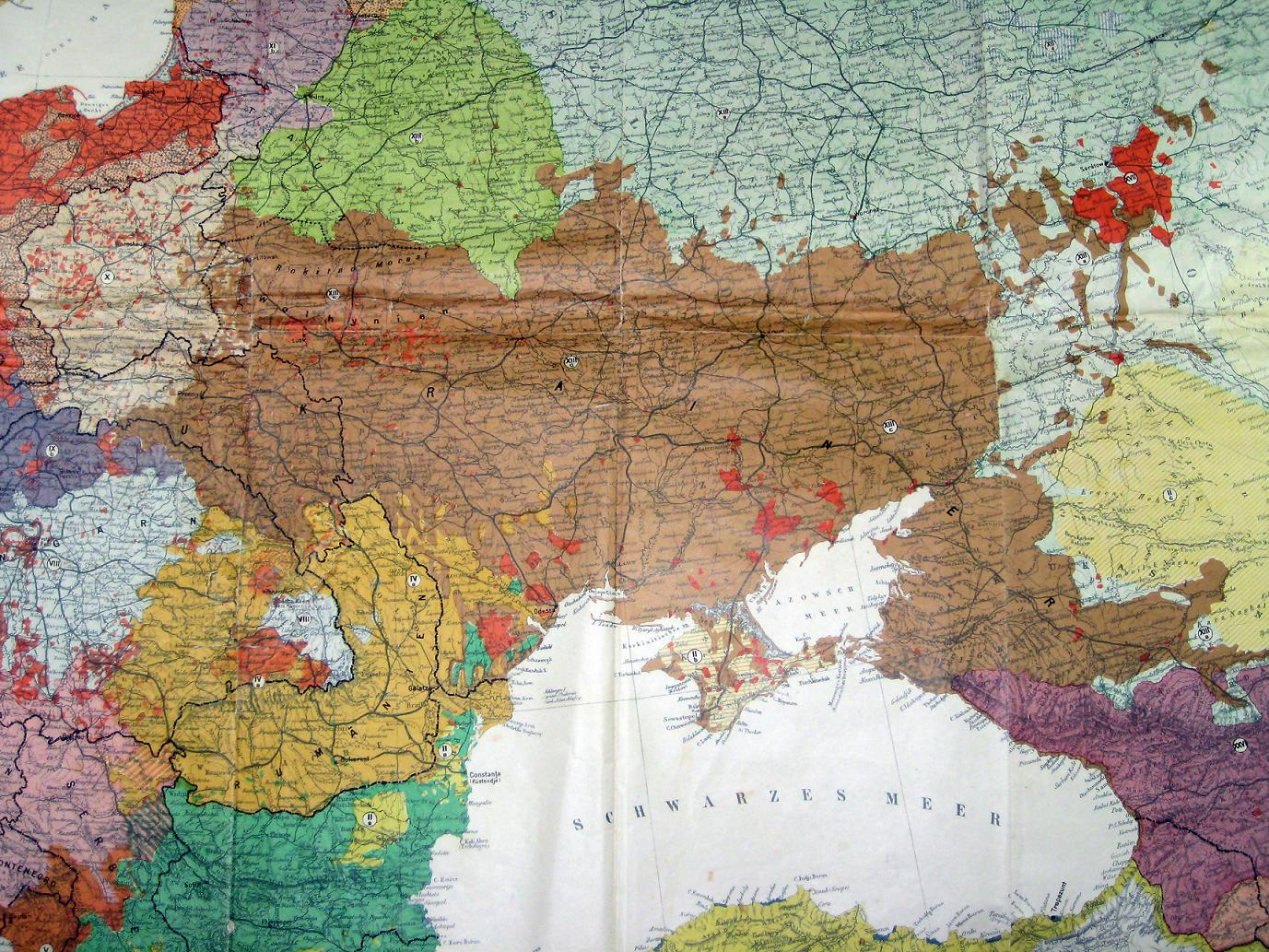
Territoire ethnique ukrainien (où l'on parlait l'ukrainien)

Le partage de la Pologne lui permet de récupérer pratiquement toute la rive droite — du Dniepr — à l'exception de la Galicie, passée sous administration de l'Autriche, laquelle deviendra en 1867 l'Empire austro-hongrois. Les grandes steppes incultes du sud — en Nouvelle-Russie — sont colonisées par des paysans venus de tout l'Empire, mais aussi d'Allemagne — notamment les mennonites — ou de Hollande, appelés par l'impératrice en échange de privilèges fiscaux. Le port d'Odessa (dont le nom a été choisi d’après celui d’Ulysse), gouverné au début par le duc de Richelieu, est fondé à cette époque teintée de retour aux sources grecques (Tauride, Chersonèse). Avant l'arrivée de la Russie, sur le territoire d'Odessa et de Mykolaïv, il y avait des ports fondés à l'époque du Grand-Duché de Lituanie, et sur le territoire de Kherson, avant la date officielle de sa fondation , au XVIe siècle, il y avait le ville de Bilikhovichi, comme vous le savez, les autorités russes ont changé les noms des colonies,. À la suite de la guerre russo-turque de 1787-1792, au cours de laquelle la Russie a pris d'assaut les forteresses turques avec des troupes recrutées principalement parmi les paysans ukrainiens et directement avec l'aide des Cosaques de la mer Noire, tout le sud de l'Ukraine a été libéré. À la suite de la guerre russo-turque de 1806-1812, à laquelle les cosaques ukrainiens ont participé des deux côtés - les Cosaques du Danube étaient pour l'empire ottoman et les Cosaques de la mer Noire étaient pour l'empire russe), la Bessarabie est passée à l'empire russe.
Lors de la campagne de Russie de 1812, l'armée française a pris le contrôle de la Volhynie occidentale, où elle bat la troisième armée russe sous le commandement du général Tormassov. Napoléon a attiré l'attention sur le problème ukrainien, dans le cadre duquel des contacts secrets ont été établis avec l'ancien dernier hetman d'Ukraine, Kirill Razoumovski.
Les plans politiques de l'empereur français concernant l'Ukraine prévoyaient la séparation des terres ukrainiennes capturées par la Russie et leur division en trois parties : l'Ukraine de la rive droite (à l'ouest du fleuve Dnipro) devait être transférée au Duché de Varsovie (la Volhynie était promis à l'Autriche), la Ukraine de la rive gauche (à l'est du Dnipro) et le sud Il était prévu pour l'Ukraine de créer deux États «napoléonides» sous le protectorat de la France, mais la noblesse ukrainienne n'était pas satisfaite des projets de Napoléon de transférer la rive droite à la Pologne. , qui n'était alors pas moins un ennemi de l'Ukraine que la Russie. Au total, 97 000 Ukrainiens ont combattu dans l'armée régulière russe en 1812 .
Pendant la guerre russo-turque de 1828-1829, les troupes russes envahirent les possessions des Cosaques du Danube. Leur otaman, Josyp Hladkyï, s'est rangé du côté des Russes, c'est pourquoi le sultan turc a ordonné la destruction du Danube Sitch, mettant ainsi fin à l'ère des cosaques ukrainiens libres. À partir des anciens cosaques du Danube, le gouvernement russe a créé les Cosaques d'Azov.
Comme d’autres peuples en Europe, un mouvement de renaissance nationale ukrainien se fait jour à partir du milieu du XIXe siècle dans l’Empire russe. Mais Saint-Pétersbourg estime que ce mouvement est manipulé par les Polonais,. Des cercles nationaux (hromady) sont supprimés et il est prohibé d’imprimer en ukrainien. Les élites russes considèrent les Ukrainiens comme des « Petits-Russes ».

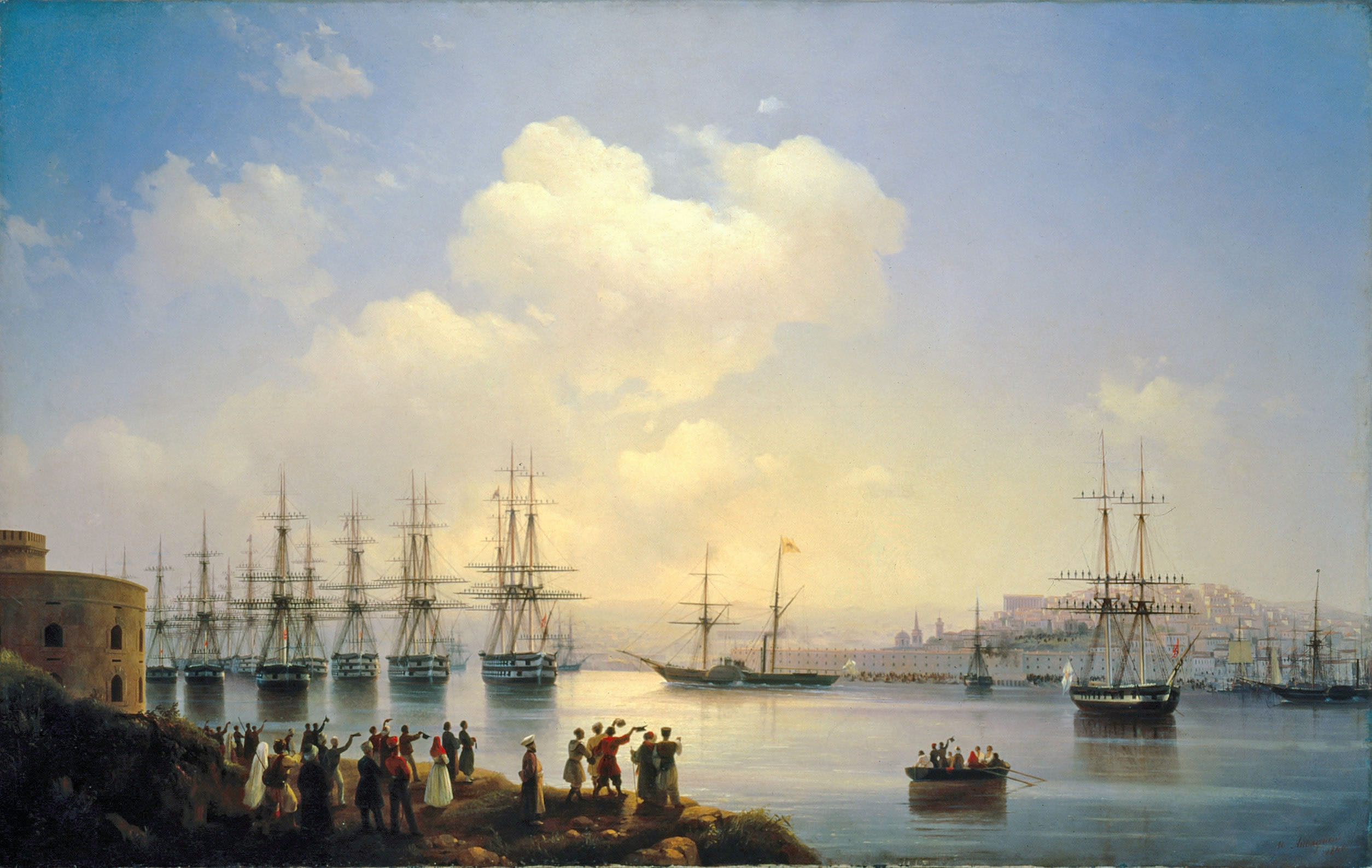
La flotte russe de la mer Noire dans la rade de Sébastopol en 1846.

La culture ukrainienne connaît une renaissance au milieu du XIXe siècle, en parallèle avec le mouvement régionaliste à la même époque en Europe. Ce mouvement est concentré dans les régions de la Ruthénie, de la Volynie ou de la Podolie et autour de Zaporojié. C'est alors qu'apparaît de plus en plus le terme d'Ukraine — Oukraïna signifiant « à la marche », terme employé surtout dans la langue ecclésiastique depuis le XVIe siècle — relancé par les intellectuels à la fin du XIXe siècle. Le pouvoir impérial russe officiellement ne connaît pas ce terme d'Ukraine. Il ne forme dans les territoires de l'actuelle Ukraine, comme partout ailleurs dans l'Empire — à l'exception du grand-duché de Finlande traité différemment — que différents gouvernements ou provinces — gouvernement de Kiev, gouvernement de Tchernigov, gouvernement d'Ekaterinoslav, gouvernement de Kherson, etc. — au sein de plusieurs entités : Petite Russie, Nouvelle-Russie (correspondant en partie aux territoires enlevés à l'Empire ottoman), parties de la Bessarabie, etc. En 1876, l'Empire interdit la langue ukrainienne dans les écoles, et la limite dans les journaux et la littérature. Cette limitation provoque en retour une revendication idéologique qui permet de comprendre l'opposition linguistique actuelle. Les différentes formes d'ukrainien ne sont plus parlées que par une frange de la paysannerie et certains cercles cultivés de régionalistes : instituteurs, universitaires, ecclésiastiques.
De grandes villes sont fondées sous l'Empire russe, comme Odessa — port cosmopolite à forte minorité juive — et Ekaterinoslav, Sébastopol, etc. qui accueillent des migrants de tout l'Empire, et même d'Europe centrale — de la Pologne autrichienne ou d’Allemagne. En 1892, Kiev compte près d'un demi-million d'habitants. En effet, après l'abolition du servage dans l'empire Russe en 1861, l'industrialisation provoque un exode rural de paysans russes, ukrainiens, ruthènes, etc. dans les nouveaux centres industriels. Le négoce se développe parallèlement avec l'extension du chemin de fer et cette « grande marche vers le sud » et l'ouest.

### L’Ukraine indépendante (1917-1922)

Drapeau de la République populaire ukrainienne.

Au déclenchement de la Première Guerre mondiale, l'Empire Russe s'étend jusqu'à la Pologne qu'il recouvre depuis le dernier partage de la Pologne au congrès de Vienne en 1815. Durant les années qui suivent, si l'Allemagne est bloquée dans une guerre de position avec la France sur son front ouest, à l'est, elle enregistre de grands succès militaires sur une Russie exsangue et confrontée à la révolution.

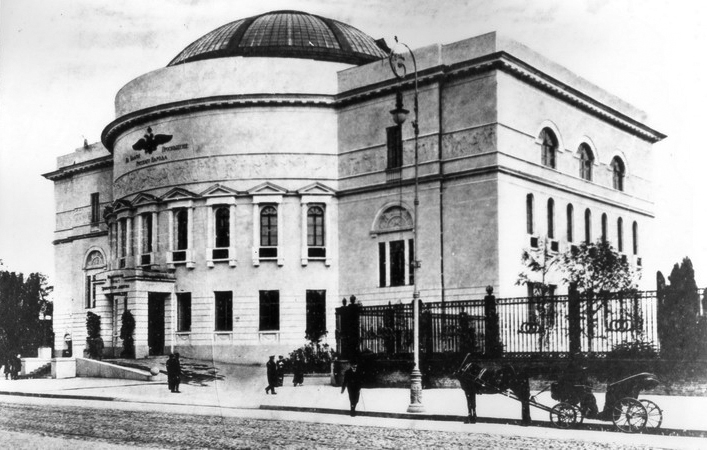
Immeuble de la Rada centrale.

Après la révolution de Février, qui met fin à l’Empire Russe en 1917, l'Ukraine est brièvement indépendante jusqu'en 1920, mais la Rada ne parvient pas à contrôler efficacement le territoire, envahi d'abord par les Allemands puis, à leur retrait, devenu champ de bataille entre le Parti bolchevique, les Russes blancs et les forces de la Triple-Entente.

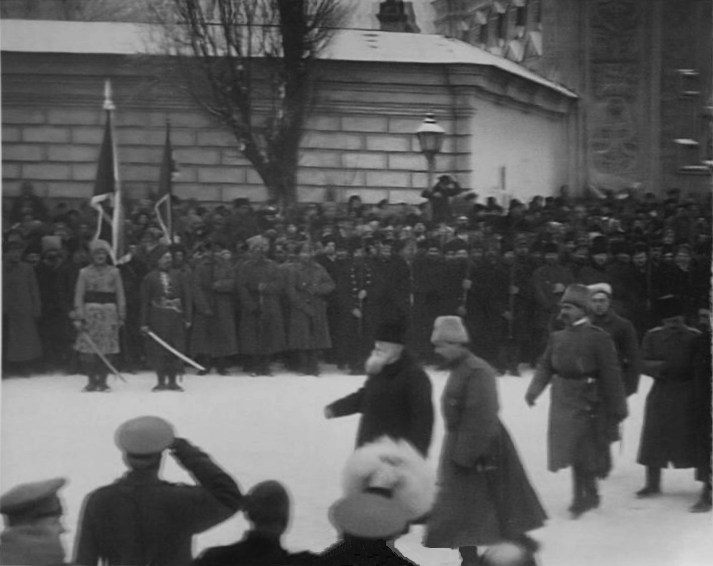
Hrouchevsky au défilé des troupes ukrainiennes à Kiev en 1917.

Le 4 mars 1917 (17 mars dans le calendrier grégorien), la plupart des partis politiques s’accordent pour former la Rada centrale. Le 17 mars, alors qu'il est toujours à Moscou, Mykhaïlo Hrouchevsky est élu président de la Rada centrale. Sous son impulsion, l'Ukraine proclame son autonomie le 10 juin 1917 (23 juin dans le calendrier grégorien). En tant que chef de l'USDRP, Volodymyr Vynnytchenko est choisi comme un des deux vice-présidents de la Rada centrale puis comme le premier président du secrétariat général de la Rada centrale du gouvernement autonome de l'Ukraine.
Le 20 novembre 1917 (3 décembre dans le calendrier grégorien), soit treize jours après que le Parti bolchevique russe a renversé le gouvernement social-démocrate de Saint-Pétersbourg — alors capitale de la Russie —, la Rada ukrainienne centrale proclame la République populaire ukrainienne et sa séparation de la Russie. L'indépendance totale de l'Ukraine est confirmée le 22 novembre 1918 (5 décembre dans le calendrier grégorien) et Mykhaïlo Hrouchevsky est élu officiellement « président de la République populaire ukrainienne » le 29 avril.
Fin 1917, l'armée allemande avance pour atteindre Riga et conquérir la Galicie et la Bukovine, contraignant la Russie à suspendre les hostilités et à négocier. Sous couvert de défendre la libre disposition des provinces baltes, de la Finlande, de l'Ukraine et du Caucase, le gouvernement allemand cherche à agrandir sa zone d'influence à l'est et notamment à prendre le contrôle des bassins miniers ukrainiens.

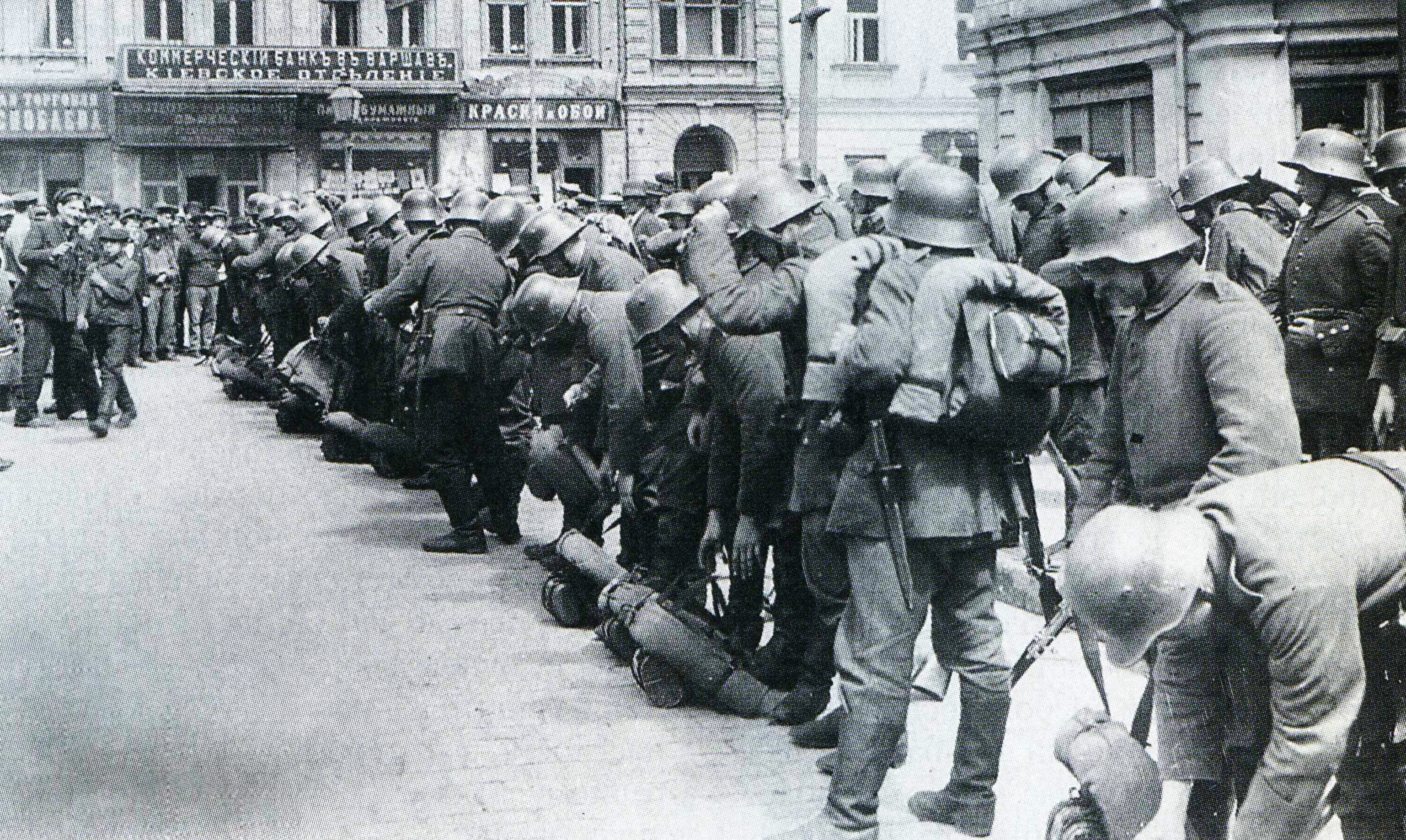
Occupation de Kiev par l'armée allemande 3 1918.

Fin janvier 1918, eut lieu une célèbre bataille de Krouty qui contribua à retarder l'offensive bolchevique sur la capitale. Du 5 au 8 février 1918, l'Armée rouge a continuellement bombardé Kiev, y compris avec des gaz toxiques, pendant 3 jours, les explosions ne se sont pas arrêtées un seul instant et, en entrant dans la ville, ont tué 5 000 civils, déclarés «contre-révolutionnaires».
Le traité de Brest-Litovsk (empires centraux-Ukraine) est signé le 9 février 1918 entre les gouvernements des empires centraux menés par l'Empire allemand et la jeune République populaire ukrainienne, issue de la révolution de Février, dans la ville du même nom, aujourd’hui Brest, en Biélorussie. Les Bolcheviks russes n'y sont pas partie prenante.
Pour combattre l'Armée rouge qui contrôle l'est de l’Ukraine, la Rada centrale cherche le soutien des Allemands qui organisent un coup d’État et renversent le gouvernement de Vynnytchenko, mettant à sa place Pavlo Skoropadsky qui, le 29 avril 1918 — soit le jour même de l'élection de Mykhaïlo Hrouchevsky à la présidence de la république —, est proclamé hetman de l’« État ukrainien », Ukrayinska Derjava.
À l'automne 1918, prévoyant la défaite allemande, Skoropadsky tente de se rapprocher de l'Entente et des Russes blancs en promettant de rétablir l'union fédérale entre Russie et Ukraine. Mais, resté sans soutien, Skoropadsky est renversé par le mouvement populaire, guidé par Simon Petlioura, qui reprend Kiev. Les troupes d'occupation allemandes abandonnent l'hetmanat et le nouveau pouvoir ukrainien les laisse regagner leur pays sans obstacle.

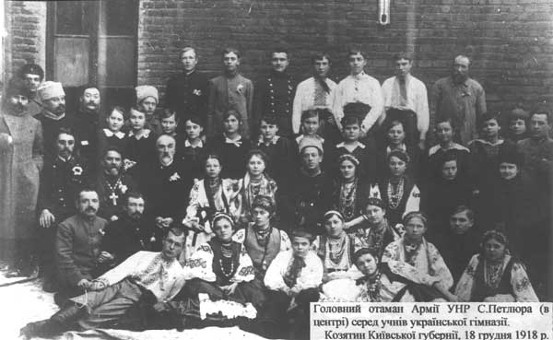
Petlioura parmi les étudiants, décembre 1918.

Le 14 décembre 1918, finalement, la République populaire ukrainienne est rétablie avec Vynnytchenko à sa tête comme président du Directoire d'Ukraine. De 1918 à 1922, une partie importante du territoire ukrainien au sud est contrôlée par une armée paysanne insurrectionnelle d'inspiration communiste libertaire surnommée Makhnovchtchina du nom de son initiateur Nestor Makhno, ayant compté à son apogée près de 100 000 combattants. Opposée aux armées blanches et rouges, l'armée noire essayera d'installer dans les territoires contrôlés un système de collectivisation des terres et de démocratie directe et décentralisée,.
Le 11 novembre 1918, l'armistice est signé sur le front ouest à Rethondes entre l'Allemagne et les Alliés. L'armistice de Rethondes annule l'armistice de Brest-Litovsk. L'article 12 de la convention d'armistice prévoit que les troupes allemandes évacuent tous les territoires faisant partie de la Russie au 1er août 1914, dès que les Alliés jugeront le moment venu, compte tenu de la situation intérieure de ces territoires.

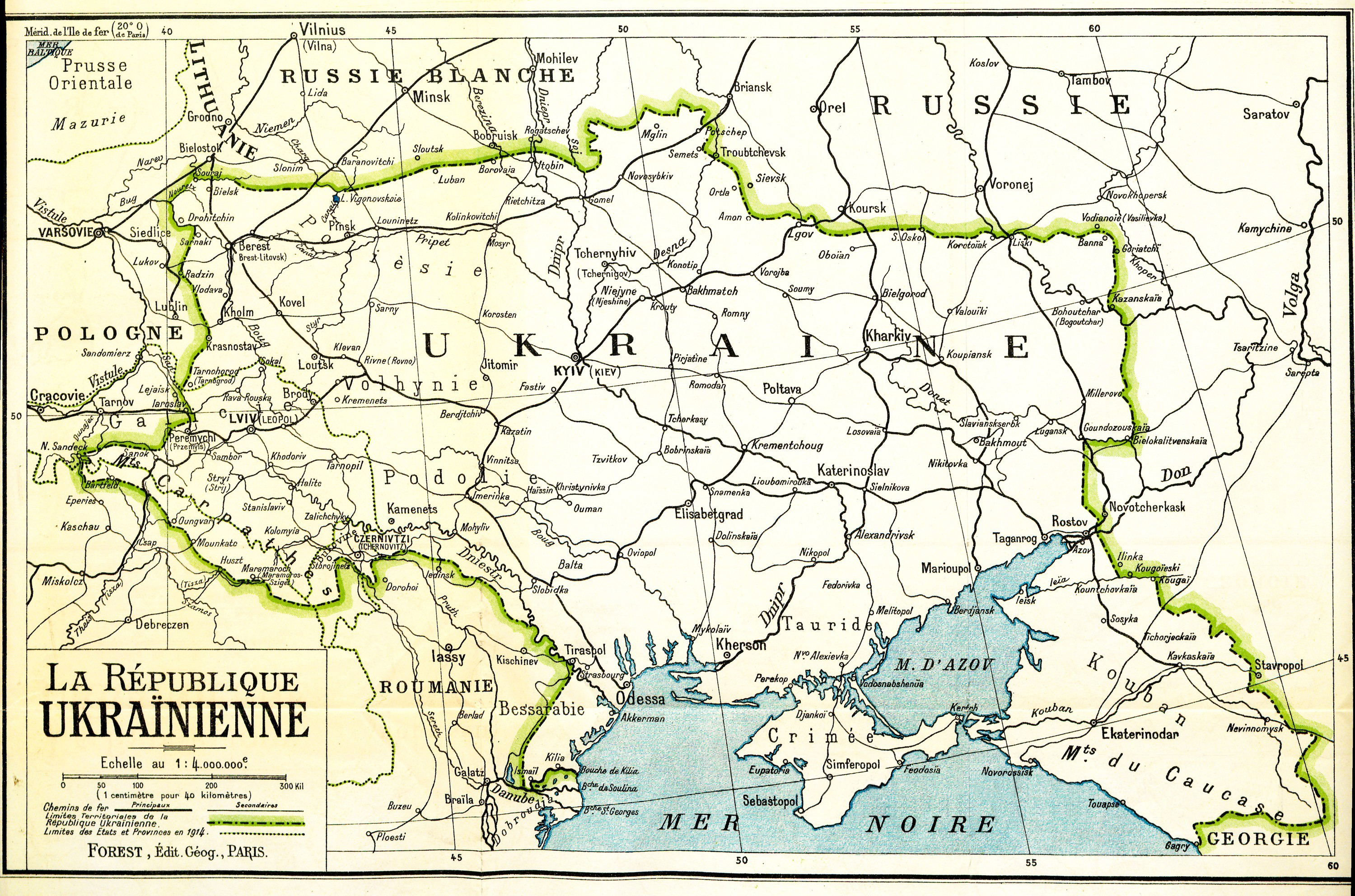
Carte de l'Ukraine unifiée présentée par la délégation ukrainienne à la Conférence de paix de Paris de 1919-1920.

En 1919, une loi a été Acte d'unification qui a marqué l'unification des terres ukrainiennes de l'est et de l'ouest en un seul État, mais pendant l'Invasion soviétique de l'Ukraine et la guerre soviéto-polonaise, le pays était en fait divisé en deux entre la Russie soviétique et la Pologne. Au même moment, en 1919, les troupes françaises étaient dans le sud de l’Ukraine et contrôlaient la ville d’Odessa.
D'août à décembre 1919, la majeure partie de l'Ukraine était sous le contrôle des forces armées blanches, mais fut de nouveau capturé par l'Armée rouge.
La Pologne a soutenu la République populaire ukrainienne pendant les campagnes d'hiver et a même contrôlé conjointement Kiev en 1920, mais en raison du déséquilibre des pouvoirs, elle a été contrainte de battre en retraite. La division du pays entre la Pologne et l'URSS a été confirmée par le Paix de Riga. De nombreuses personnalités de la RPU étaient en exil et ceux qui sont revenus (comme Hrouchevsky) ont été confrontés à la répression.
La République de Kholodnoïarsk, vaincue au début des années 1920, a résisté le plus longtemps à l’expansion soviétique.

### La période soviétique

Le drapeau conational de la RSS d'Ukraine.

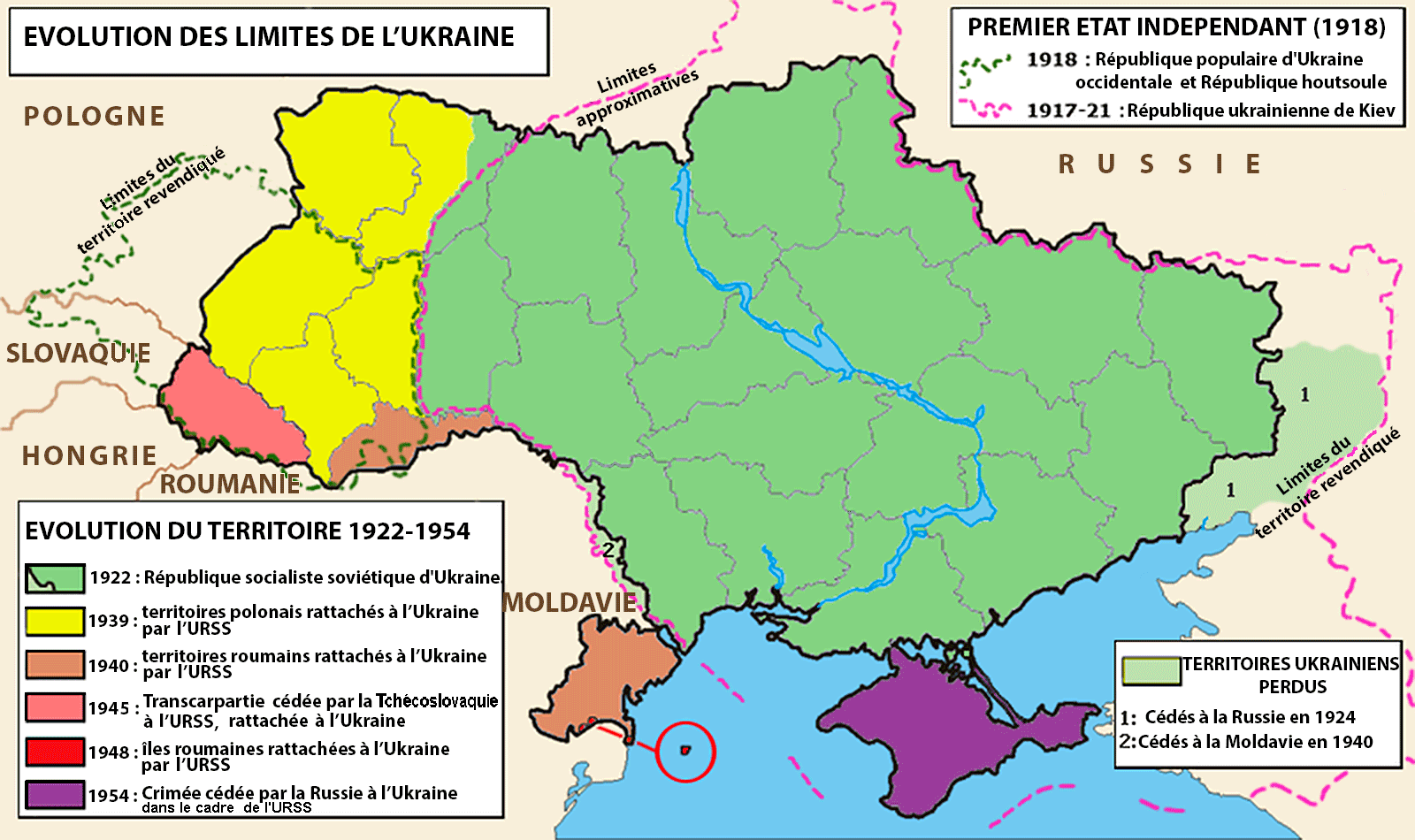
La formation territoriale de l'Ukraine moderne.

Au même moment, fin 1917 - début 1918, les bolcheviks s'emparèrent pour la première fois de Kharkiv, où ils proclamèrent la création de l'Ukraine soviétique, en fait un gouvernement fantoche qui recevait les principales commandes de Russie. Après les combats, on a appris l'incident lorsque la voiture blindée de Mikhaïl Mouraviov a contourné Kharkiv avec l'affiche "Mort aux Ukrainiens". Des témoins oculaires ont mentionné que pendant le séjour de l'Armée rouge dans la ville c'était dangereux de communiquer en ukrainien.

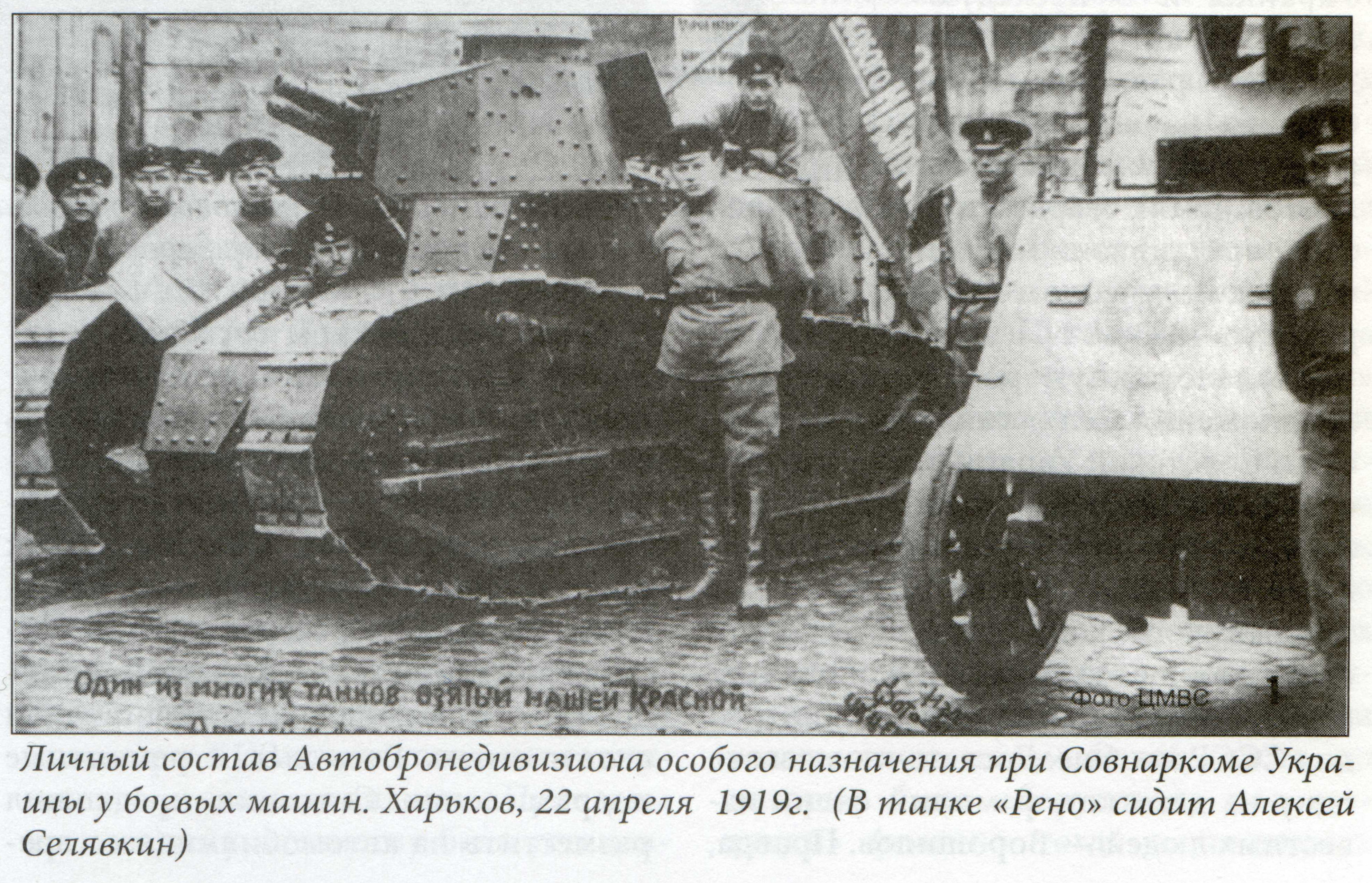
Armée rouge dans Kharkov, 1919

Au printemps 1918, le 8 avril 1918, les troupes ukrainiennes (en particulier le régiment dirigé par Petro Bolbotchan), alliées à l'armée allemande, libèrent Kharkiv des bolcheviks. Après la défaite des puissances centrales en novembre 1918, le pouvoir du Directoire de la RPU existait pendant une courte période à Kharkiv, le 3 janvier 1919, la ville fut de nouveau prise par les bolcheviks, le 25 juin 1919, la ville fut capturée par l'armée blanche, en le 11 décembre 1919, Kharkiv fut capturée par les bolcheviks pour la troisième fois et est devenue la capitale de l'Ukraine soviétique sous le nom de Kharkov. Grigori Petrovski a joué un rôle décisif dans la création des structures gouvernementales, et des unités de l'organisation punitif d'État - la Tchéka.
L'ancien « grenier » de l'Empire russe, devenu une république socialiste soviétique, ravitaille les centres urbains soviétiques. Le 30 décembre 1922, l'Union des républiques socialistes soviétiques (URSS) naît du traité qui réunit la RSFSR, la Biélorussie, l'Ukraine et la Transcaucasie. Dans le conflit qui oppose les communistes du centre (Moscou) et les partis communistes nationaux, c'est le centre qui l'emporte et impose une fédération.
Quand Staline déclenche sa révolution industrielle vers la fin des années 1920, l'Ukraine devient l'une des sources indispensables de son financement. Les années d'industrialisation sont marquées par la construction de ce qui est à l'époque la plus grande centrale hydraulique d'Europe, sur le cours du fleuve Dniepr (le DnieproGuES), ce qui contribue à l'électrification de la République, ainsi qu'une importante mise en valeur du grand bassin minier et métallurgique de l'Ukraine, le Donbass, déjà exploité depuis la fin du XIXe siècle.
Après une brève période d'ukrainisation — politique dite d'indigénisation (korenizatsia) — dans les années 1920, se traduisant par le retour à l'ukrainien dans les publications, la réouverture des écoles et des universités avec un enseignement en ukrainien et la promotion des cadres nationaux, Staline ne ménage pas les efforts pour réprimer le moindre signe d'un réveil nationaliste ukrainien, interprété comme un rejet du pouvoir bolchevik et une menace à l'intégrité de l'URSS[réf. nécessaire]. Pour contrer le nationalisme ukrainien, le gouvernement soviétique a mené une politique similaire en Biélorussie. Symon Petlioura, comme beaucoup d'autres représentants de la lutte de libération nationale, était en exil. En 1926, il fut tué en France par un agent soviétique. De plus des oblasts russes, comme celle de Kharkiv, sont intégrées à la RSS d'Ukraine pour renforcer le poids des russophones. Moscou cherche à rattacher fermement l'Ukraine et à en faire une forteresse de l'URSS, selon les mots de Staline. Toute forme de déloyauté de la part des intellectuels, des communistes ou des paysans ukrainiens est éradiquée.

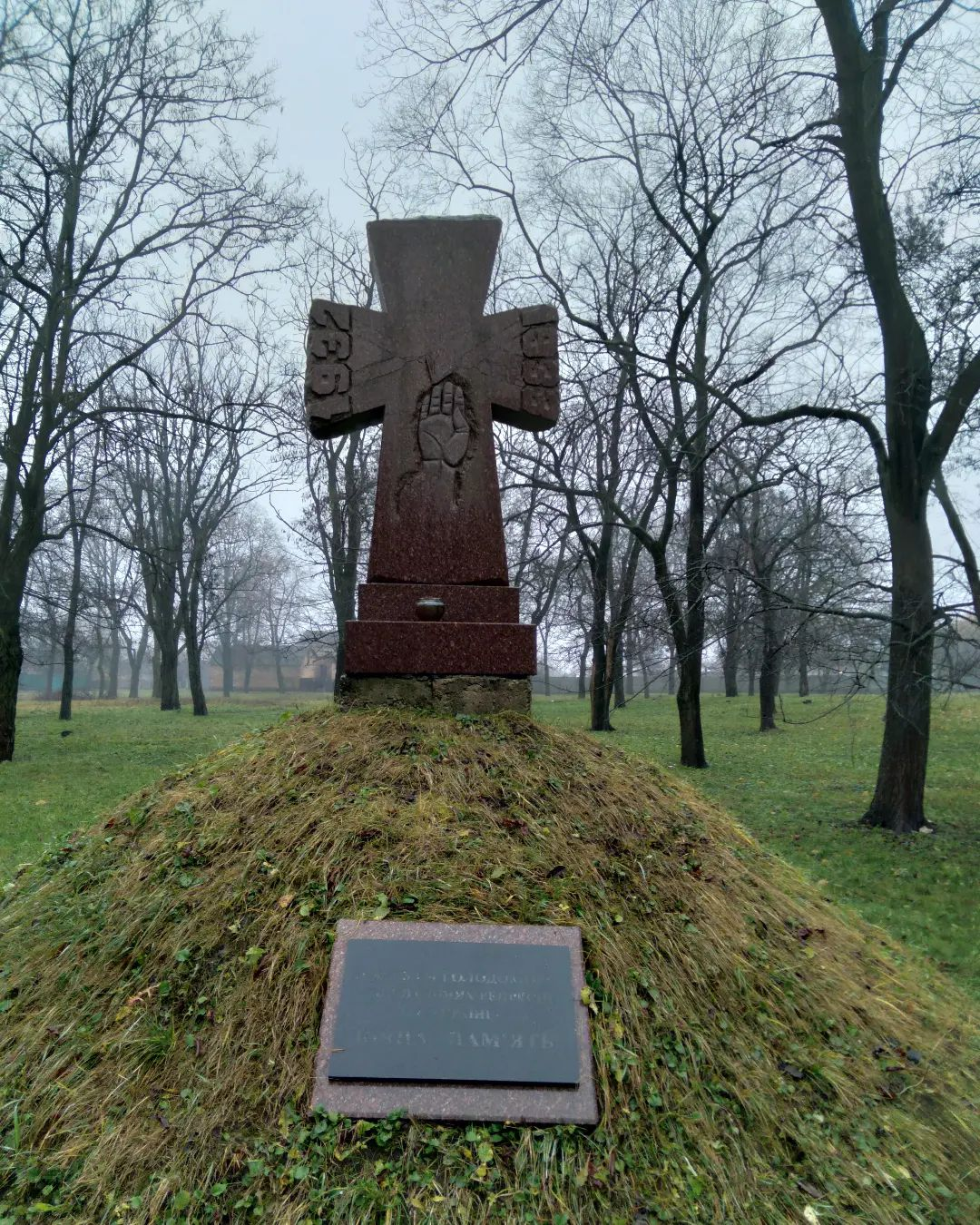
Un monument aux victimes de l'Holodomor et des répressions politiques dans l'une des villes d'Ukraine (a été créé après l'indépendance du pays)

Entre 1931 et 1933, une série de famines et l'intensification de la « dékoulakisation » frappent l'Union soviétique et ravagent particulièrement l'Ukraine, alors que cette région était la plus fertile de toute l'URSS. Entre 2,6 et 5 millions de personnes meurent des suites de cette famine. Les Ukrainiens l'appellent « Holodomor » ou « l'extermination par la faim ». Bien que le gouvernement soviétique de Joseph Staline ait pris soin de ne jamais écrire qu'il faut « exterminer par la faim » les paysans réticents, les documents déclassifiés montrent qu'il a pour le moins utilisé ces famines, s'il ne les a pas sciemment provoquées, pour briser la paysannerie et le nationalisme ukrainiens, même si le peuple russe a lui aussi été victime des mêmes famines. Le Parlement européen a reconnu dans une résolution de 2008 l'Holodomor comme un « crime effroyable perpétré contre le peuple ukrainien et contre l'humanité ».
Après avoir vaincu la principale résistance à la terreur soviétique, la capitale de l'Ukraine a été déplacée de Kharkov à Kiev en 1934.
Des exécutions et des déportations d'Ukrainiens accusés de nationalisme sont organisées durant les purges staliniennes de 1937-1939 : plusieurs millions d'Ukrainiens sont exécutés ou envoyés vers des camps de travail soviétiques, comme le sont aussi tous les suspects de nationalisme dit « bourgeois », les Russes en premier. En outre, le marxisme-léninisme appliqué par le Kremlin prône l'athéisme d'État et s'attaque aux symboles religieux, détruisant les églises et les cathédrales de toute l'URSS et des millions de croyants en majorité orthodoxes, mais aussi d'autres obédiences chrétiennes, sont envoyés au Goulag. Toutes les religions, même minoritaires (juives, musulmanes), sont interdites.
En septembre et octobre 1939, après le partage de la Pologne entre l'Allemagne nazie et l'URSS stalinienne, les régions polonaises à forte minorité ukrainienne (comme la Galicie et Lwow, aujourd'hui Lviv) sont annexées par l'URSS et incorporées au sein de l'Ukraine occidentale, conformément aux protocoles secrets du pacte germano-soviétique. Selon Sabine Dullin, « ces protocoles secrets qui accompagnent, entre le 23 août et le 28 septembre 1939, le pacte germano-soviétique signé par Staline avec Hitler sont la matrice de la grande guerre patriotique. Ils resteront un véritable tabou jusqu'à la fin de l'Union soviétique. Ce partage impérialiste avec l'Allemagne nazie transgresse en effet le code d'honneur anti-impérialiste et antifasciste porté par le régime [soviétique]. » En juin 1940, c'est le tour de la Bucovine du Nord et du Boudjak, pris à la Roumanie d'être pris par l'URSS.

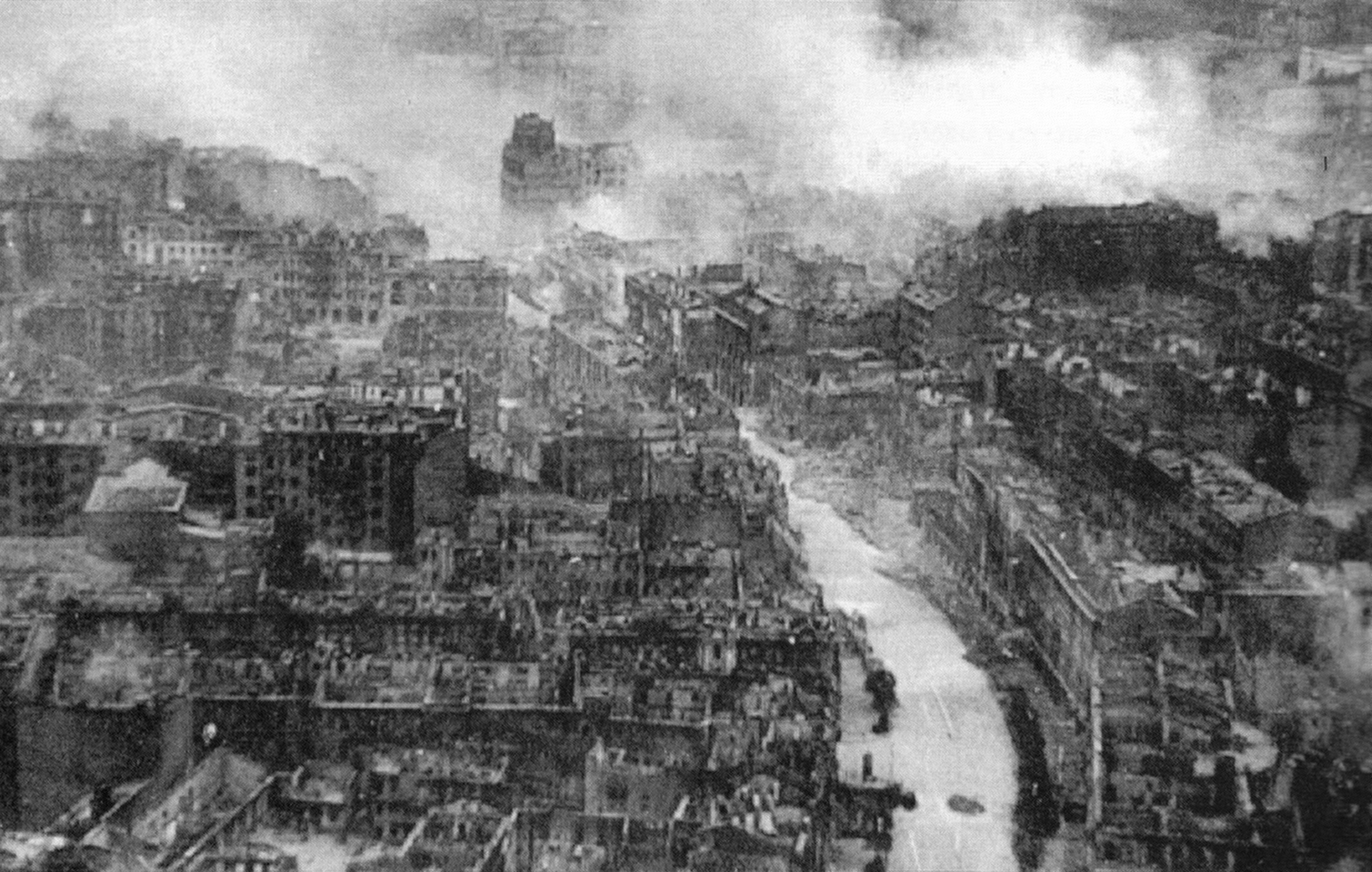
Kiev en ruine à la fin de la Seconde Guerre mondiale.

À l'été 1941, l'Ukraine est envahie par les armées allemandes. À leur arrivée, les Allemands sont reçus en libérateurs par une partie de la population ukrainienne, surtout celle de la partie de la Pologne envahie par Staline en 1939 puis intégrée à l'Ukraine. Mais, au fur et à mesure de leur progression vers l'est du pays, et notamment en raison des mauvais traitements infligés à la population, les occupants allemands rencontrent une forte résistance de la part de la population locale, laquelle perdure jusqu'au retour des Soviétiques en 1944. En représailles, les Allemands traquent les partisans, et brûlent des centaines de villages et des milliers de maisons avec leurs habitants. La population juive d'Ukraine est anéantie par l'application de la solution finale.
Le 28 avril 1943, le haut commandement de la Wehrmacht annonce la création de la division SS Galicie constituée de volontaires ukrainiens ; les historiens estiment que plus de 220 000 Ukrainiens se sont engagés aux côtés des forces allemandes durant la Seconde Guerre mondiale pour combattre le régime soviétique (Polizei, U.V.V., Hiwis ou Waffen-SS).
En 1944, l’Armée rouge libère la plus grande partie de l’Ukraine. En juin 1945, la Ruthénie subcarpathique, prise à la Hongrie (qui l'avait acquise en 1939 sur la Slovaquie), rejoint à son tour l’Ukraine soviétique, formant l’oblast de Transcarpatie.
À la fin du conflit, le bilan des pertes ukrainiennes est d'environ huit millions de morts dont 1,377 million étaient des militaires[réf. nécessaire].
Quant aux indépendantistes ukrainiens — présents essentiellement dans les régions ouest —, ils continuent une résistance locale armée contre l'URSS jusqu'en 1954.
Le 26 juin 1945, l’Ukraine devient l’un des membres fondateurs de l'ONU, en y obtenant, en soulignement de son rôle dans la victoire sur le nazisme, avec la Biélorussie, une place distincte de l'URSS. Cette disposition particulière permet à l'Union soviétique de bénéficier de voix supplémentaires dans les votes de l'assemblée générale de l'ONU.
En 1954, le 1er secrétaire du Parti communiste d'Union soviétique, Nikita Khrouchtchev qui a passé sa jeunesse en Ukraine, transfère la péninsule de Crimée à la république soviétique socialiste d'Ukraine pour marquer le 300e anniversaire du traité de Pereïaslav marquant l'union entre la Russie et les provinces formant l'Ukraine d'alors. L'Ukraine est considérée comme un modèle des républiques soviétiques. Notamment, Léonid Brejnev, le principal dirigeant de l'URSS pendant 18 ans entre 1964 et 1982, est d'origine ukrainienne.
Dans les années 1960-1980, dans les années de stagnation, en raison d'une répression accrue, le mouvement dissident est devenu actif, qui est devenu le plus massif d'Ukraine par rapport aux autres républiques. Des Ukrainiens célèbres tels que Vassyl Stous, Levko Lukianenko, et Viatcheslav Tchornovil ont souffert de psychiatrie punitive.
La fin de la période soviétique est marquée en 1986 par la catastrophe nucléaire de Tchernobyl dont le coût humain et financier a été considérable. L'URSS a engagé un énorme travail de décontamination pour atténuer les conséquences de la radioactivité.

### La sortie de l'Union soviétique

Drapeau de l'Ukraine

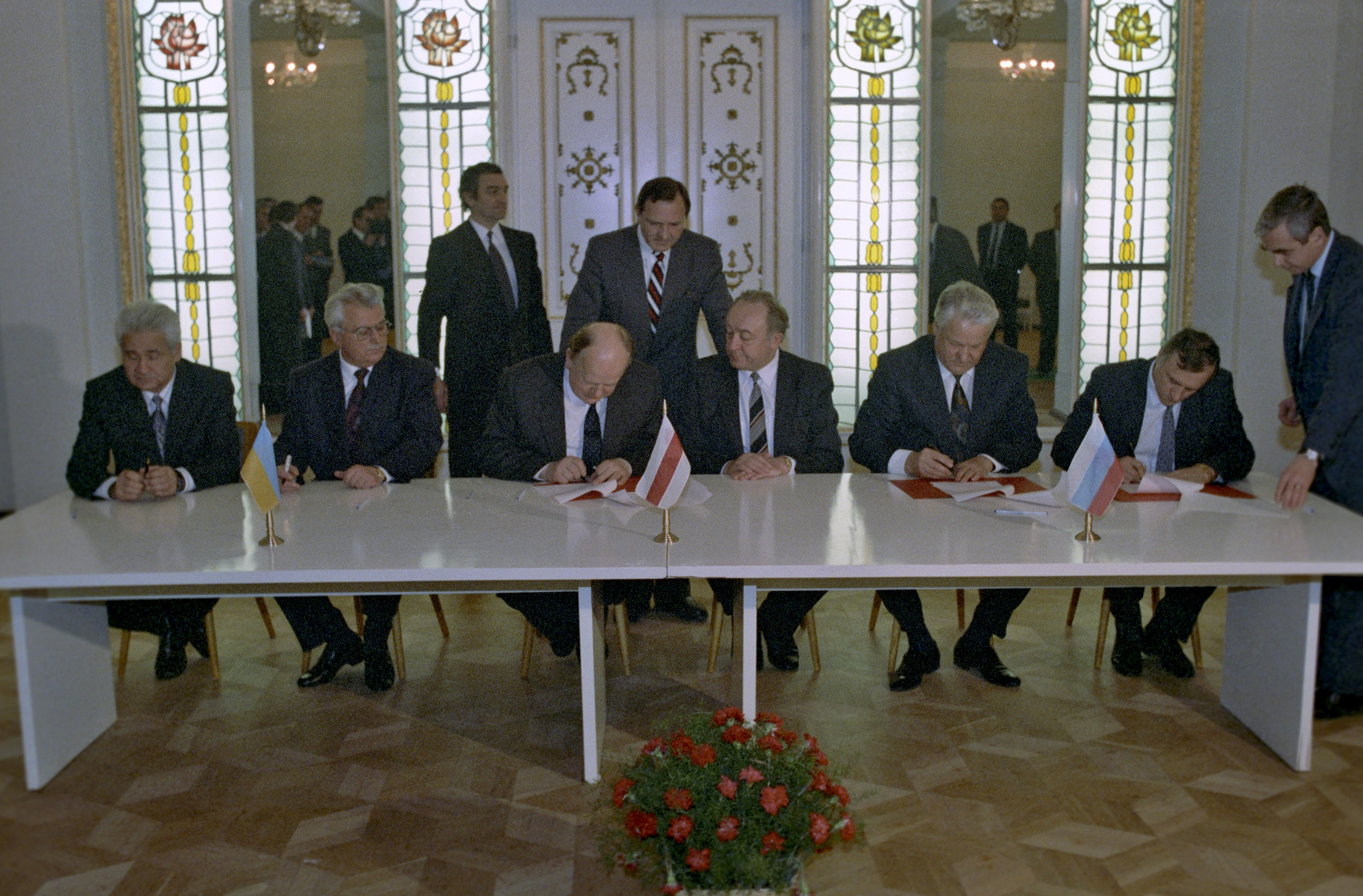
Accord de Minsk : dislocation de l'URSS, 8 12 1991.

C'est seulement vers 1989 que la libéralisation du régime soviétique et la libération des détenus politiques permettent aux Ukrainiens de s'organiser pour défendre leurs droits à la souveraineté. En 1989, le Mouvement national ukrainien, Roukh, est créé. Lors des élections de mars 1990, les partis ukrainiens du bloc démocratique obtiennent alors environ 25 % des sièges au Parlement. Sous l'influence des députés démocrates, le Parlement adopte, le 16 juillet 1990, la Déclaration sur la souveraineté politique de la république d'Ukraine. C'est le premier pas vers l'indépendance complète de l'Ukraine. Celle-ci est proclamée le 24 août 1991 et confirmée par le référendum du 1er décembre 1991 : 92 % des électeurs votent en faveur de l'indépendance.
Le 8 décembre 1991, la dislocation de l'URSS est actée par l'accord de Minsk, signé par les dirigeants russe, ukrainien et biélorusse.
L'Ukraine devient l'un des pays fondateurs de la Communauté des États indépendants.
Par le Mémorandum de Budapest sur les garanties de sécurité, signé le 5 décembre 1994, l'Ukraine abandonne son arsenal nucléaire en échange de la garantie par les États-Unis, le Royaume-Uni et la Russie de son intégrité territoriale.

### Une situation entre Russie et Europe de plus en plus difficile depuis2004

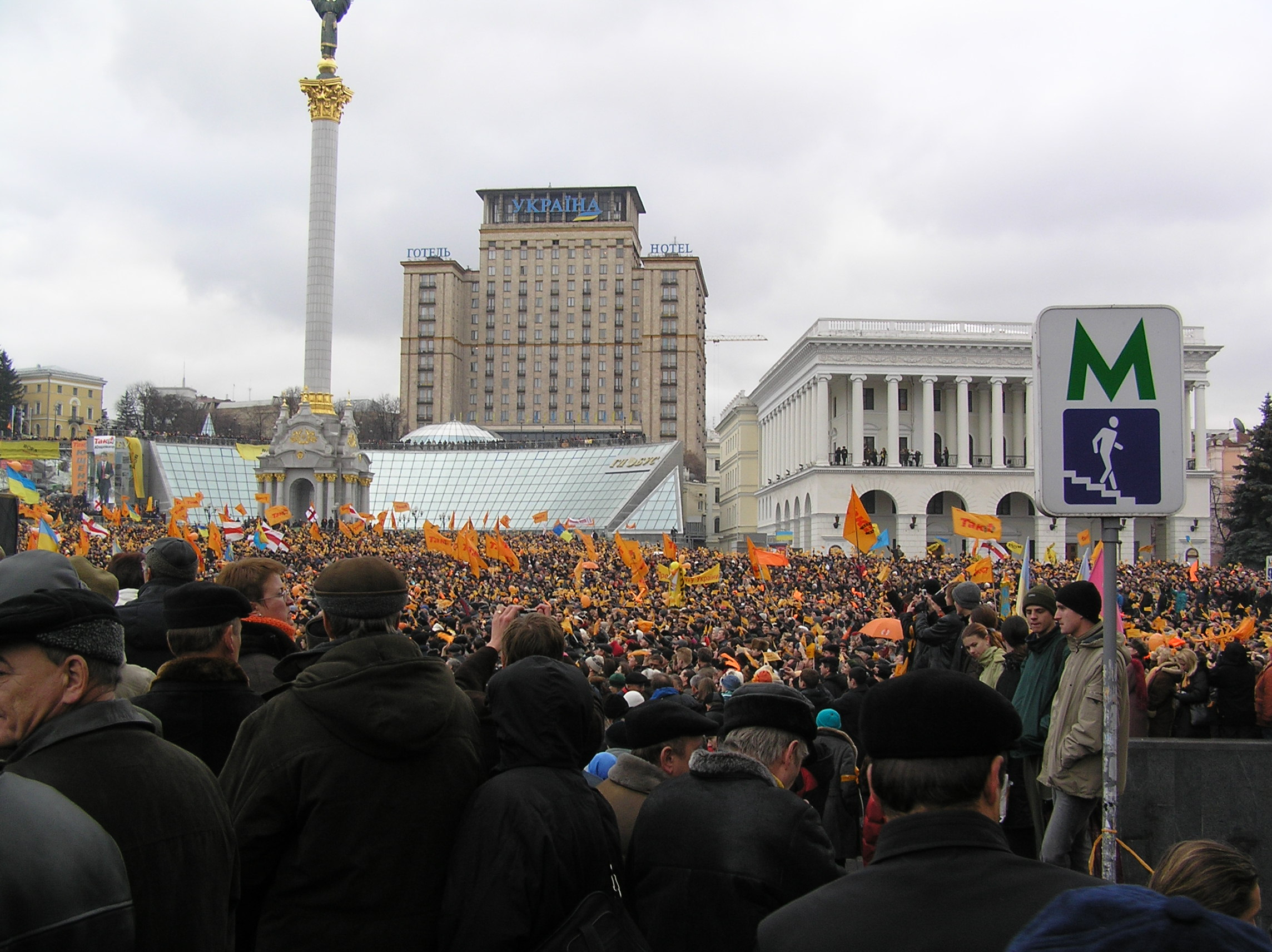
Révolution orange en 12 2004.

La situation de l'Ukraine, entre la Russie et l'Union européenne, devient difficile dès 2004 avec la révolution orange, marquant l'opposition entre deux parties de la société, celle majoritairement pro-européenne et occidentale (surtout à l'ouest du pays) et celle russophile (surtout à l'est du pays). La difficile élection du candidat pro-européen Viktor Iouchtchenko marque le début de relations tendues avec la Russie qui n'admet pas la prise de distance de l'ancienne république soviétique, jusqu'alors restée alliée de Moscou. Des tensions relatives aux conflits gaziers russo-ukrainiens éclatent dès 2006.

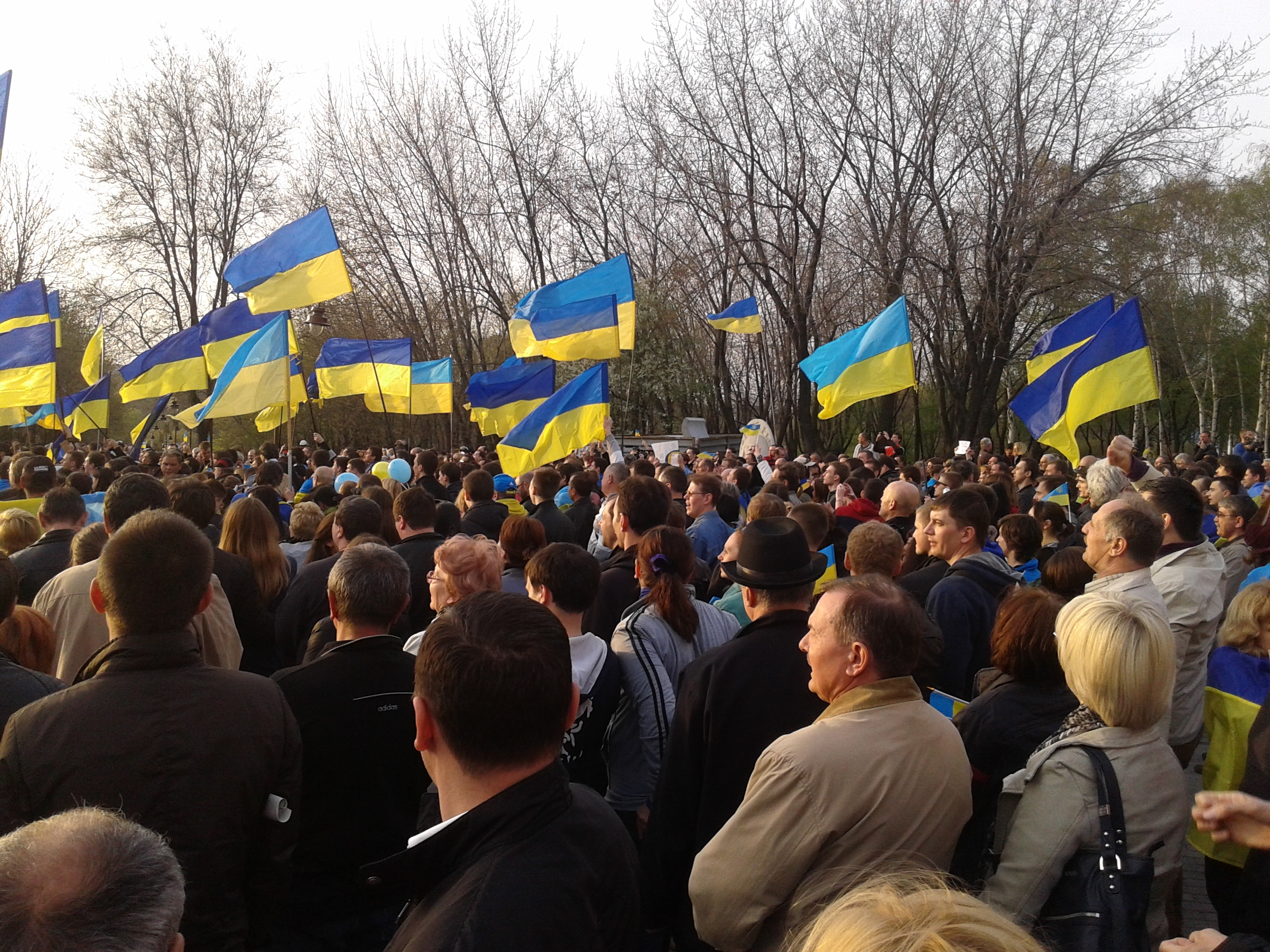
Rassemblement à Donetsk pour l'unité ukrainienne. 14 avril 2014.

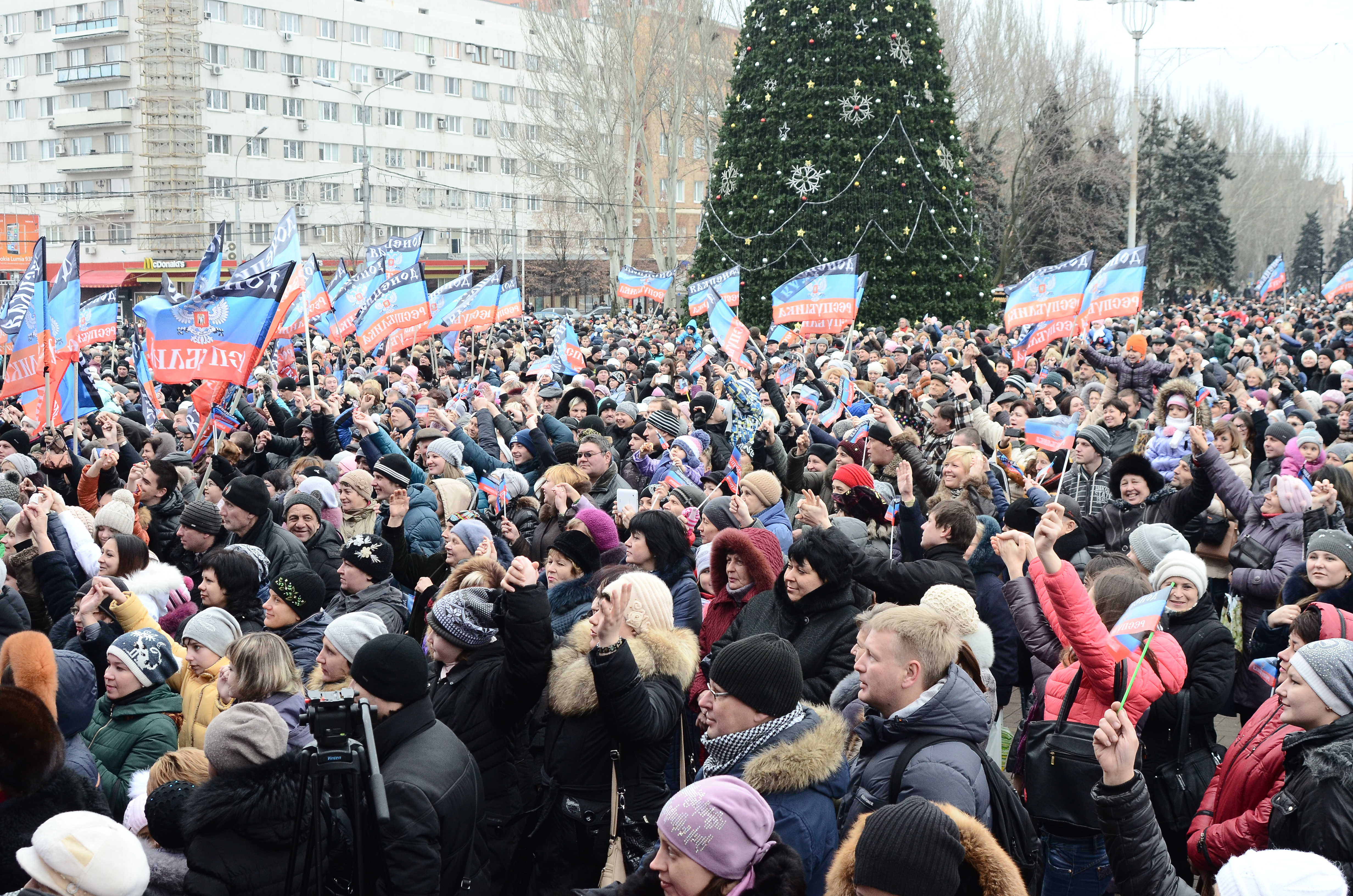
République populaire de Donetsk en décembre 2014.

En 2010 le pro-russe Viktor Ianoukovytch est élu président, mais le courant pro-européen et occidental persiste. À la suite du refus du gouvernement de signer des accords de rapprochement avec l'Union européenne, le renforcement du mouvement Euromaïdan provoque un renversement du pouvoir. Très rapidement, une crise éclate entre les territoires majoritairement russophones du sud-est du pays et le nouveau pouvoir central de Kiev.
Le 11 mars 2014, la Crimée proclame son indépendance, puis à la suite d'un référendum est rattachée à la fédération de Russie le 18 mars. Ce référendum et le rattachement qui a suivi ont été condamnés par l'Ukraine et une large part de la communauté internationale. Ainsi, le 27 juin 2014, l'Assemblée générale de l'ONU a voté la résolution 68/262 sur « l'intégrité territoriale de l'Ukraine », la majorité des pays condamnant le rattachement de la Crimée à la Russie : 100 pays dont les États-Unis et l'UE.
Une guerre civile, dite guerre du Donbass, éclate ensuite dans l'est de l'Ukraine, partie du pays majoritairement russophone, qui entraîne plus de dix mille morts,.
L'Ukraine est la cible de cyberattaques dont le but est de réduire la légitimité du pouvoir ukrainien et tester de nouvelles cyberarmes, perturbant également l'économie. Les cyberattaques ont pu notamment arrêter des centrales nucléaires et empêcher les distributeurs de billets de fonctionner. Parmi les attaques, NotPetya (un logiciel malveillant) aurait affecté 70 à 80 % des ordinateurs des grandes entreprises. Bien que NotPetya ait été utilisé par la suite pour créer des attaques mondiales, d'après Microsoft, la première infection a eu lieu en Ukraine. Lors de l'annonce des résultats de l'élection présidentielle en 2014, la principale chaine de télévision, victime d'un piratage, a annoncé des résultats erronés.
En 2016, l'OSCE, une organisation chargée notamment d’observer le cessez-le-feu en Ukraine a été la cible d’une attaque de grande ampleur attribuée à Moscou. L’OSCE est le seul acteur indépendant capable de documenter des exactions ou de vérifier si les promesses faites par Kiev, les prorusses ou le Kremlin sont mises en application[réf. nécessaire].
Alors que le conflit dans la région du Donbass semble se transformer en conflit de « basse intensité »[réf. nécessaire], depuis le début des combats près d'un million et demi de personnes ont été déplacées, 850 000 à l'intérieur de l'Ukraine, 600 000 en dehors dont 350 000 vers la Russie et 250 000 vers les pays de l'Union européenne.
Le 21 février 2022, le président russe Vladimir Poutine reconnait l'indépendance des républiques populaires autoproclamées de Donetsk et de Lougansk et ordonne à ses troupes de se rendre dans ces parties de l'est de l'Ukraine dans le cadre de ce que le Kremlin qualifie de « mission de maintien de la paix ».

### Invasion à large échelle de l'Ukraine depuis2022
Le 24 février 2022, la Russie procède à des bombardements par missiles de croisière et balistiques sur plusieurs villes ukrainiennes, dont Kiev. Les troupes russes au sol pénètrent sur le territoire ukrainien,, ce qui constitue le point de départ de l'invasion de l'Ukraine par la Russie.

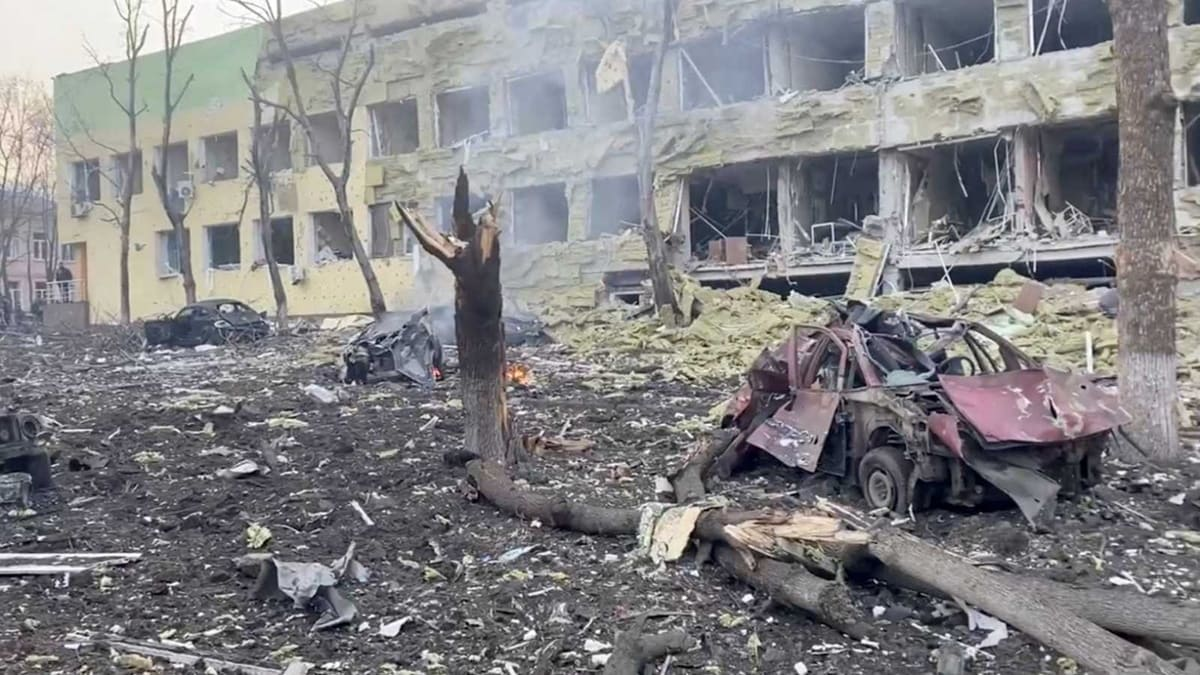
bombardement de la maternité de Marioupol par les troupes russes

L'Ukraine demande à adhérer à l'UE le 28 février 2022, soit 4 jours après le début de l'agression russe. Lors du Conseil Européen du 23 et 24 juin 2022, les chefs d'État et de gouvernement ont accordé le statut de candidat à l'Union européenne à l'Ukraine.
Le 30 septembre 2022, le président de la fédération de Russie revendique l'annexion, non reconnue par l'ONU, des régions ukrainiennes de Louhansk, de Donetsk, de Kherson et de Zaporijjia au cours d'une cérémonie au Kremlin de Moscou.
Lors du sommet de l'OTAN de 2023, l'Alliance a déclaré que « l'avenir de l'Ukraine est dans l'OTAN » sans pour autant donner de calendrier.

## Géographie

### Géographie physique

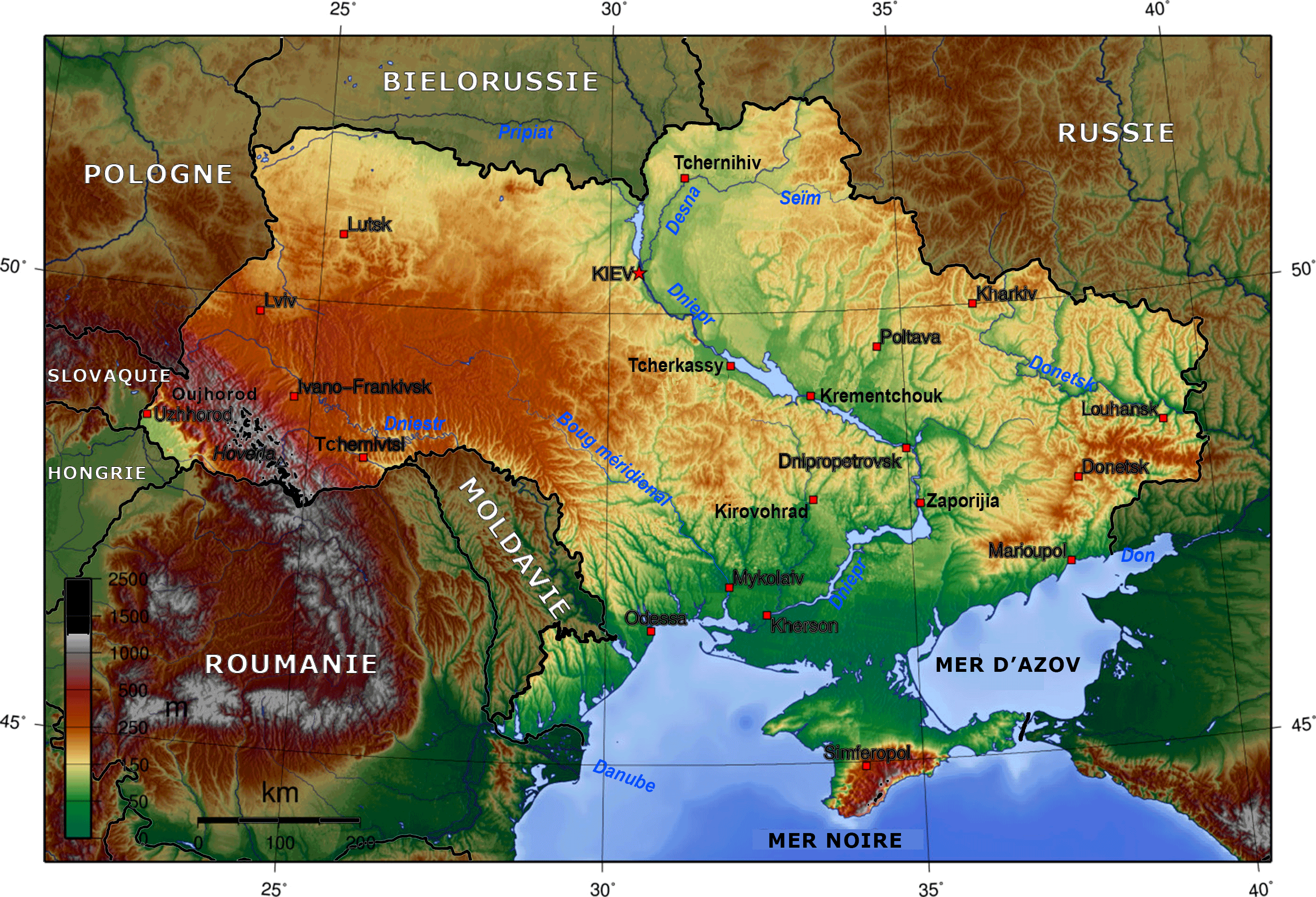
Carte du relief de l'Ukraine.

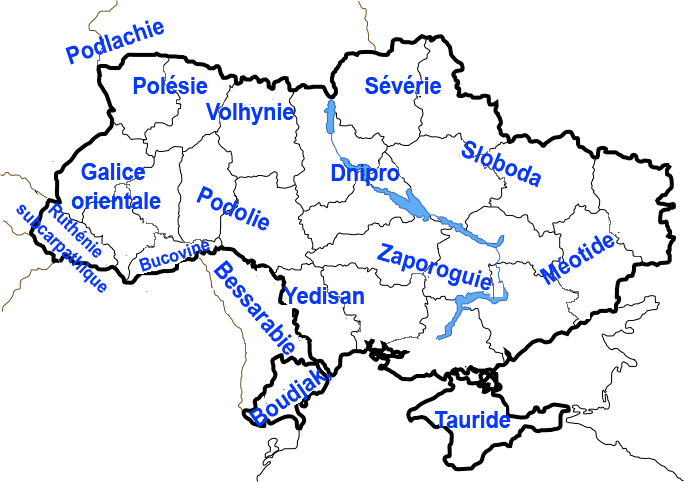
Régions historiques de l'actuelle Ukraine.

L'Ukraine est un pays d'Europe orientale. Elle partage ses frontières terrestres avec sept pays limitrophes : à l'ouest la Pologne, la Slovaquie et la Hongrie ; au sud-ouest la Roumanie et la Moldavie ; à l'est et au nord-est la Russie ; au nord la Biélorussie. Le pays mesure 1 316 km d'est en ouest et 893 km du nord au sud, pour une superficie totale de 603 550 km2, ou 576 450 km2 sans compter la superficie de la Crimée.
À l’exception du vaste plateau de Podolie (altitude 472 m) qui occupe l'ouest du pays, c'est un pays relativement plat, avec les terres fertiles du bassin du Dniepr en son centre, ce qui lui permet d'avoir une agriculture productive. Les montagnes ukrainiennes sont principalement constituées des contreforts des reliefs d'Europe centrale et méditerranéenne :
- les Carpates, à l'ouest-sud-ouest, avec le mont Hoverla qui culmine à 2 061 m 48° 10′ 12″ N, 24° 34′ 12″ E, ce qui en fait le plus haut sommet de la division des « Carpates orientales extérieures » ;
- le massif criméen, culminant au mont Roman-Koch à 1 545 m, en bordure de la mer Noire.

L’Ukraine bénéficie également d'un réseau fluvial étendu, composé principalement par le Dniepr (Dnipro), le Dniester (Dnister), le Boug occidental, le Boug méridional et le Donets à l'est. Le Danube (Dounay) marque la frontière à l'extrême sud-ouest entre l'Ukraine et la Roumanie.
Au sud, l'Ukraine s'ouvre sur la mer Noire, bordée de nombreux « limans », et où s'avance la presqu'île de Crimée.
Le climat de la majeure partie de l'Ukraine est continental avec des hivers froids et des étés chauds ; le climat n'est méditerranéen que sur la côte sud de la Crimée. Les températures moyennes à Kharkiv en Ukraine orientale sont d'environ 7 °C en janvier et 20 °C en juillet. Les précipitations vont d'environ 750 mm par an dans le nord à environ 250 mm dans le sud.

### Géographie historique
L'Ukraine comporte diverses régions historiques, dont certaines, comme l'oblast de Ruthénie subcarpathique ou la république autonome de Crimée, peuvent correspondre à une subdivision administrative actuelle. Certaines de ces régions historiques, comme la Volhynie et la Galicie — jadis polono-lituaniennes —, la Bukovine — autrefois moldave — ou la Méotide — auparavant tatare criméenne — se prolongent également dans les pays voisins. D'autres sont intégralement ukrainiennes : la Podolie — jadis polono-lituanienne — le Boudjak et le Yedisan — autrefois turcs —, la Tauride et la Crimée, auparavant tatares sous suzeraineté turque. La plus vaste des régions historiques est la Zaporoguie, pays des Cosaques du même nom, héritée des rapides du Dniepr.

### Géographie administrative

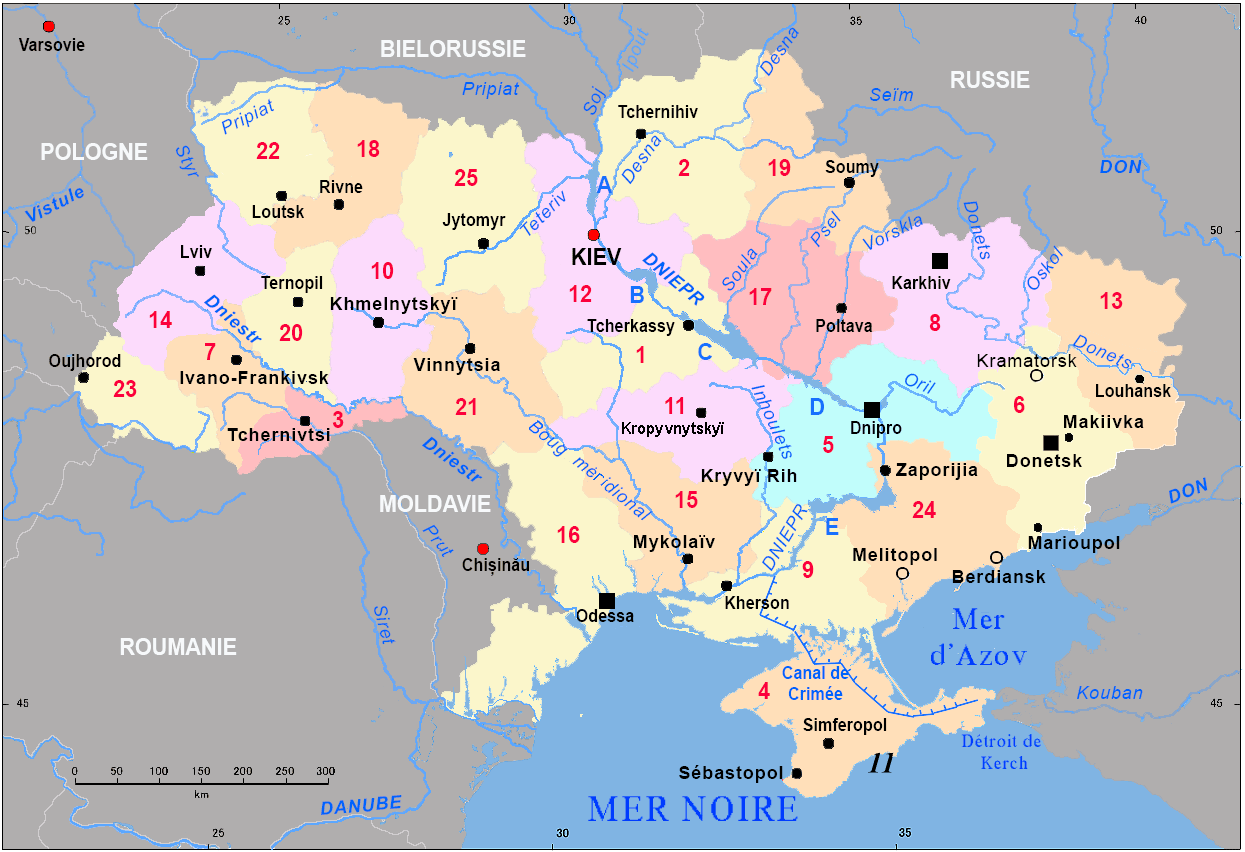
L'Ukraine est découpée en 24 oblasts (régions) (1-3, 5-25) et une république autonome (4).

L'Ukraine est divisée en 24 régions administratives — ou oblasti (singulier : oblast) — et une municipalité (misto) avec un statut juridique particulier, Kiev. Par ailleurs, l'Ukraine revendique l'intégralité de la Crimée, autrement dit la ville à statut particulier de Sébastopol et la république autonome de Crimée, qui ont été annexées en 2014 à la Russie et constituent actuellement[C'est-à-dire ?] le District fédéral de Crimée de la Fédération de Russie.

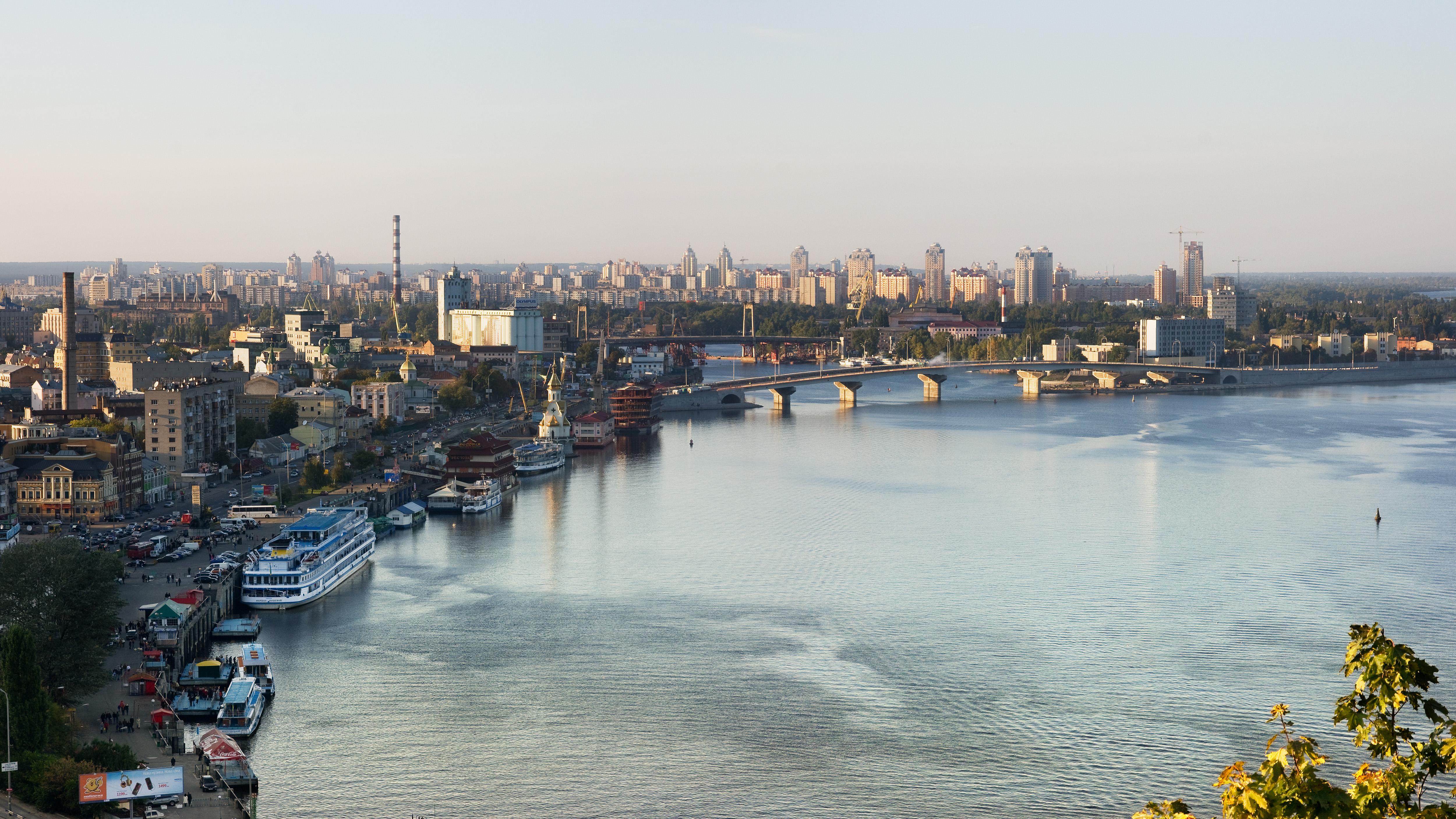
Kiev, capitale et plus grande ville d'Ukraine.

#### Régions
1. Tcherkassy
2. Tchernihiv
3. Tchernivtsi
4. Crimée (annexée[α] et contrôlée de facto par la Russie)
5. Dnipropetrovsk
6. Donetsk (annexé[β] et partiellement contrôlé de facto par la Russie)
7. Ivano-Frankivsk
8. Kharkiv
9. Kherson (annexé[γ] et partiellement contrôlé de facto par la Russie)
10. Khmelnytskyï
11. Kirovohrad
12. Kiev
13. Louhansk (annexé[γ] et partiellement contrôlé de facto par la Russie)
14. Lviv
15. Mykolaïv
16. Odessa
17. Poltava
18. Rivne
19. Soumy
20. Ternopil
21. Vinnytsia
22. Volhynie
23. Transcarpathie
24. Zaporijjia (annexé[γ] et partiellement contrôlé de facto par la Russie)
25. Jytomyr

#### Municipalités à statut particulier
- Kiev
- Sébastopol (revendiquée et occupée par la Russie depuis 2014)

## Population

### Généralités

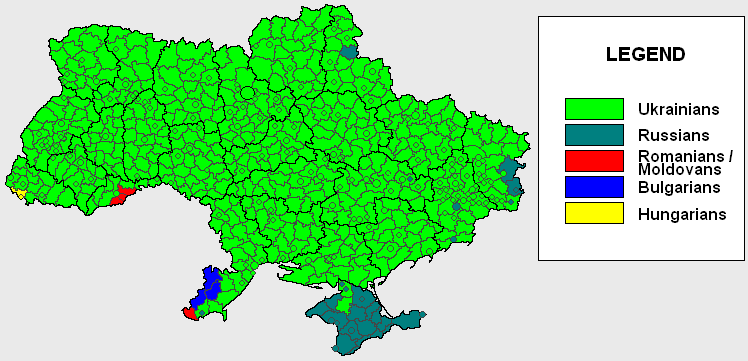
Carte ethnique (2001).

Évolution de la population entre 1950 et 2022.

Les données liées à l'évolution du nombre d'habitants sont connues pour la période 1950-2012,.
D'après le recensement de 2001, la répartition ethnoculturelle des citoyens ukrainiens (sur une base déclarative qui ne correspond pas nécessairement à la langue maternelle) est la suivante : « Ukrainiens » : 77,7 % ; « Russes » : 17,4 % ; « Autres » : 4,9 %. La classification « autres » comprend des minorités linguistiques comme les Bulgares, les Roumanophones ou les Gagaouzes du Boudjak, ou bien religieuses comme les Juifs, ou bien les deux comme les Tatars de Crimée (300 000 en 2014, musulmans et turcophones). Les Ruthènes/Houtsoules sont en Ukraine considérés comme Ukrainiens, et ne sont par conséquent pas répertoriés comme une « nationalité » séparée, le mot « nationalité » (національність) ayant un sens proche d'ethnie et non celui de « citoyenneté » (громадянство), comme en France. Il y aurait donc 75,8 % d'Ukrainiens et environ 1 % de Ruthènes, selon les estimations.
Plus d'un million d'Ukrainiens ont quitté leur pays depuis 1991 avec pour destinations privilégiées : l'Australie, les États-Unis, le Canada, Israël, l’Union européenne.

### Langues

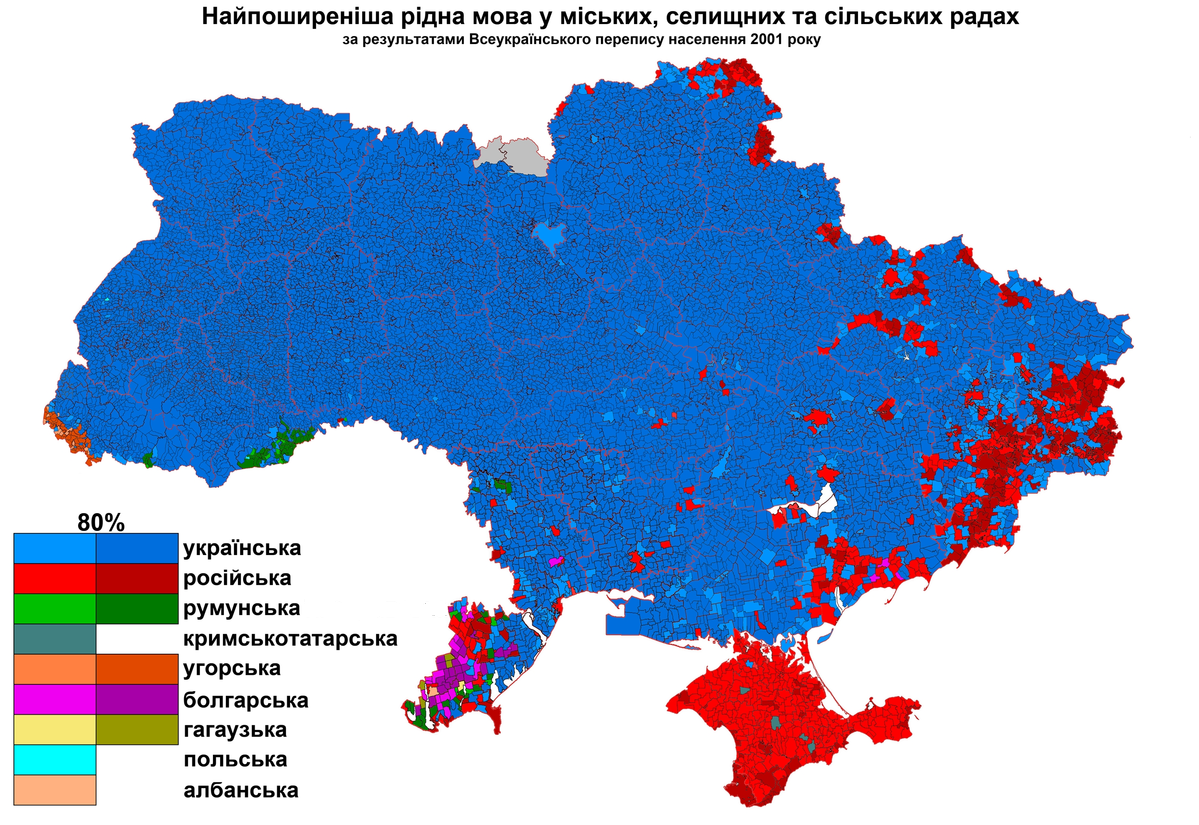
La langue maternelle la plus répandue dans les municipalités d'Ukraine lors du recensement de 2001.

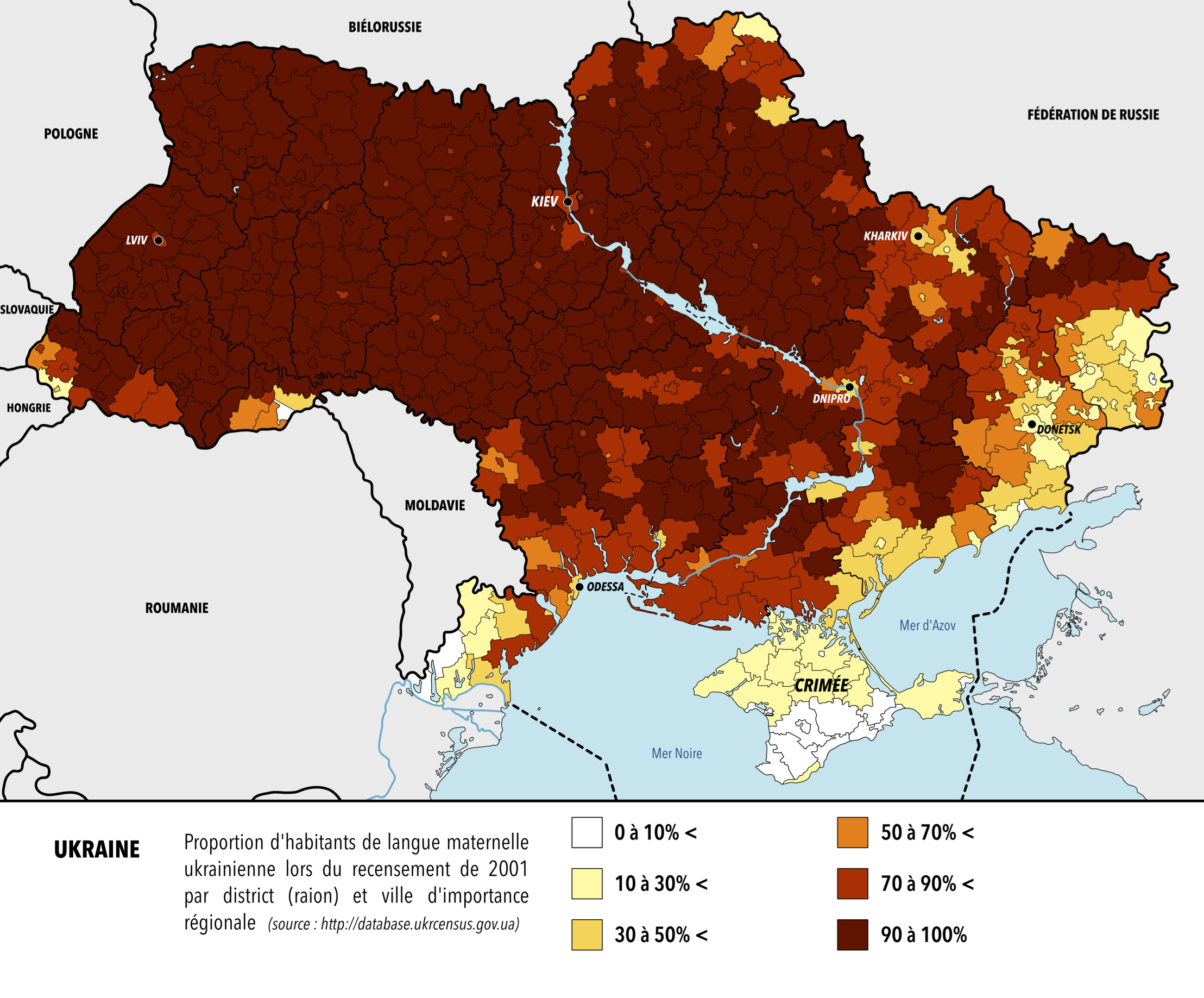
Proportion d'habitants de langue maternelle ukrainienne lors du recensement de 2001.

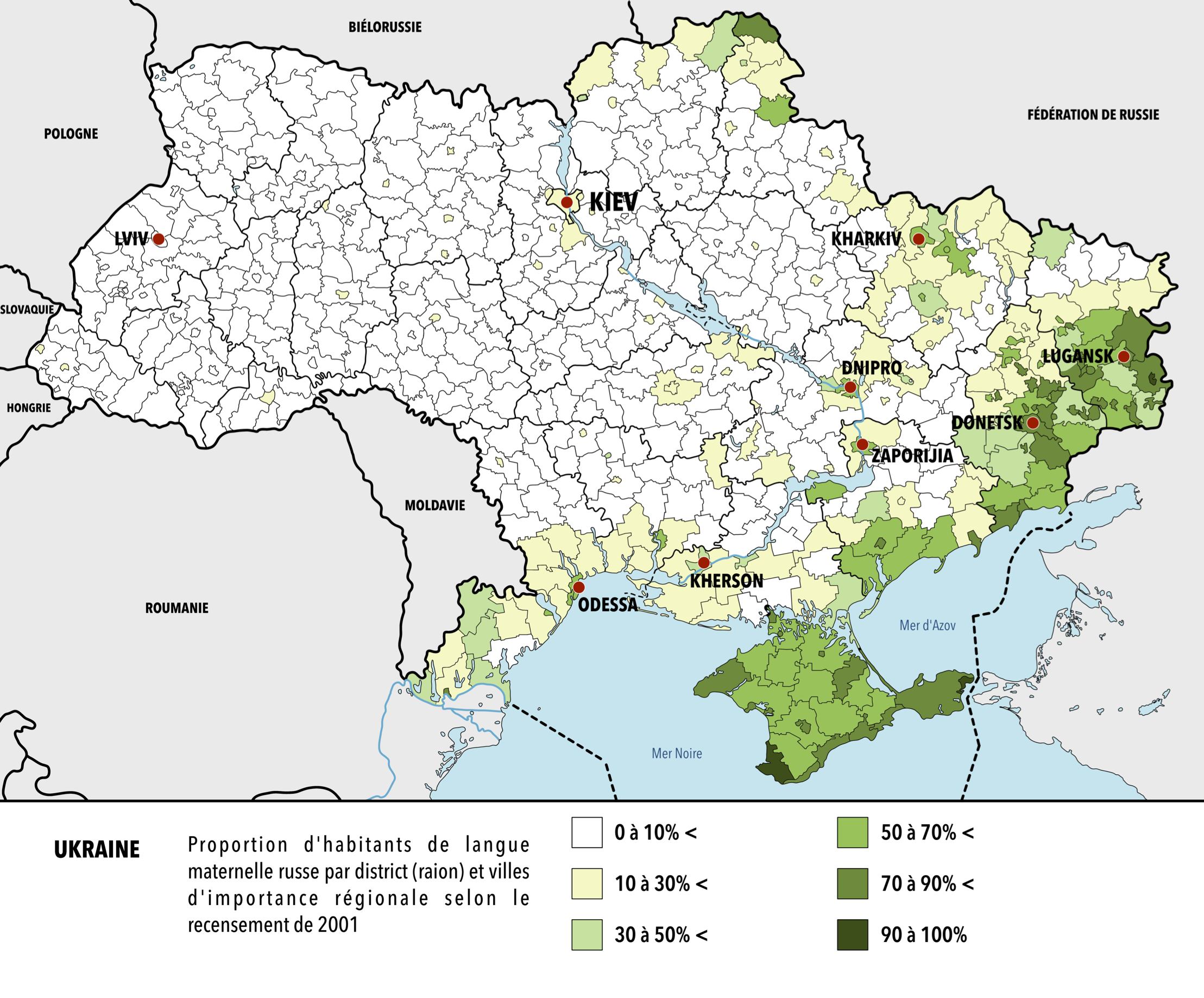
Proportion d'habitants de langue maternelle russe lors du recensement de 2001.

L'ukrainien est la seule langue officielle depuis une loi entrée en vigueur le 17 juillet 2019. Elle seule est depuis autorisée à être employée par les autorités et institutions aussi bien nationales que régionales ou locales, ainsi que par les entreprises. La législation prévoit toutefois la possibilité de déroger à cette obligation afin de préserver les « droits des peuples autochtones et des minorités nationales d'Ukraine ». Actuellement[C'est-à-dire ?], l'unique exception reconnue par l'État ukrainien concerne la Crimée, où la langue tatare est autorisée en tant que « langue du peuple autochtone ukrainien »,.
Le russe est très souvent compris par les Ukrainiens. Pour la plupart, ils peuvent parler cette langue couramment en raison de la proximité d'avec l'ukrainien. Cependant, les 17 % de russophones sont surtout présents dans l'Est et le Sud du pays, qui ont fait partie pendant plus de 340 ans de l'Empire russe et plus de 70 ans de l'URSS, alors que l'ukrainien est largement dominant dans l'Ouest de l'Ukraine, qui a fait partie de la Pologne et de l'Autriche-Hongrie.
Chez les plus jeunes, surtout dans les grandes villes, le choix de l'anglais en seconde langue devient de plus en plus important. Dans l'Ouest du pays, on trouve des minorités qui parlent le polonais, le hongrois, le biélorusse, le roumain, le grec, le yiddish, ainsi que le tchèque et le slovaque. Déportés sous Staline après 1945, les Tatars de Crimée qui sont rentrés au pays, essentiellement après 1989, parlent surtout le russe. L’allemand qui jadis était une langue minoritaire — celle des Allemands dans le sud de l'Ukraine — a disparu presque complètement après la Seconde Guerre mondiale et l'expulsion des allemands d'Europe de l'Est. Aujourd'hui, la langue allemande est surtout enseignée à l'université ; elle est considérée comme utile dans le monde du commerce, sans doute la troisième langue étrangère enseignée après le russe et l'anglais.
Depuis le début de la guerre russo-ukrainienne en 2014, et dans une large mesure depuis le début de l'invasion de l'Ukraine par la Russie en 2022, l'intérêt pour la langue, la culture et l'histoire ukrainiennes a considérablement augmenté dans la société ukrainienne. En même temps, il y a un rejet massif et parfois une hostilité envers la langue russe,,. Le soutien à l'idée de donner au russe un statut officiel dans toute l'Ukraine ou dans certaines de ses régions a atteint son niveau le plus bas sur toute la période observée,.
Parallèlement, la Russie poursuit une politique de russification forcée des territoires ukrainiens qu'elle occupe : dans les écoles, l'enseignement est exclusivement dispensé en russe, même dans les colonies entièrement ukrainophones, et les manuels scolaires ukrainiens sont interdits,,. Selon un rapport de l'organisation de défense des droits de l'homme Human Rights Watch, la Russie endoctrine les enfants scolarisés dans les territoires occupés avec de la propagande anti-ukrainienne, et les fonctionnaires russes ont pris et continuent de prendre des mesures pour éliminer la langue ukrainienne, en violation d'un certain nombre de dispositions du droit international. Les enfants ukrainiens expulsés de force vers la Russie sont également exposés à la russification,,.

## Politique

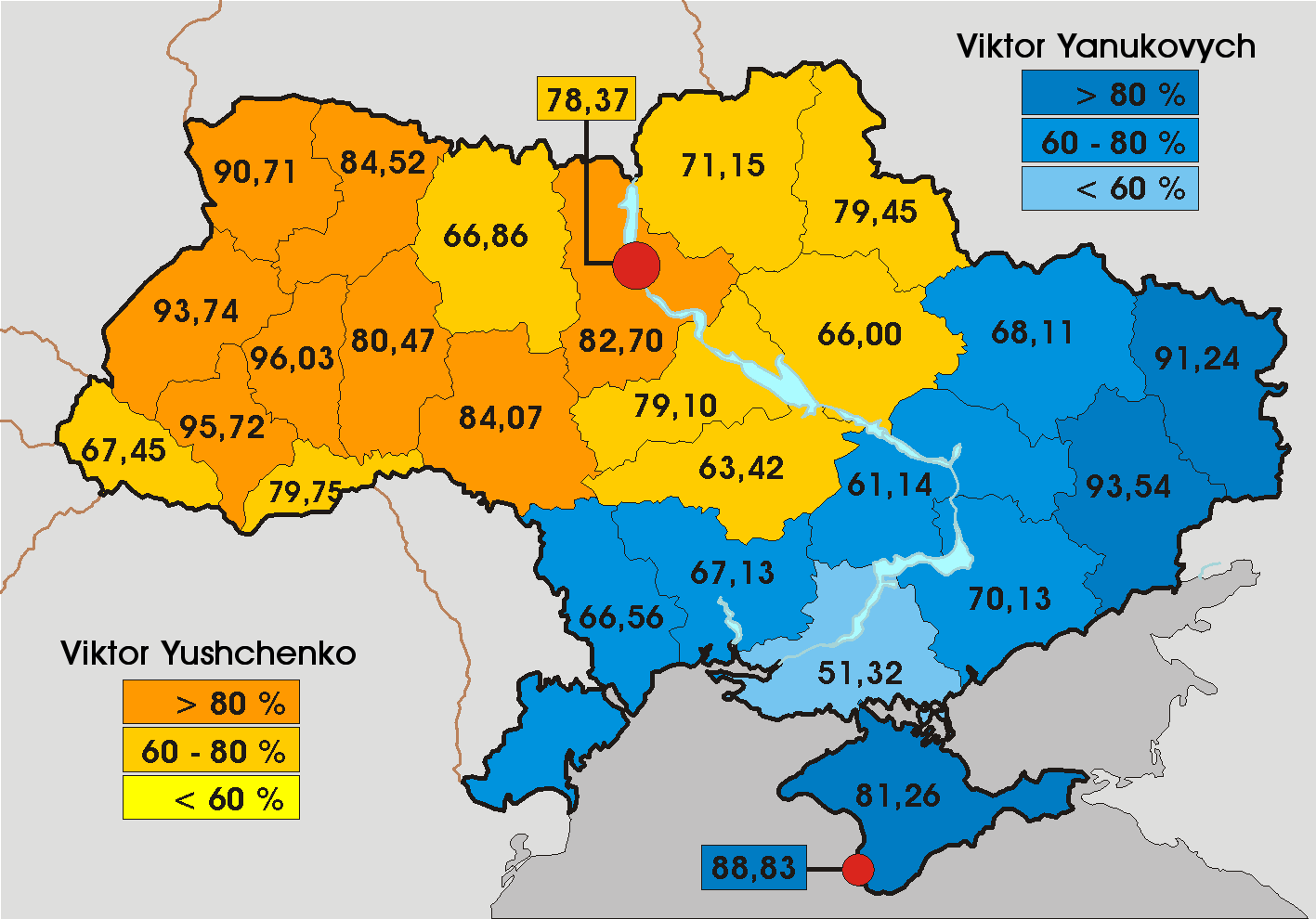
Résultats de l'élection présidentielle de 2004 lors du « troisième tour ».

La Constitution a été adoptée par le Parlement le 28 juin 1996, après qu'un accord fut conclu entre le Parlement et le président en 1995.
L'Ukraine est une démocratie parlementaire où les pouvoirs présidentiels sont étendus (quoique réduits au profit du parlement). Le président d'Ukraine est élu au suffrage universel direct pour un mandat de cinq ans, renouvelable une fois. Il nomme le Premier ministre avec l'accord de la Rada qui est le parlement.
Le Parlement monocaméral (Verkhovna Rada ou plus simplement Rada) est composé de 450 députés élus au suffrage universel direct pour un mandat de cinq ans (quatre ans avant 2006). Le mode de scrutin est mixte (car il combine à la fois scrutin proportionnel et scrutin majoritaire) jusqu'en 2006 puis uniquement proportionnel.
La Cour constitutionnelle contrôle la constitutionnalité des lois et peut être saisie entre autres par la Cour suprême d'Ukraine, le président ou le Parlement.

### Élection présidentielle de2004et révolution orange

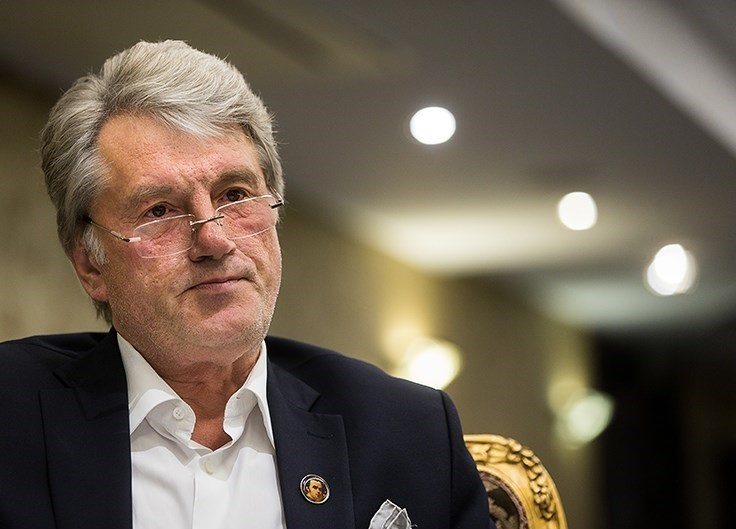
Viktor Iouchtchenko.

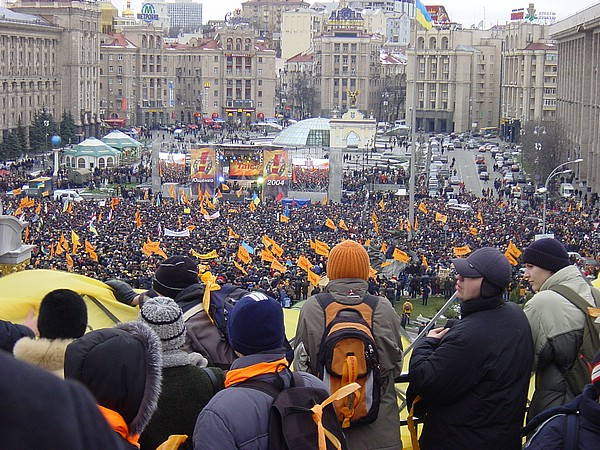
Révolution orange, 2004.

Alors que la présidence était assurée par Leonid Koutchma, un ancien apparatchik du Parti communiste, considéré comme corrompu et lié aux groupes mafieux, la dernière élection présidentielle a eu lieu le 31 octobre et 21 novembre 2004. À la suite de soupçons de fraude et de la pression populaire, plus ou moins spontanée, de la révolution orange, la Cour suprême a annulé le résultat du second tour qui donnait vainqueur l'ancien Premier ministre Viktor Ianoukovytch sur Viktor Iouchtchenko. Finalement, c'est ce dernier, jouant la carte de l'Europe et du libéralisme, qui l'a emporté bien que son adversaire ait maintenu ses solides positions dans l'Est et le Sud du pays, russophones et russophiles. Viktor Iouchtchenko prête serment en janvier 2005.
Il désigne alors comme Première ministre Ioulia Tymochenko, femme d'affaires entrée en politique du temps du président Koutchma. Sur fond d'accusations réciproques de corruption, le 8 septembre 2005 le président Viktor Iouchtchenko limogea le gouvernement de la Première ministre Ioulia Tymochenko, nommant à sa place Iouriï Iekhanourov, gouverneur de l'oblast de Dnipropetrovsk.
Des commentateurs comme Jean-Baptiste Naudet, reporter au Nouvel Observateur ont estimé que l'on peut observer, à travers plusieurs élections, une préférence pour les candidats pro-européens en Ukraine du Nord-Ouest jadis soumise à l'influence polono-lituanienne, et pour les candidats pro-russes en Ukraine du Sud-Est jadis soumise à la domination turco-tatare et délivrée de celle-ci par les Cosaques et la Russie.

### Élections législatives de2006
Les élections législatives qui suivirent ont eu lieu le 26 mars 2006. Le Parti des Régions du pro-russe Viktor Ianoukovytch a obtenu 32,12 % de voix (186 élus), le Bloc de Ioulia Tymochenko (BUT) 22,27 % de voix (129 élus) et le Parti présidentiel Notre Ukraine 13,94 % de voix (81 élus).
Les partis qui n'ont pu obtenir un minimum de 3 % des voix ne sont pas représentés à la Rada.
La coalition parlementaire « orange » (Notre Ukraine — Bloc de Ioulia Tymochenko (BIT) — Parti socialiste) difficilement constituée après plus de deux mois de débats, a éclaté le 7 juillet 2006, à la suite de la défection surprise du socialiste Oleksandr Moroz élu président du Parlement avec le soutien de l'opposition pro-russe. Cette défection a entraîné le ralliement des socialistes à la formation Parti des Régions – Communistes et à la création d'une nouvelle alliance majoritaire (240 sièges sur 450), cette fois dirigée par l'ex-Premier ministre Viktor Ianoukovytch.
À la suite des pourparlers entre Iouchtchenko et Ianoukovytch entamés le 20 juillet 2006, les deux anciens rivaux se sont mis d'accord sur la signature du pacte de l'unité nationale (Universal), qui marque les concessions politiques des deux côtés (entre autres, la soumission au référendum de la question de l'entrée du pays dans l'OTAN). Le groupe du Bloc Ioulia Tymochenko, jadis un allié de « Notre Ukraine », qui a quitté le siège de la Rada le 20 juillet en exigeant la tenue des législatives anticipées, n'a pas signé l'Universal. Il devient donc l'opposition officielle.
Le 4 août 2006 la Rada a nommé le chef du Parti des régions Viktor Ianoukovytch au poste de Premier ministre ukrainien. La candidature de Ianoukovytch a été appuyée par 271 voix, pour 226 requises.

### Élections législatives de2007
Le 3 avril 2007, le président Viktor Iouchtchenko dissout le parlement et provoque de nouvelles élections législatives. Elles eurent lieu le 30 septembre 2007, les résultats étaient les suivants :
- le Parti des régions du Premier ministre sortant Viktor Ianoukovytch remporte 34,18 % des voix ;
- le Bloc Ioulia Tymochenko totalise 30,81 % des voix ;
- le parti Notre Ukraine — Autodéfense, du président Viktor Iouchtchenko, obtient 14,28 % des voix.

Lors des élections législatives anticipées du 30 septembre 2007, le bloc dirigé par Ioulia Tymochenko arrive en deuxième position avec 30,7 % des voix, gagnant presque huit points par rapport aux précédentes législatives de mars 2006 (22,9 %). Le parti des Régions de Viktor Ianoukovytch remporte les élections avec 34,4 % des voix. Après les premiers dépouillements, le « Bloc Ioulia Tymochenko » arrivait en tête et l'OSCE avait déclaré que les élections s'étaient déroulées de manière libre et équitable,
Nommée première ministre par le président Iouchtchenko, elle ne parvient pas, cependant, à obtenir la majorité le 11 décembre, obtenant seulement 225 voix sur les 226 requises.
De nouveau proposée au poste de Premier Ministre, la Rada entérine sa nomination à la tête du gouvernement le 18 décembre lors d'un deuxième vote par 226 voix sur les 450.
La Rada est dissoute par le président Iouchtchenko le 8 octobre 2008 à la suite de la crise parlementaire de 2008 en Ukraine, une élection anticipée d'abord prévue pour le 7 décembre 2008 puis le 14 décembre, a été reportée pour début 2009, à une date indéterminée, en raison de la crise financière. Une nouvelle coalition se forme alors entre le parti de Volodymyr Lytvyn, le bloc Ioulia Tymochenko et Notre Ukraine. Volodymyr Lytvyn est élu président du Parlement, et celui-ci annonce que la Rada poursuivra son travail jusqu'en 2012.

### Élection présidentielle de2010

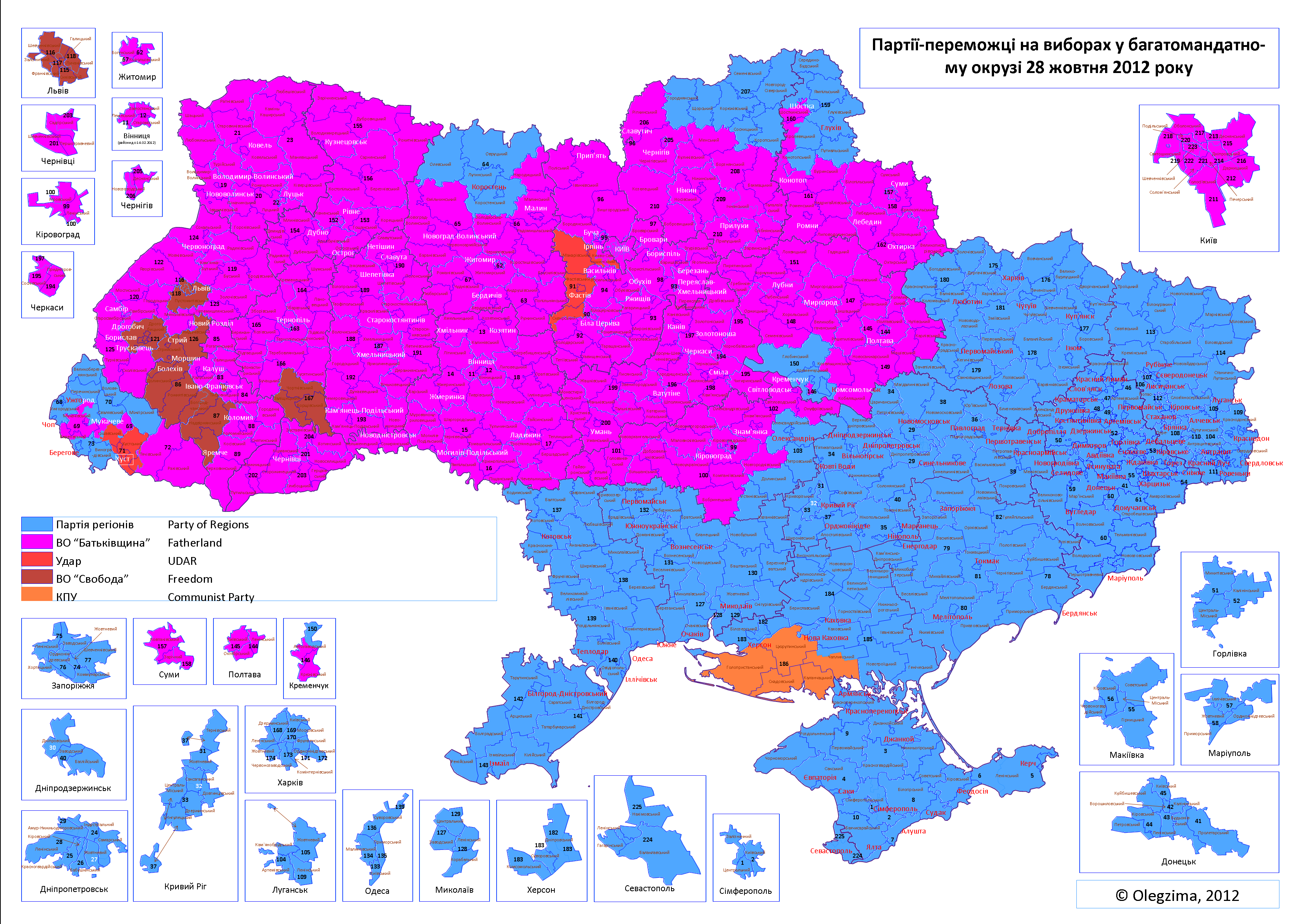
Élections législatives ukrainiennes de 2012.

Le premier tour de l'élection présidentielle s'est déroulé le 17 janvier 2010. Le chef de l'opposition Viktor Ianoukovytch obtient 35 % des voix, et la Première ministre Ioulia Tymochenko 25 %. Le président sortant Viktor Iouchtchenko réunit environ 5,5 % des voix.
Viktor Ianoukovytch emporte le second tour du 7 février avec 48,95 % des voix contre 45,47 % pour Ioulia Tymochenko. L'OSCE a annoncé que le scrutin avait été « transparent et honnête ».
Mykola Azarov, fidèle du président Ianoukovytch, accède au poste de Premier ministre le 11 mars 2010, à la suite d'une motion de censure votée le 3 mars contre Ioulia Tymochenko.

### Événements de2013-2014
En novembre 2013, l'Ukraine renonce à signer un accord d'association avec l'Union européenne et « relance un dialogue actif avec Moscou ». Ce revirement entraîne d'importantes manifestations pro-européennes à Kiev rassemblant des centaines de milliers de personnes, l'occupation du Maïdan Nézalejnosti et de la mairie, avec comme mot d'ordre la démission du président Viktor Ianoukovytch.

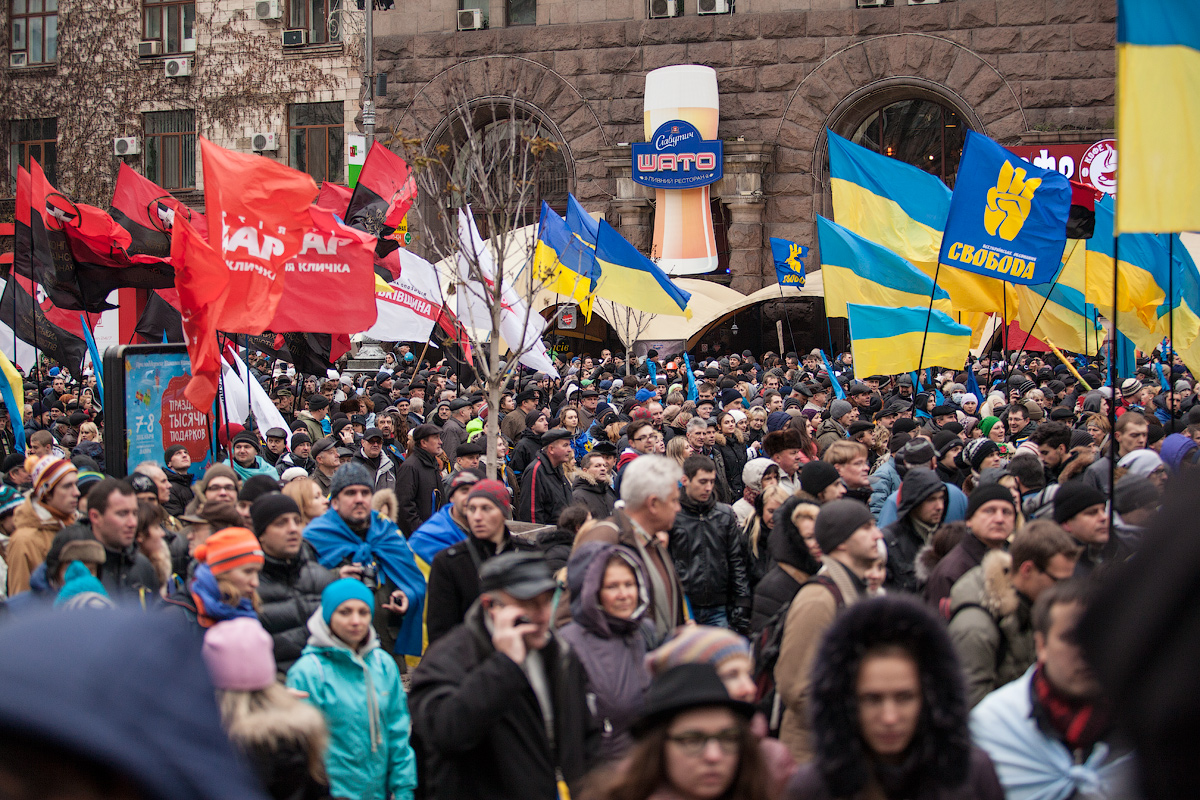
Euromaïdan, Kiev, 12 2013.

Au fil des jours, la capitale ukrainienne (Kiev) se transforme en champ de bataille. Les deux premiers décès ont lieu le mardi 11 février 2014. La légitimité de Viktor Ianoukovytch est d'autant plus remise en cause après la mort de 75 manifestants tués par balle le jeudi 20 février 2014.
Le 22 février 2014, Viktor Ianoukovytch quitte Kiev pour Kharkiv et le régime politique est renversé. Alors que des rumeurs évoquent sa démission, le président dément, refuse de démissionner, parle d'un « coup d'État » qu'il compare à l'arrivée des Nazis en Allemagne. Quelques heures plus tard, le Parlement vote sa destitution et fixe au 25 mai suivant la prochaine élection présidentielle par 328 voix sur 450. Dans le même temps la libération de l'ancienne Première Ministre Ioulia Tymochenko est votée et Oleksandr Tourtchynov est choisi pour diriger pour quelques mois l'Ukraine par intérim,.
Les manifestants et la presse ont pu entrer facilement dans la Mejyhiria, la résidence de l'ancien président située dans la banlieue de Kiev. Ceux-ci ont été choqués par le train de vie que menait Viktor Ianoukovytch dans celle-ci.
En fin de compte, les affrontements ont fait au moins 82 morts chez les manifestants et 16 morts chez les forces de l'ordre (Berkout).
Après un bref passage par l'Est de l'Ukraine, le président déchu Viktor Ianoukovytch s'est réfugié en Russie. Un mandat d'arrêt est lancé contre lui pour « meurtres de masse ».
Parallèlement à ces événements, des manifestations anti-Maïdan se propagent dans les régions du sud et de l'est où Viktor Ianoukovitch avec le Parti des régions était majoritaire et où la langue russe est dans certains territoires prédominante comme à l'est du Donbass. Les manifestants protestent notamment contre l'abrogation de la loi sur le bilinguisme et sont favorables au projet de fédéralisation défendu par la Russie pour donner plus d'autonomie à ces régions par rapport aux autorités de Kiev. La guerre éclate dans les oblasts de Donetsk et de Louhansk en mai de cette même année après la proclamation de l'indépendance des deux républiques populaires. Une guerre qui, en dépit des négociations de Minsk et des tentatives de cessez-le-feu, se poursuivra pendant des années et sera alimentée par un soutien militaire russe aux séparatistes. Le projet de ces derniers est plus radical que la fédéralisation car ils souhaitent la partition du pays pour créer un état sécessionniste pro-russe, la Nouvelle-Russie, dans le Donbass, voire dans toute cette moitié sud-est de l'Ukraine jusqu'à la Transnistrie en Moldavie.
Le 11 mars, le Conseil suprême de Crimée proclame l'indépendance de la république autonome de Crimée, indépendance qui sera entérinée à la suite d'un référendum qui s'est tenu le 16 mars, et lors duquel la population a voté à une écrasante majorité pour un rattachement à la Russie. Les conditions de ce rattachement ont été critiquées par la communauté internationale.

#### Élection présidentielle de 2014

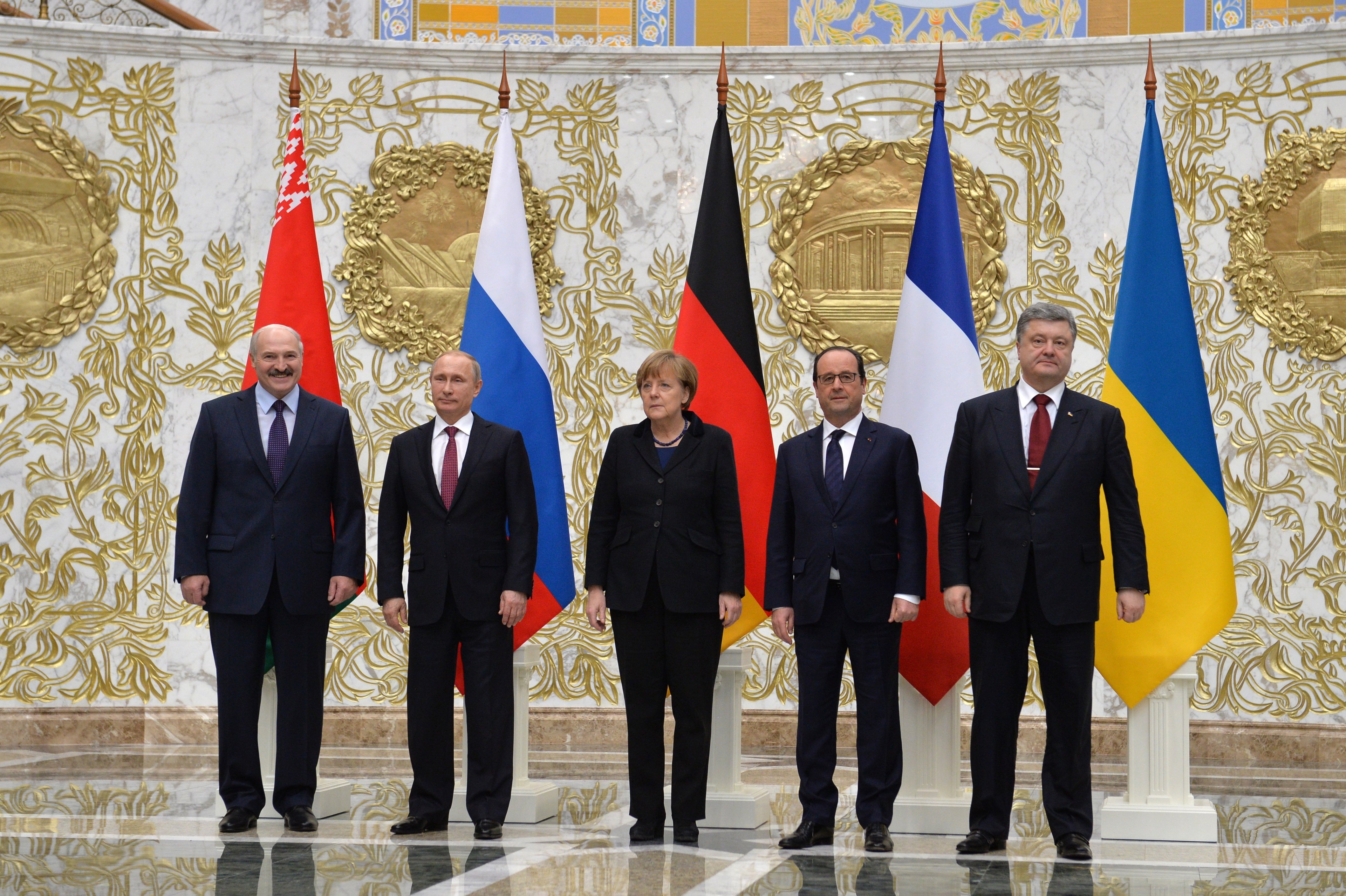
Dirigeants de la Biélorussie, de la Russie, de l'Allemagne, de la France et de l'Ukraine le 11 et 12 2 2015 à Minsk.

Les élections du 25 mai 2014 sont marquées par une forte abstention, 18 019 417 d’électeurs, soit 50,8 % des votants, mais ce résultat inclut la Crimée et les régions sous contrôle séparatiste, où la participation a été très faible.
Lors de cette élection, les électeurs donnent la victoire à Petro Porochenko, à la majorité dès le premier tour avec environ 54,7 % des voix, soit 9 857 118 sur 17 774 827 bulletins valides, alors que Ioulia Tymochenko arrive deuxième avec 13 %.

#### Accord de libre échange avec l'Union européenne
Le 27 juin 2014, le nouveau président Petro Porochenko signe un accord de libre échange avec l'Union européenne à Bruxelles.

### Présidence de Volodymyr Zelensky (depuis2019)

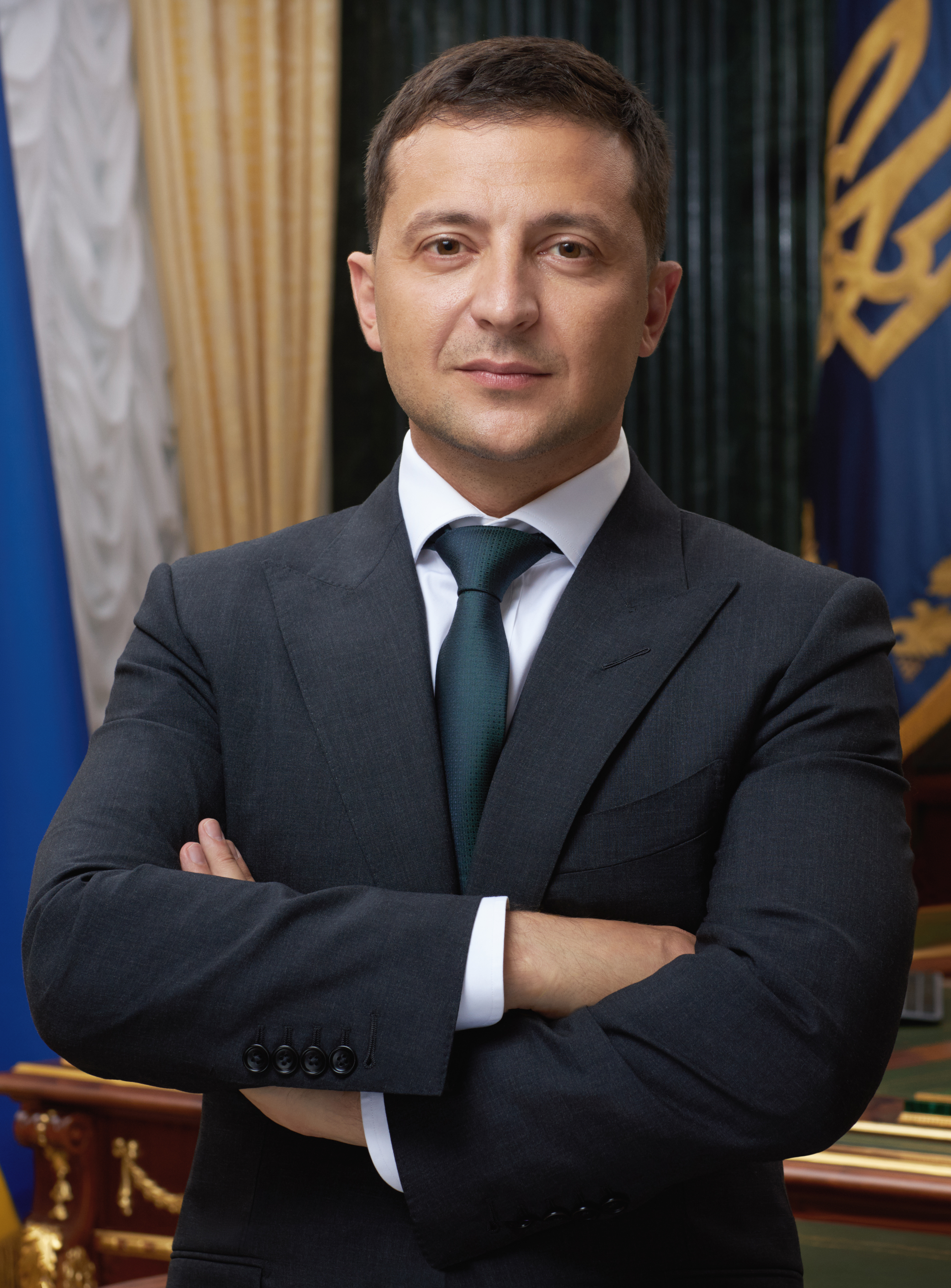
Portrait officiel de Volodymyr Zelensky (2019).

L'élection présidentielle de mars-avril 2019 porte au pouvoir l'humoriste et comédien Volodymyr Zelensky, qui, après avoir éliminé dès le premier tour Ioulia Tymochenko, pourtant donnée favorite durant toute l'année 2018, récolte 73 % des voix au second tour face à un Porochenko affaibli par cinq années de guerre et de corruption. Se présentant comme un candidat antisystème, Zelensky a mené une campagne atypique axée avant tout sur les réseaux sociaux, jouant de l'identification avec le personnage de professeur d'histoire élu président qu'il incarne depuis 2015 dans la série télévisée Serviteur du peuple. Ses détracteurs soulignent ses accents populistes, son inexpérience et sa quasi-absence de programme. Lors de son investiture le 20 mai, Zelensky dissout le Parlement, où son parti ne compte aucun député, et provoque des élections législatives anticipées : cette décision est jugée anticonstitutionnelle par une partie de la classe politique, dont le Premier ministre Volodymyr Hroïsman, qui donne sa démission. Le scrutin, qui a lieu le 21 juillet avec un taux de participation de 49,8 %, donne la victoire au parti de Zelensky avec une majorité absolue de 254 sièges sur 450.
Volodymyr Zelensky fait de la lutte contre la corruption l'un des grands axes de sa présidence : à cet effet, il met en place de nombreuses mesures anticorruption, dont une loi engageant la responsabilité pénale des fonctionnaires reconnus coupables de déclarations de revenus mensongères. Celle-ci et plusieurs autres sont néanmoins invalidées en octobre 2020 par la Cour constitutionnelle, qui les juge trop sévères : cette décision provoque des manifestations et une crise constitutionnelle. Zelensky réussit néanmoins à faire passer le 23 septembre 2021 une loi visant à limiter le pouvoir des oligarques, riches hommes d'affaires qui influencent la vie publique ukrainienne, en les recensant dans un registre. Les intéressés ont six mois pour cesser leurs activités politiques et vendre leurs médias, sans quoi ils sont fichés comme oligarques et soumis à de fortes contraintes (obligation de déclarer leurs possessions, interdiction de financer des partis politiques, de rencontrer en privé des hauts fonctionnaires ou de participer à des privatisations). Zelensky est toutefois critiqué pour avoir pris la tête de la commission chargée d'établir le registre, ce qui engendre un conflit d'intérêts en raison de ses liens avec l'oligarque Ihor Kolomoïsky. Il est par ailleurs lui-même accusé d'évasion fiscale dans l'affaire des Pandora Papers.

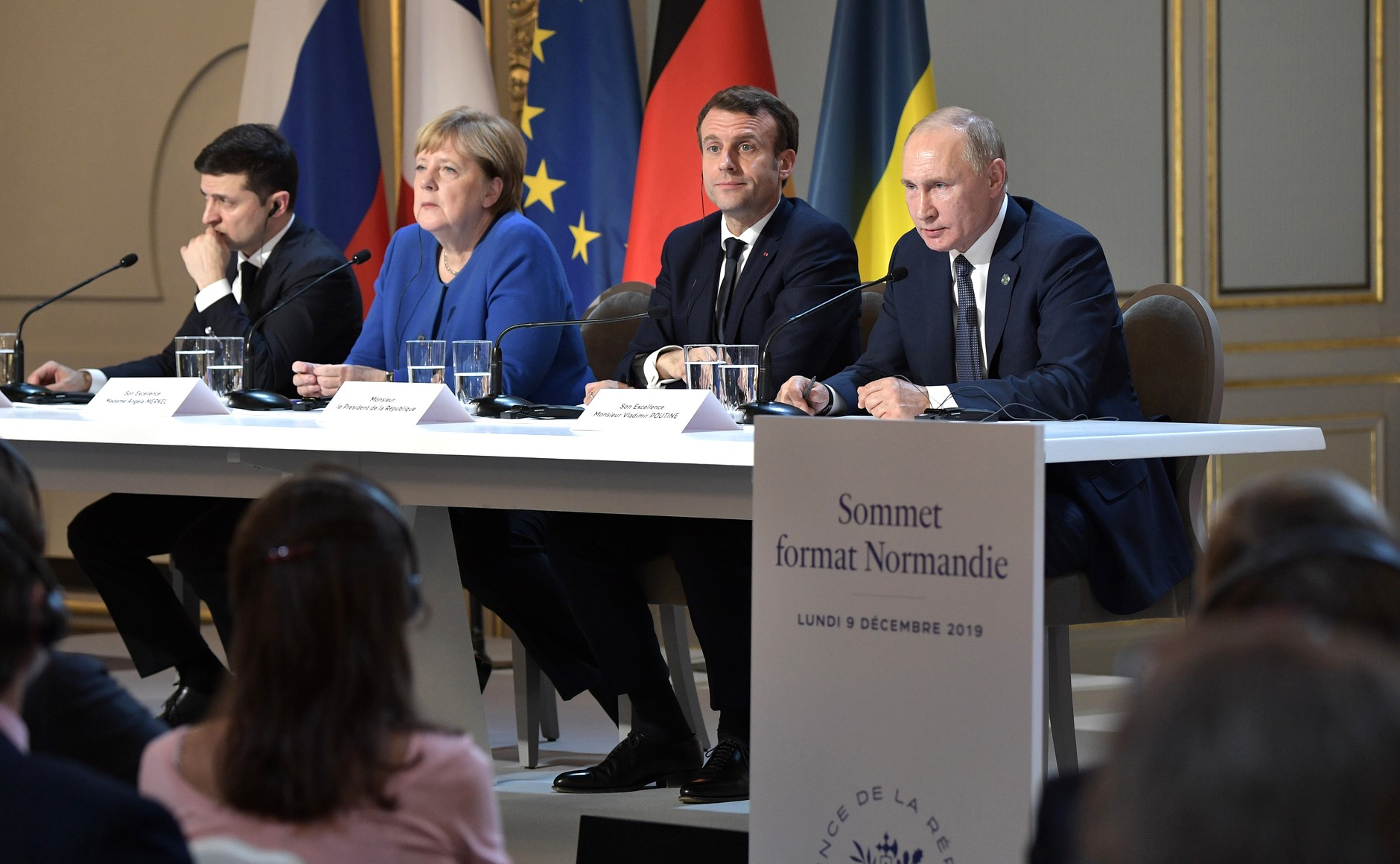
Volodymyr Zelensky (à g.) avec Angela Merkel, Emmanuel Macron et Vladimir Poutine lors d'une conférence pour la paix le 9 décembre 2019.

Sur le plan international, Zelensky entend relancer le dialogue avec la Russie sur la question du Donbass. Le début de son mandat est marqué à cet égard par des succès, dont des échanges de prisonniers sans précédent entre l'Ukraine et le camp prorusse et la restitution par Moscou des trois navires ukrainiens arraisonnés lors de l'incident du détroit de Kertch un an plus tôt. Cette politique de détente mécontente néanmoins une partie de l'opinion publique, qui manifeste dans les grandes villes d'Ukraine pour dénoncer une « capitulation ». Le 22 juillet 2020, Kiev et Moscou n'en signent pas moins le plus long accord de cessez-le-feu depuis le début du conflit : celui-ci est presque aussitôt fragilisé par des tirs en provenance des territoires séparatistes, le 27 juillet, mais Zelensky réaffirme son attachement à l'accord en imputant ces agissements à des « groupes armés illégaux ». En avril 2021, cependant, un tournant s'opère lorsque la Russie concentre des troupes à la frontière ukrainienne, dans un contexte de violations répétées du cessez-le-feu. Rompant avec sa position conciliante, Zelensky se tourne vers l'OTAN et l'Union européenne, considérant que l'adhésion de l'Ukraine à ces organisations est « la seule façon de mettre fin à la guerre dans le Donbass ». Après quelques semaines de tensions, Sergueï Choïgou annonce le début du retrait des troupes russes le 22 avril, mais celles-ci se réinstallent massivement à la frontière en fin d'année. Malgré la réaffirmation par Zelensky de sa volonté de négocier directement avec Moscou, et l'ouverture de discussions avec les États-Unis et les partenaires européens, Vladimir Poutine lance finalement son armée à l'assaut du pays en février 2022. Le conflit perdurant, les élections législative et présidentielle initialement prévues en octobre 2023 et mars 2024, sont reportées sine die.

## Armée
Les forces armées ukrainiennes sont la cinquième force armée au monde en termes de personnel actif et d'effectifs totaux, avec le huitième budget de défense au monde, et elles exploitent également l'une des flottes de drones les plus importantes et les plus diversifiées au monde. En raison de la guerre russo-ukrainienne, qui se poursuit en 2025, les forces armées ukrainiennes ont été décrites comme étant "les plus aguerries d'Europe", mais elles ont subi de nombreuses pertes. L'armée ukrainienne reçoit une aide militaire importante de la part des pays de l'OTAN et de l'Union européenne lors de l'invasion de l'Ukraine par la Russie.

## Économie

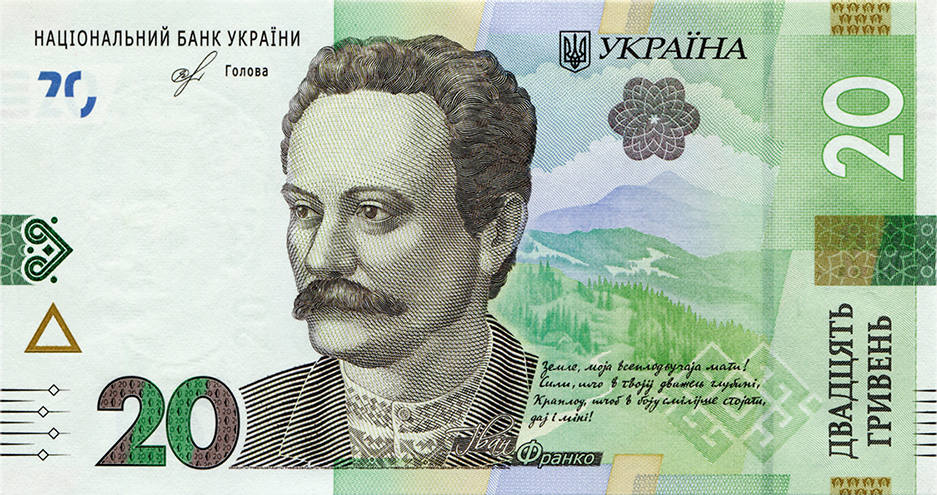
Billet de 20 hryvnia à l'effigie d'Ivan Franko.

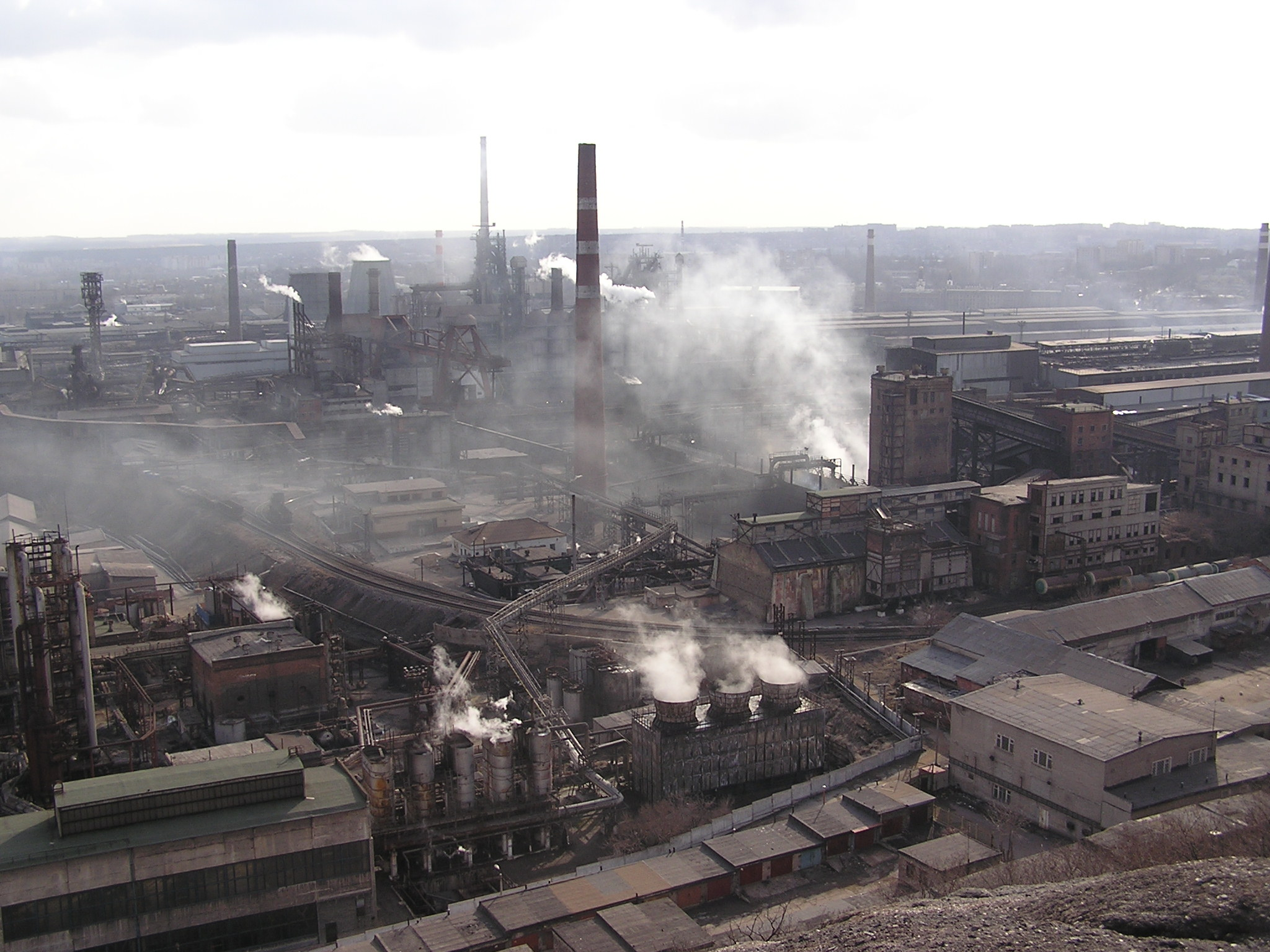
Industrie de Donetsk.

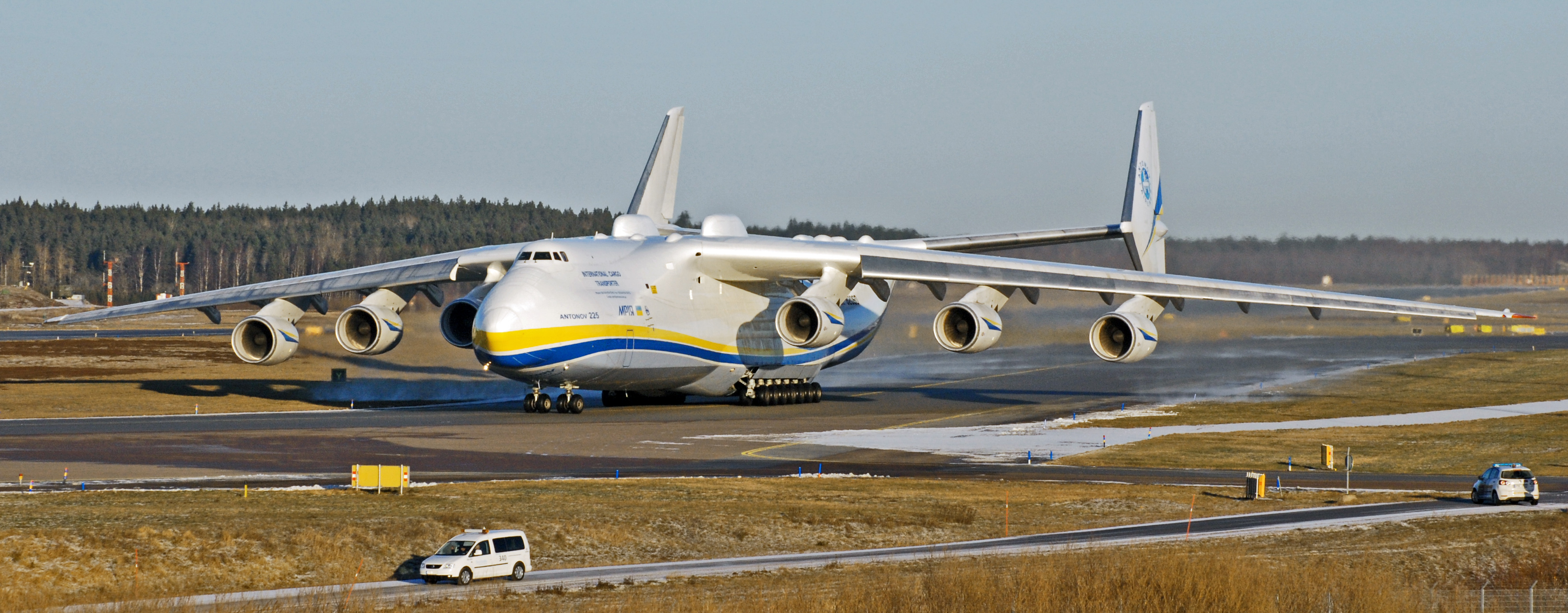
L'An-225, qui était le plus gros avion cargo du monde.

L'Ukraine a une économie diversifiée, mais encore tributaire des industries établies à l'époque soviétique. C'est un libre marché émergent, où la croissance fut à deux chiffres durant ces dernières années, jusqu'à la révolution orange (2004-2005). Ses ressources naturelles tournent beaucoup autour de l'agriculture (tournesol, noix, betteraves sucrières). Autre point fort de son agriculture, le pays est aussi septième au palmarès des producteurs mondiaux de céréales au milieu des années 2010, dominé par les États-Unis, grâce à une forte progression. Le secteur agricole est cependant en repli dans d'autres domaines : sur les six premières années de la décennie 2010, le pays n'a jamais regagné sa place au palmarès des huit plus grands producteurs mondiaux de sucre.
Les ressources minières (fer, charbon, uranium, potasse, etc.) jouent également un rôle important. L'économie est caractérisée par une forte inflation et des rendements économiques encore un peu faibles.
Du point de vue commercial, son principal partenaire économique reste la Russie, même si l'Ukraine s'efforce de se tourner vers les pays de l'Union européenne géographiquement proches d'elle. Le pays joue un rôle important dans la distribution gazière européenne. En 2015, en dépit de la guerre du Donbass, l'Ukraine reste dépendante de la Russie pour 21 % de ses importations et 12 % de ses exportations.
La monnaie nationale, la hryvnia, a été introduite en 1996 et a contribué à réduire l'hyperinflation qui régnait alors.
De 1989 à 1999, le PIB s'est effondré de 60 %, passant de 467 milliards de dollars internationaux à 172 milliards, puis est remonté à 312 milliards jusqu'à la crise de 2008, depuis laquelle le PIB a tendance à diminuer irrégulièrement (PIB en 2012 : 292 milliards de dollars internationaux).
En 2001, le gouvernement prit la décision d'accélérer le processus d'adhésion à l'Organisation mondiale du commerce (OMC), cependant les résultats ne furent pas aussi bons que prévu. L'objectif était d'entrer dans l'OMC en février 2007 (le seul pays s'y opposant étant le Kirghizistan), entrée qui fut effective le 5 février 2008.
La crise politique de 2006 aurait pu affecter l'économie ukrainienne en raison de la longueur de la désignation du Premier ministre. Les investisseurs ne furent pas vraiment effrayés et l'économie résista bien. La croissance du PIB en juillet 2006 était de 9 % comparé à juillet 2005, la production industrielle a augmenté, le secteur bancaire s'est étendu, grâce à l'arrivée de banques européennes. En 2009, à la suite de la crise financière, le PIB ukrainien a chuté de 15 %, l'une des pires performances économiques enregistrées pendant cette période. Grâce aux exportations, la croissance a repris en 2010, mais les conditions extérieures sont susceptibles d'entraver les efforts pour la reprise économique en 2011.
Le conflit armé a eu un impact non négligeable sur l'activité économique du pays, le PIB baissant de 6,6 % en 2014, puis de 9,8 % en 2015 pour se redresser légèrement en 2016 (2,3 %). De 2013 à 2017, le PIB a ainsi connu une baisse de 49 % ne totalisant que 93 milliards de dollars en 2017 pour 183 en 2013. L'instabilité politique du pays constitue également un terrain défavorable pour les investisseurs étrangers.
En 2024, l'Ukraine est classée en 60e position pour l'indice mondial de l'innovation.

## Transport

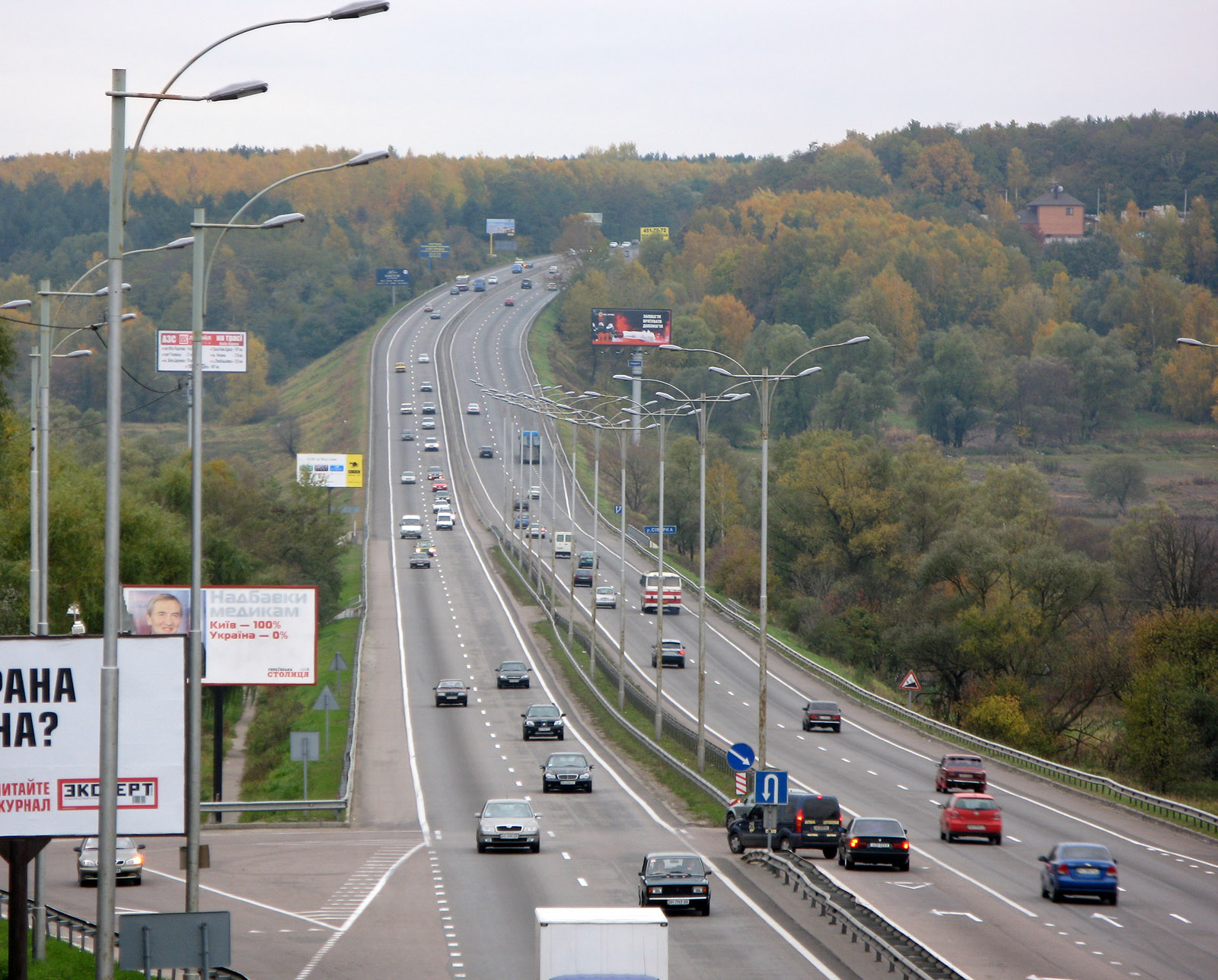
Section de la route européenne 95 - autoroute M05 près de Kiev.

L'Ukraine possède un réseau de transport assez développé, avec 169 495 kilomètres de routes majoritairement en mauvais état héritées de l'époque soviétique, 21 658 km de voies ferrées, et la longueur des voies fluviales ouvertes à la navigation est de 2 155 km.

### Réseau routier

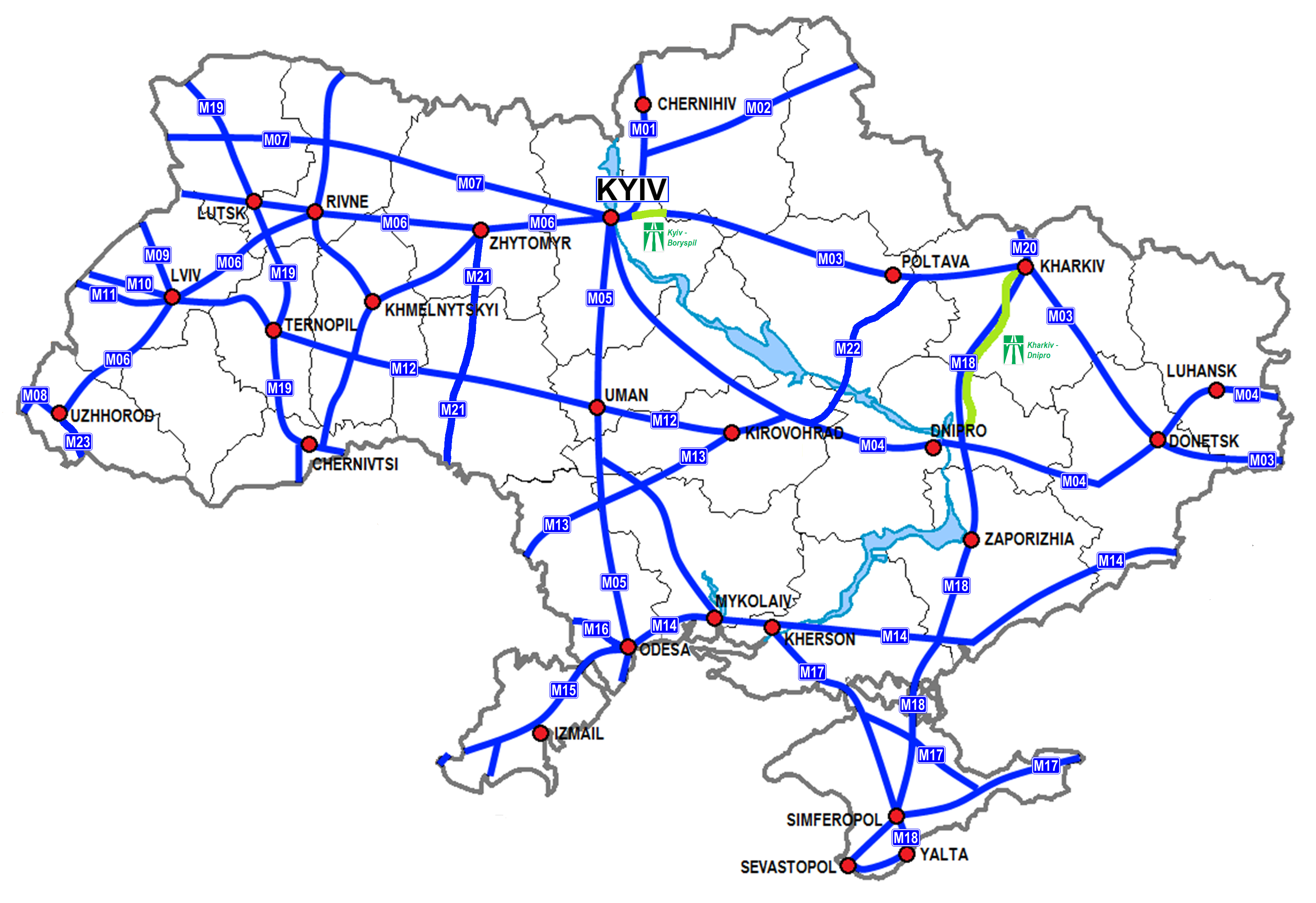
Réseau routier ukrainien.

Le réseau routier comprend 169 652 kilomètres de routes dont 47 000 kilomètres de routes nationales et 122 000 kilomètres de routes locales. La proportion de voies rapides est faible (0,28 kilomètre par km2 soit 6,6 moins dense qu'en France) et le pays ne dispose que de 280 kilomètres d'autoroutes. Ce réseau routier, qui est en très mauvais état, fait l'objet de gros investissements en 2020 et 2021 pour commencer à le remettre à niveau.

### Transports ferroviaires

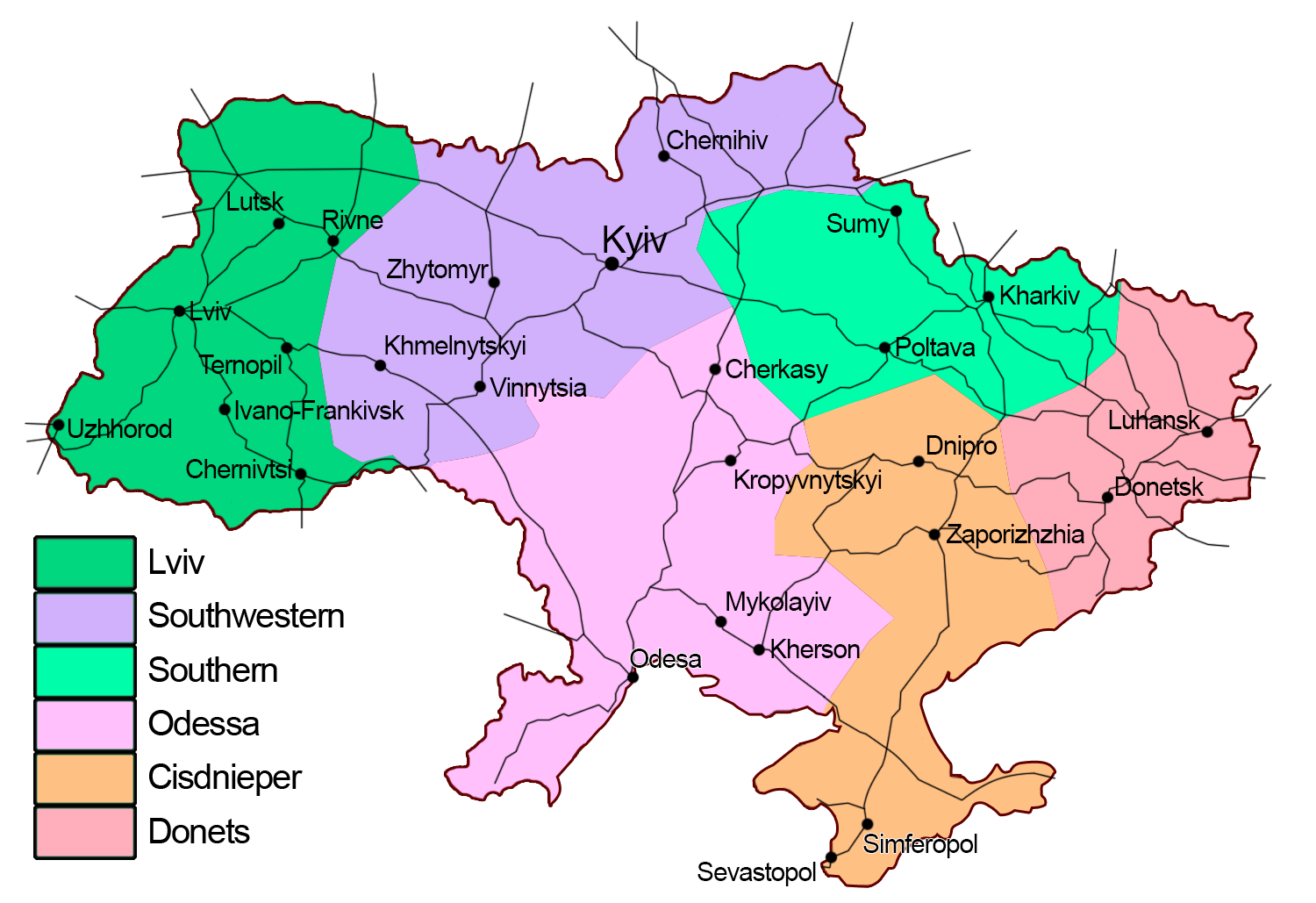
Plan du réseau ferré ukrainien.

L'Ukraine dispose d'un des plus grands réseaux ferroviaire d'Europe avec 20 952 kilomètres de voies ferrées dont 9 926 kilomètres sont électrifiés. Comme tous les pays issus de l'éclatement de l'Union soviétique l'écartement est de type voie large. Le ministère des infrastructures ukrainien estimait en 2019 que 97 % du parc roulant devait être modernisé ou remplacé. La compagnie de chemins de fer nationale Ukrzaliznytsia prévoyait en 2021 d'investir 321 millions de dollars dans la réparation de 400 kilomètres de voies et la modernisation 800 kilomètres ainsi que dans l'électrification de plusieurs itinéraires.
Le transport ferroviaire international joue un rôle important car il est utilisé par 60 % des exportations en 2008 (le deuxième d'Europe) et s'élevait à 164,025 milliards de tonnes-kilomètres. Le réseau est relié à ceux de la Russie, de la Biélorussie, de la Moldavie, de la Roumanie, de la Hongrie, de la Slovaquie et de la Pologne, avec conversion voie large russe/voie normale européenne pour ces quatre derniers pays.
Les principales villes d'Ukraine disposent d'un réseau de transports en commun lourd hérité en partie de l'époque soviétique. Le métro de la capitale Kiev, est le plus important avec une longueur de 67 kilomètres (1,32 million de passagers quotidiens). Les deux autres réseaux de métro se trouvent à Kharkiv (38,5 km) et Dnipro. Par ailleurs une quinzaine de villes disposent d'un réseau de tramways.

### Transport maritime et fluvial
18 ports de commerce étaient recensés en 2013, gérés par l'Autorité portuaire d'Ukraine sur sa façade maritime le long de la mer Noire et de la mer d'Azov. En 2008, ils ont transporté 132,18 millions de tonnes de marchandises. Le plus important est celui d'Odessa, sur la mer Noire.

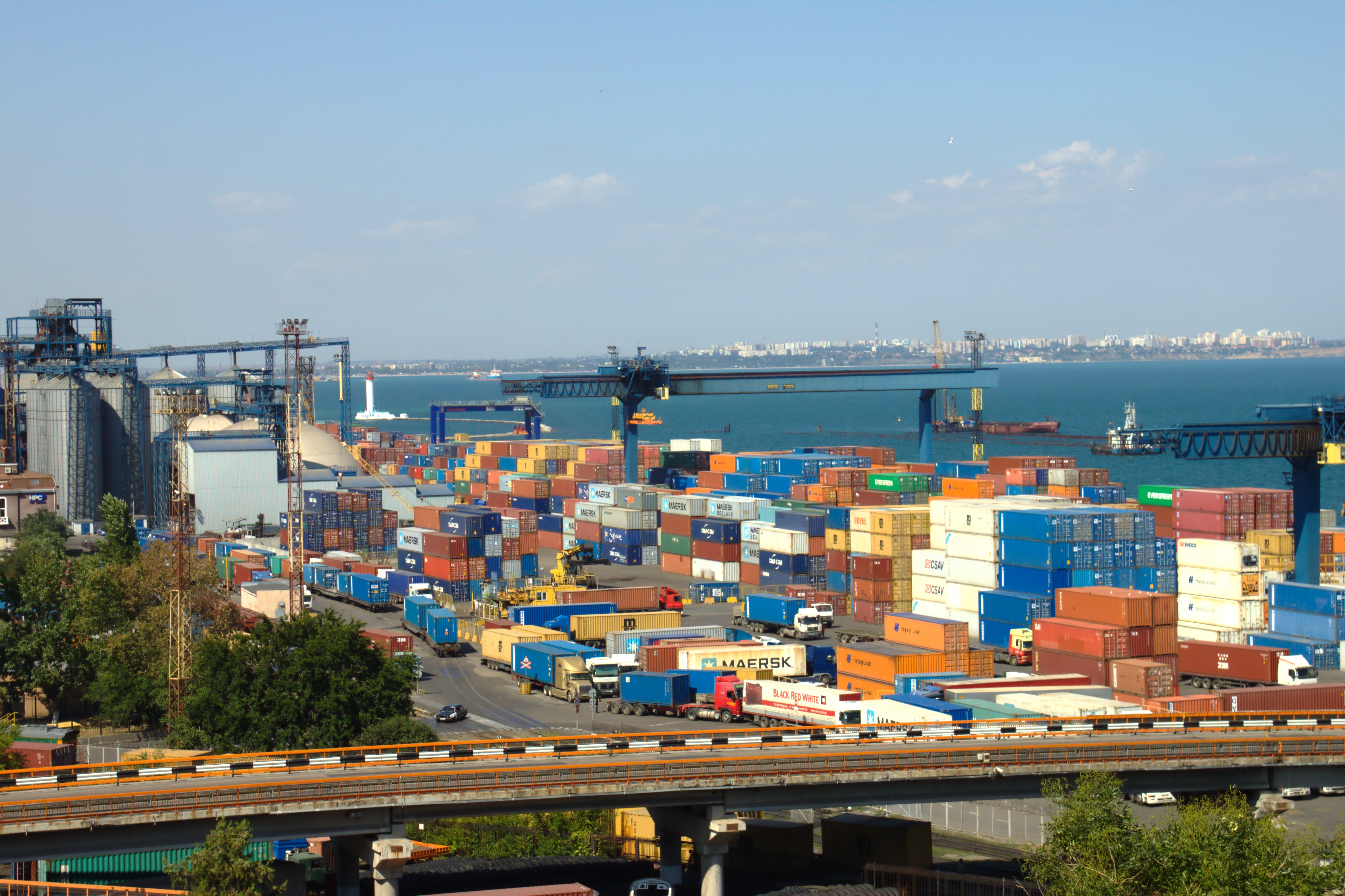
Terminal containers du port d'Odessa.

Le réseau fluvial comprend 1 672 kilomètres de voies fluviales répartis sur neuf fleuves. Le Danube, le Dniepr et le Pripiat forment l'essentiel du réseau. Ces voies d'eau gèlent en hiver (de décembre à mars).

### Aéroports
Les principaux aéroports d'Ukraine sont Kiev-Boryspil (15 millions passagers en 2019) et Kiev Jouliany (2,6 millions passagers) qui desservent la capitale du pays, Lviv (1,8 million passagers), Donetsk, Odessa (1,3 million passagers) et Simferopol (6,8 millions passagers, situé sur le territoire occupé par la Russie). Il existait en 2012 412 infrastructures aéroportuaires.

### Oléoducs et gazoducs
Le pays dispose d'un réseau étendu oléoducs et de gazoducs qui acheminent principalement les produits pétroliers et le gaz naturel russes vers le territoire national et l'Europe occidentale. Depuis le milieu des années 2000 ces infrastructures sont au centre d'un conflit qui oppose l'Ukraine à la Russie.

## Tourisme

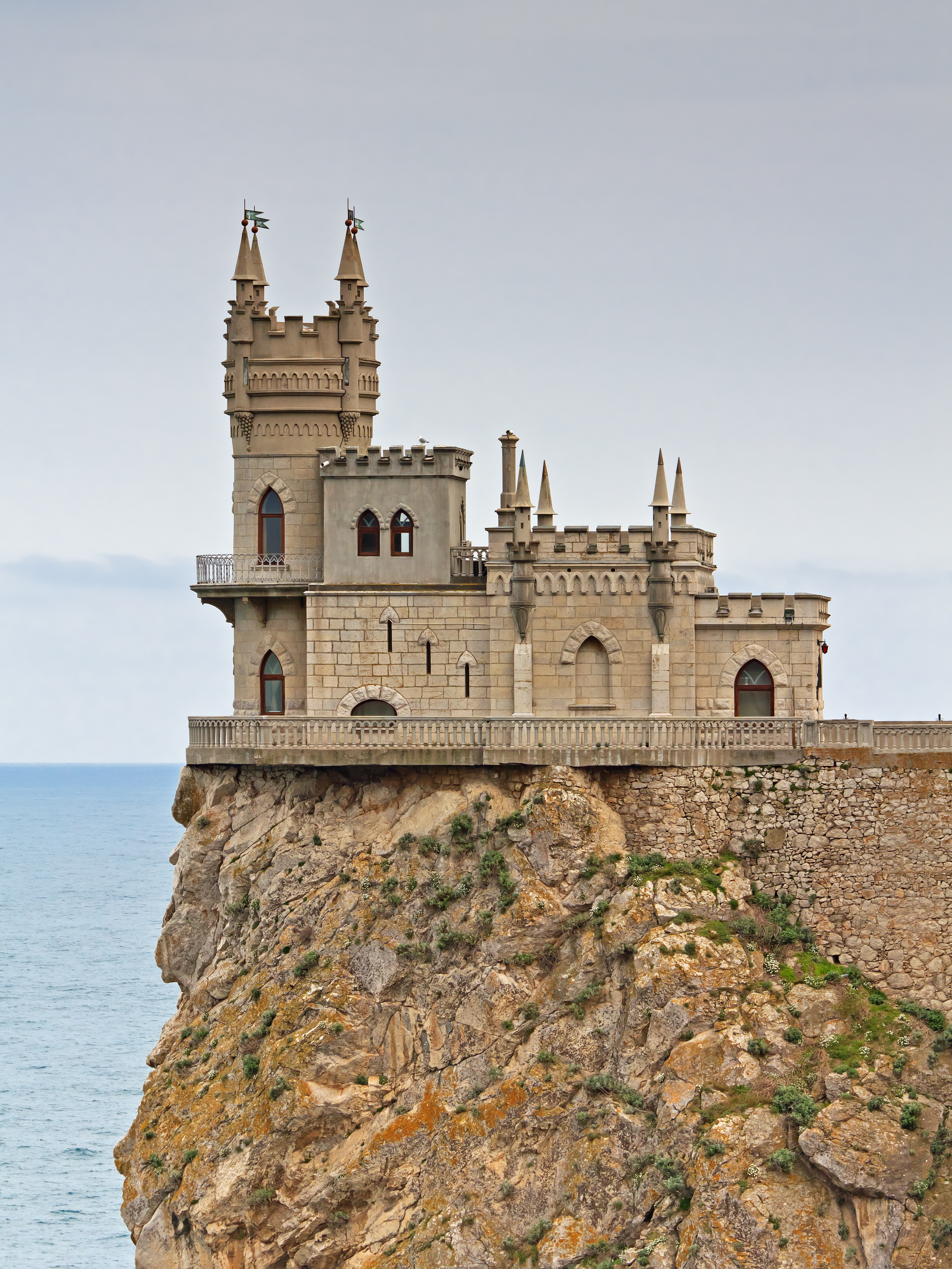
Le Nid d'Hirondelles (Crimée).

En 2012, l’Ukraine occupait la neuvième place en Europe par le nombre de visiteurs. Les principales villes visitées sont Kiev, Lviv, Odessa, Kamianets-Podilskyï et Yalta sur la mer Noire. Les Sept merveilles d'Ukraine ainsi que les « sept merveilles naturelles d’Ukraine » sont des sites principalement fréquentés par les touristes étrangers. Depuis 2005, les citoyens de l'Union européenne, de l'AELE, des États-Unis, du Canada, du Japon et de la Corée du Sud n'ont plus besoin de visa pour visiter l'Ukraine. Les Russes avaient ce droit avant 2005.
L'industrie touristique du pays a besoin d'investissements pour se moderniser, mais elle continue de contribuer stratégiquement à l'économie de l'Ukraine. En 2012, la part du tourisme dans le PIB a atteint 28,8 milliards de UAH, soit 2,2 % du PIB, tout en générant directement 351 500 emplois (1,7 % des emplois totaux). En 2012, plus de 23 millions de visiteurs étrangers ont visité le pays.

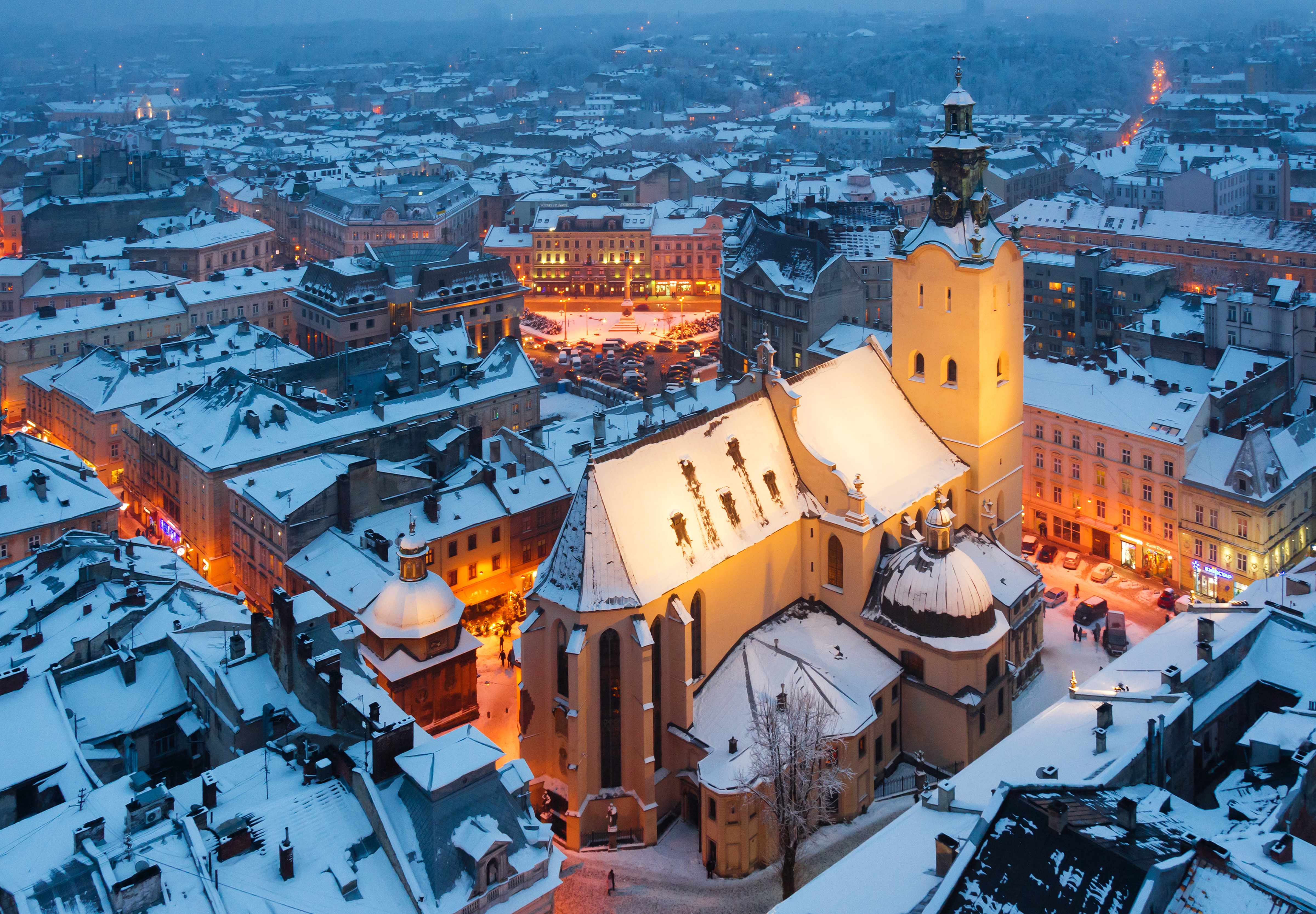
Le centre historique de Lviv.

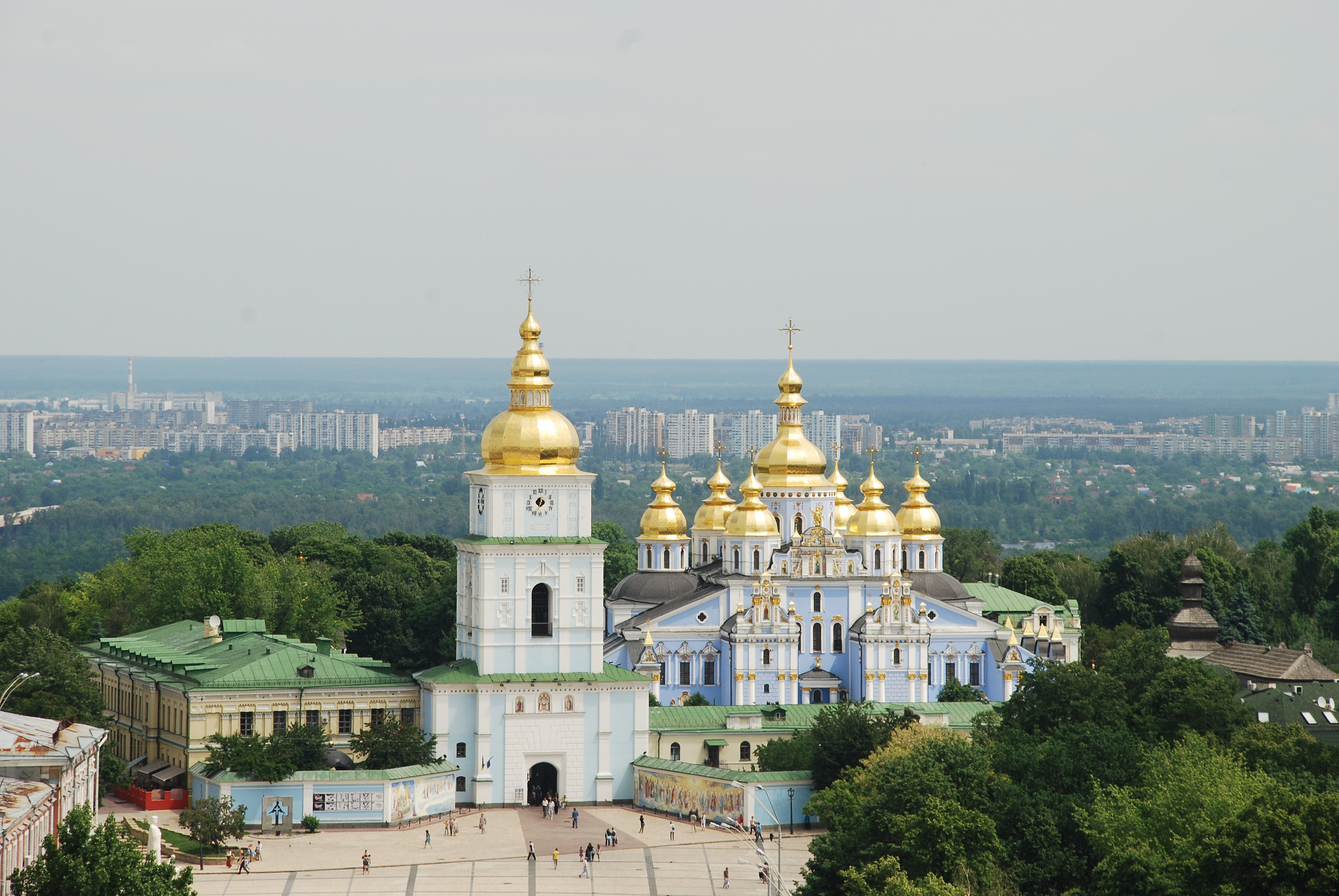
Monastère Saint-Michel-au-Dôme-d'Or, Kiev.

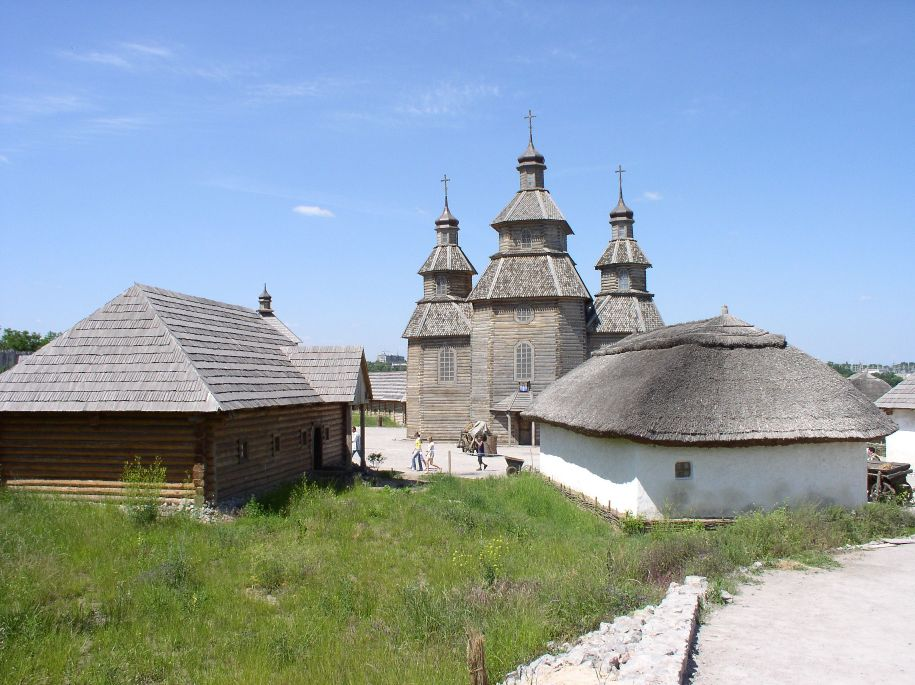
Reconstruction de la forteresse cosaque ukrainienne - Sich, Zaporijjia.

L'Ukraine possède de très nombreux sites touristiques dans tout le pays, un littoral sur la mer Noire avec des plages nombreuses et très populaires, des châteaux historiques, des parcs, des sites viticoles, ainsi qu'un nombre important de musées répartis dans l'ensemble du pays, et notamment dans les grandes villes de Kiev, Odessa, Donetsk et Lviv. Les symboles les plus connus restent la cathédrale Sainte-Sophie et le monastère Saint-Michel avec ses toits dorés à Kiev, ainsi que le site antique de Chersonèse à Sébastopol (Crimée). Le massif des Carpates, dans l'Ouest, offre des stations de ski ainsi que des sentiers de randonnée pédestre.
Les musées en plein air sont très répandus en Ukraine. La plupart d'entre eux sont consacrés à l'époque cosaque. Le plus célèbre du pays est le complexe de Zaporijjia Sich. Situé dans la ville de Zaporijjia, il s'agit d'une forteresse cosaque ukrainienne, reconstituée dans la seconde moitié du XXe siècle. La deuxième attraction touristique la plus populaire est la reconstruction du château cosaque ukrainien dans la ville de Batouryn.
L'un des monuments les plus célèbres de ce genre, l'attraction principale de la partie centrale du pays, est la Fort Sainte-Élisabeth — une grande forteresse en terre construite au milieu du XVIIIe siècle sur ordre de l'impératrice russe Élisabeth par les cosaques ukrainiens pour se protéger contre les attaques de l'Empire ottoman. Cette forteresse a joué un rôle clé dans la victoire de la guerre russo-turque de 1768-1774 et dans l'établissement d'une civilisation stable dans le sud du pays, ouvrant la voie à la fondation et au développement de grandes villes dans le sud de l'Ukraine — Kherson, Mykolaïv, Odessa —, et recevant elle-même, à la fin du XVIIIe siècle, le statut de ville (Yelizavetgrad, aujourd'hui Kropyvnytskyï). C'est de cette forteresse que les troupes russes partirent en 1775 et détruisirent la forteresse cosaque ukrainienne de Sich, ce qui constitua une grande tragédie nationale.

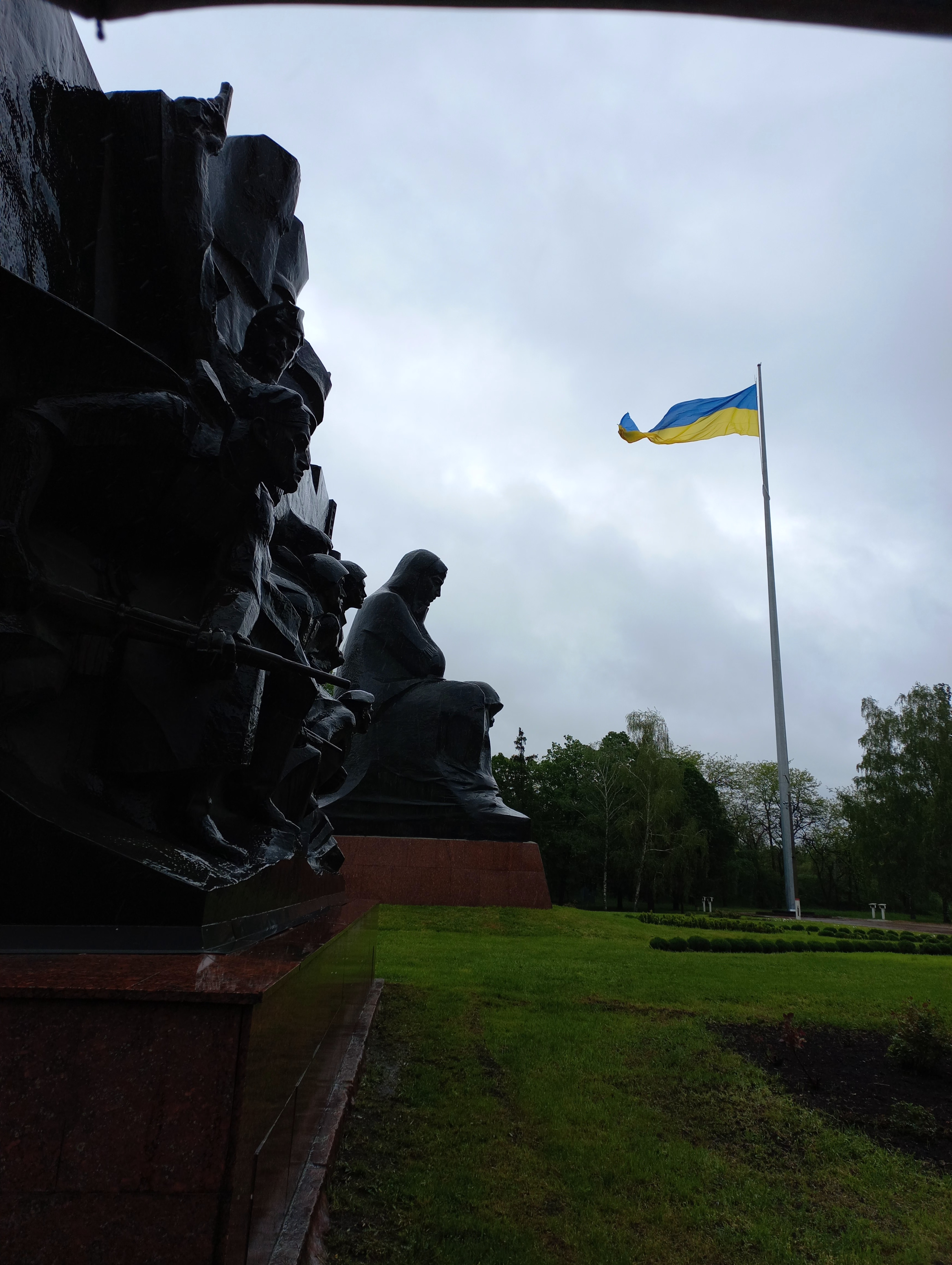
Statues à l'intérieur de l'Fort Sainte-Élisabeth

Le premier théâtre professionnel ukrainien a été fondé ici, et la ville possède un riche patrimoine architectural néoclassique. Pendant l'Holodomor et les Grandes Purges, les officiers de l'OGPU et du NKVD enterraient secrètement les personnes enlevées et tuées sous de fausses accusations dans des fosses communes à l'intérieur de la forteresse. Ce sujet est resté tabou et ne pouvait même pas être abordé en privé. En parler ou en faire mention dans la presse exposait l'auteur à des risques d'emprisonnement et de torture dans des hôpitaux psychiatriques avec le soutien du KGB, jusqu'à la chute du totalitarisme en 1991,.
Pendant la Seconde Guerre mondiale, cette forteresse fut le théâtre de crimes de guerre nazis de masse. Plus tard, un complexe commémoratif, appelé le Panthéon de la Gloire Éternelle, fut construit à son emplacement. La pièce maîtresse du mémorial est la statue de la Patrie, devenue un symbole des mères ayant perdu leurs enfants victimes des crimes des régimes totalitaires. Située dans le centre historique de la ville, c'est l'attraction touristique la plus populaire de la région. Sa particularité réside dans le fait qu'elle couvre plusieurs époques de l'histoire du pays et se situe au carrefour de plusieurs itinéraires touristiques,,.

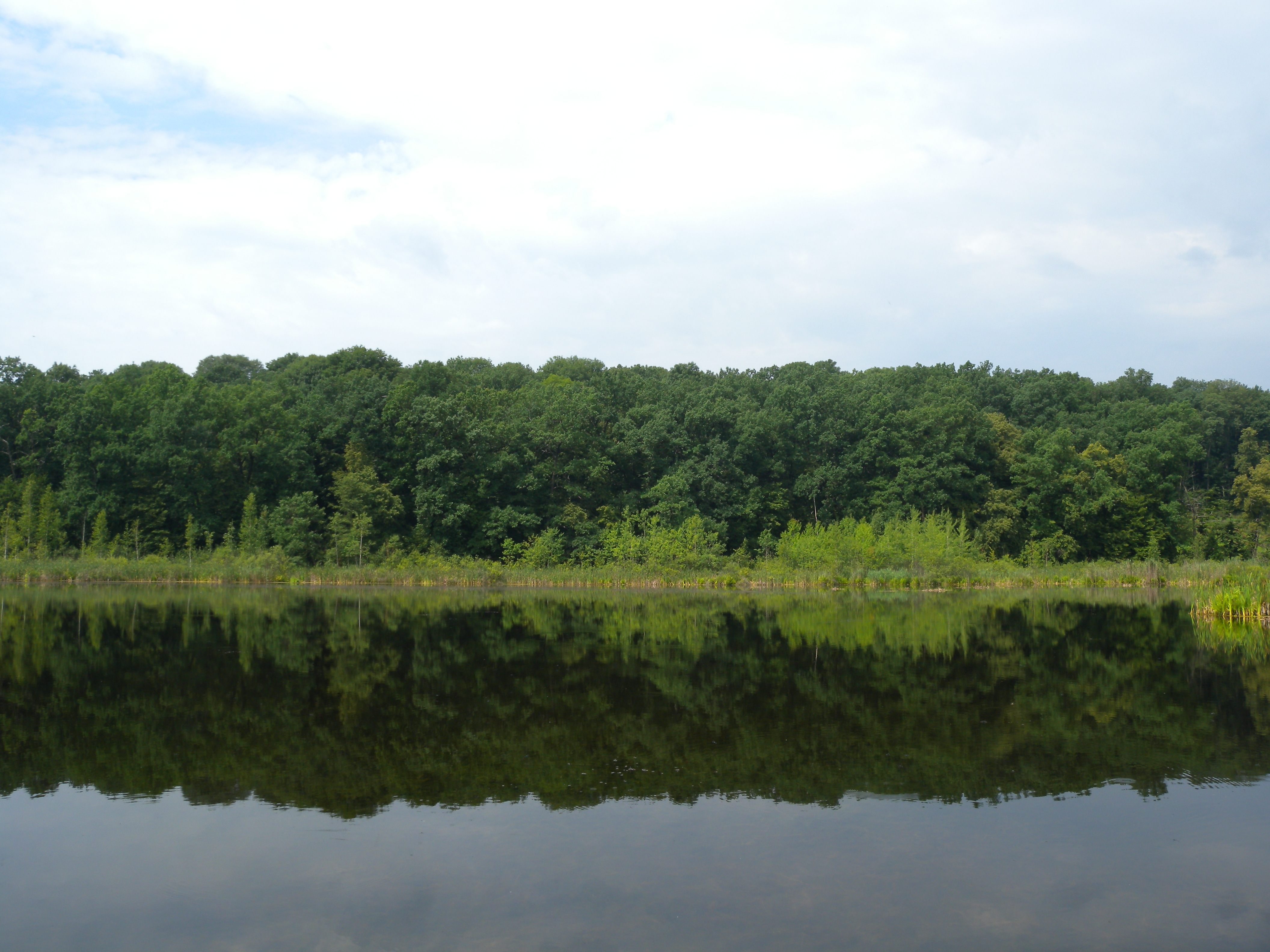
Lac Noir, Oblast de Kirovohrad

Parmi les attractions naturelles, la Forêt-Noire, près de la ville de Znamianka, au centre du pays, est célèbre pour son lac Berestuvate, ou lac Noir, qui, selon les scientifiques, s'est formé pendant la période glaciaire et serait « sans fond ». Dans sa partie la plus profonde, des chercheurs ont découvert trois, voire cinq couches de sédiments. C'est le seul lac préhistorique d'Ukraine. La ville elle-même présente un fort potentiel commercial, de développement et d'expansion territoriale. Non loin de Znamianka, à 10 km au sud, se trouve également Mochoryne, célèbre pour être le lieu de naissance de Semen Klimovsky, l'auteur de la chanson folklorique Un cosaque chevauche au-delà du Danube.

## Environnement
Le pays a été marqué par la catastrophe de Tchernobyl, même si les retombées ont essentiellement concerné la Biélorussie.

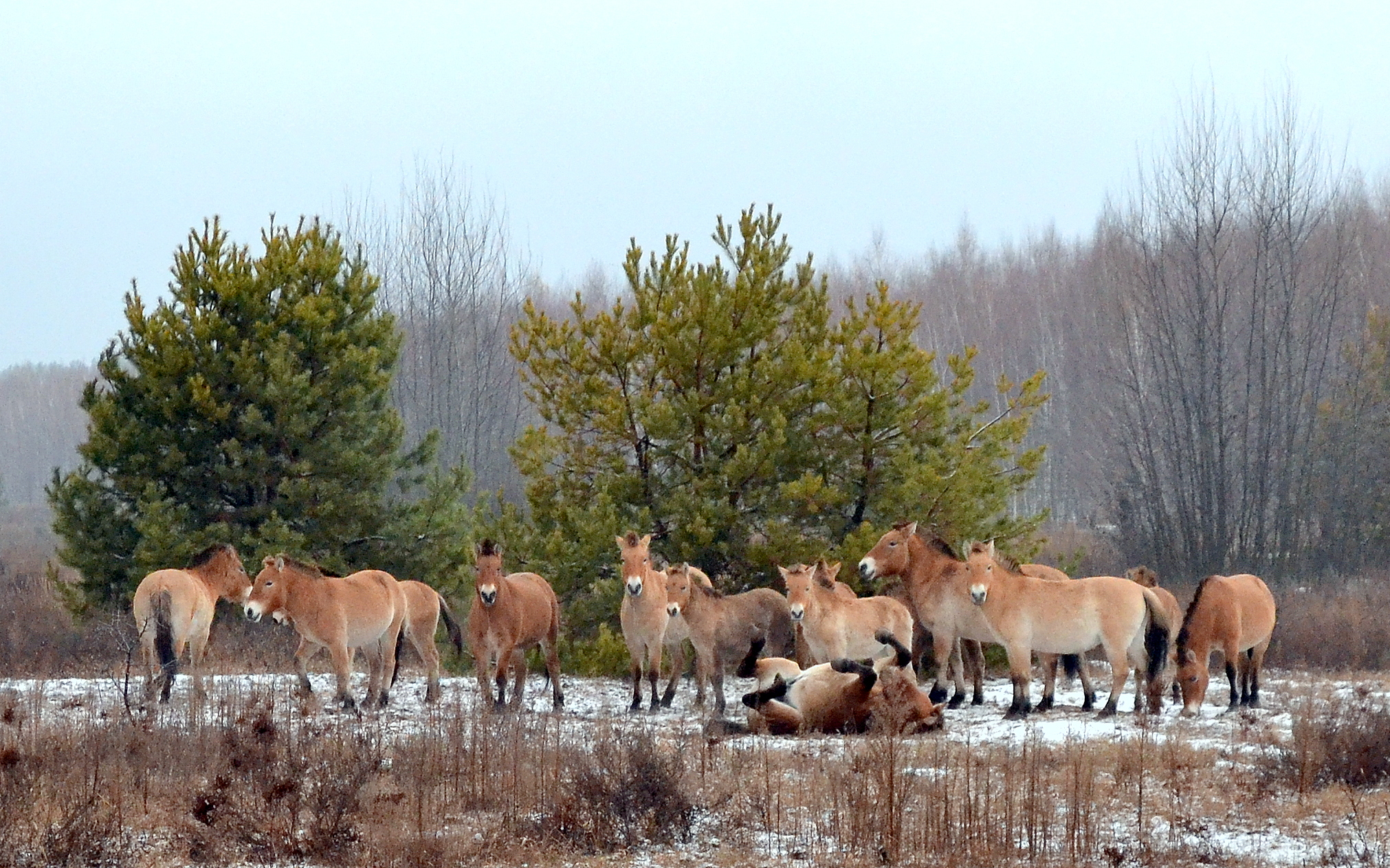
Cheval de Przewalski dans la zone d'exclusion de Tchernobyl.

En tant que centre nodal énergétique pour l'Europe de l'Est, le risque d'accident lié à une infrastructure énergétique reste élevé.

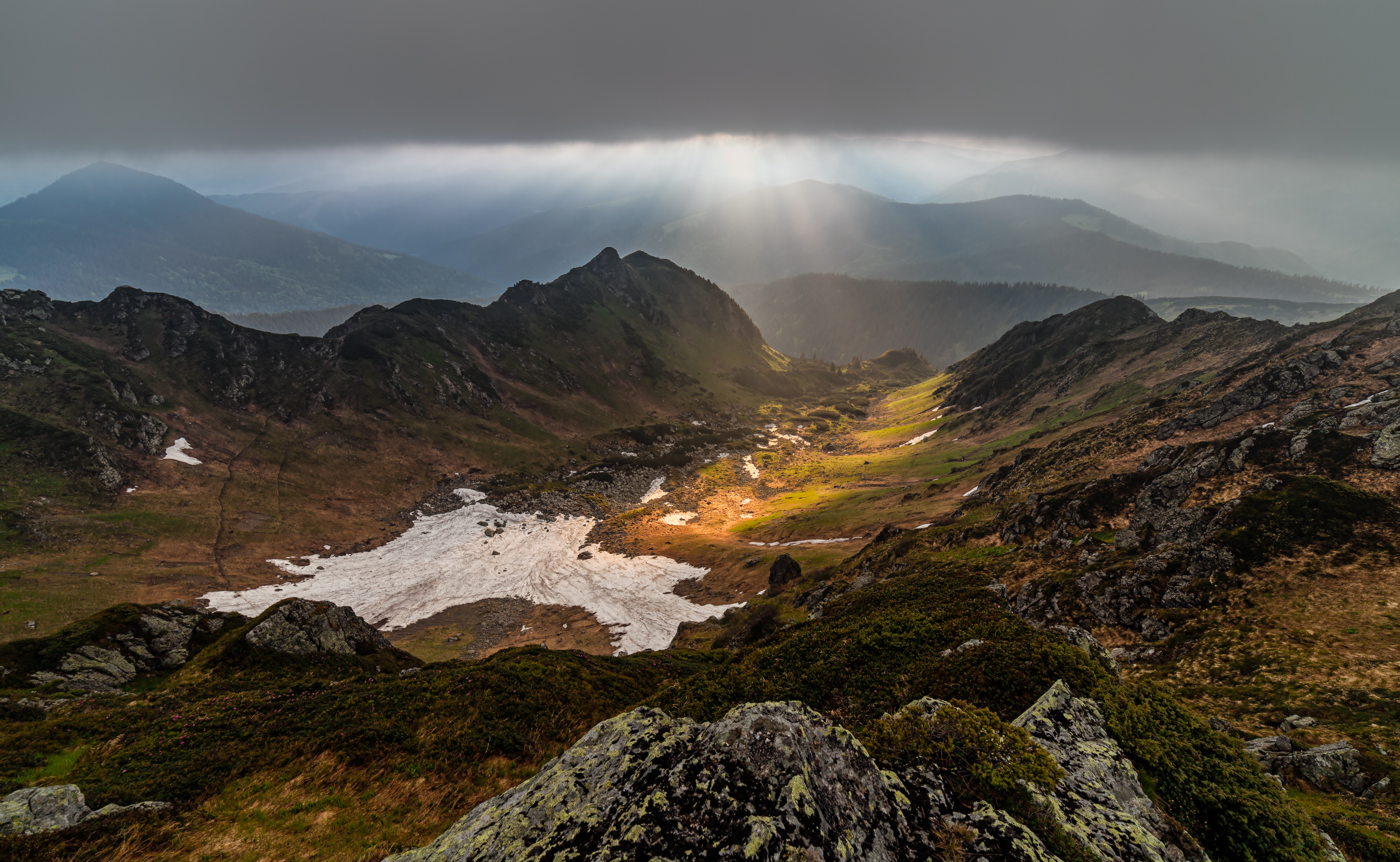
Parc national des Carpates.

Les problèmes d'environnement en Ukraine provoquent une baisse de l'espérance de vie. Le journaliste Dmytro Kouzoubov note en 2019 que le pays est confronté à d’importants défis environnementaux : fragilité de la protection des nappes phréatiques, qui pourraient être victimes d'une pollution massive en provenance des mines, importante pollution (soufre, plomb, cadmium, etc.) liée aux armes utilisées pendant les combats, destruction des forêts et des sols pour l'extraction clandestine de l'ambre, abattage clandestin des forêts, absence de gestion des ordures ou encore menaces sur le niveau et la qualité du Dniepr.
L'Ukraine a connu dans le courant de l’été 2010 de nombreux feux de forêts, tout comme sa voisine russe.

## Enseignement
L'université d'État Tarass-Chevtchenko, l'Institut polytechnique de Kiev et Université nationale de commerce et d'économie de Kiev sont les principales universités ukrainiennes.

## Culture

### Littérature ukrainienne
Jusqu’au début du XIXe siècle, la langue écrite diffère significativement de la langue parlée. La littérature ukrainienne moderne nait au XIXe siècle. Des écrivains de la nouvelle génération commencent alors à écrire en langue du peuple, cherchant la codification qui refléterait la prononciation.
Cette vague commence avec Ivan Kotliarevsky qui en 1798 publie le poème Eneyida (ukrainien : Енеїда), qui est considéré comme la première œuvre en ukrainien moderne. Sa pièce de théâtre Natalka Poltavka est devenue un classique de la littérature ukrainienne. Elle est jouée encore aujourd’hui dans de nombreux théâtres de l’Ukraine.
|                    |  |                   |
| Taras Chevtchenko. |  | Lessia Oukraïnka. |

Mais c’est l’œuvre de Taras Chevtchenko, fils de paysans serfs qui a eu la chance d’être libéré et de recevoir de l’éducation, qui marque véritablement la renaissance littéraire ukrainienne. Parmi d'autres écrivains ukrainiens : Ivan Franko et Lessia Oukraïnka.
D'autres écrivains ukrainiens ont par ailleurs influencé la littérature russophone dont le plus célèbre Nicolas Gogol, est sujet de dispute entre Ukrainiens et Russes.
Sujet des interdictions et de la censure tsariste, la littérature de la langue ukrainienne vécut une brève période de renaissance dans les années 1920 que l’on appelle la « renaissance fusillée » car beaucoup de ses représentants furent exécutés lors des purges staliniennes et d’autres emprisonnés dans des camps du Goulag. Ce fut le cas notamment de Vassyl Stous, poète, traducteur et membre du groupe Helsinki. Arrêté en 1972, il fut déporté au goulag où il mourut en 1985, dans une cellule d'isolement.
Après la fin de l’URSS et l’indépendance de l’Ukraine, la littérature ukrainienne connaît une nouvelle renaissance, limitée par la crise économique et par la russification des grandes villes de l’Est de l’Ukraine.
Parmi les écrivains modernes les plus connus, on trouve Iouri Androukhovytch, Serhiy Jadan, Andreï Kourkov, Oksana Zaboujko, Ihor Pavliouk.

### Cinéma

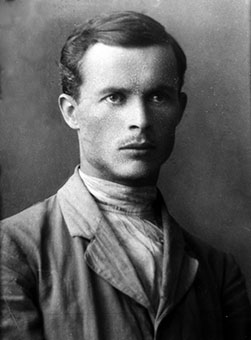
Alexandre Dovjenko.

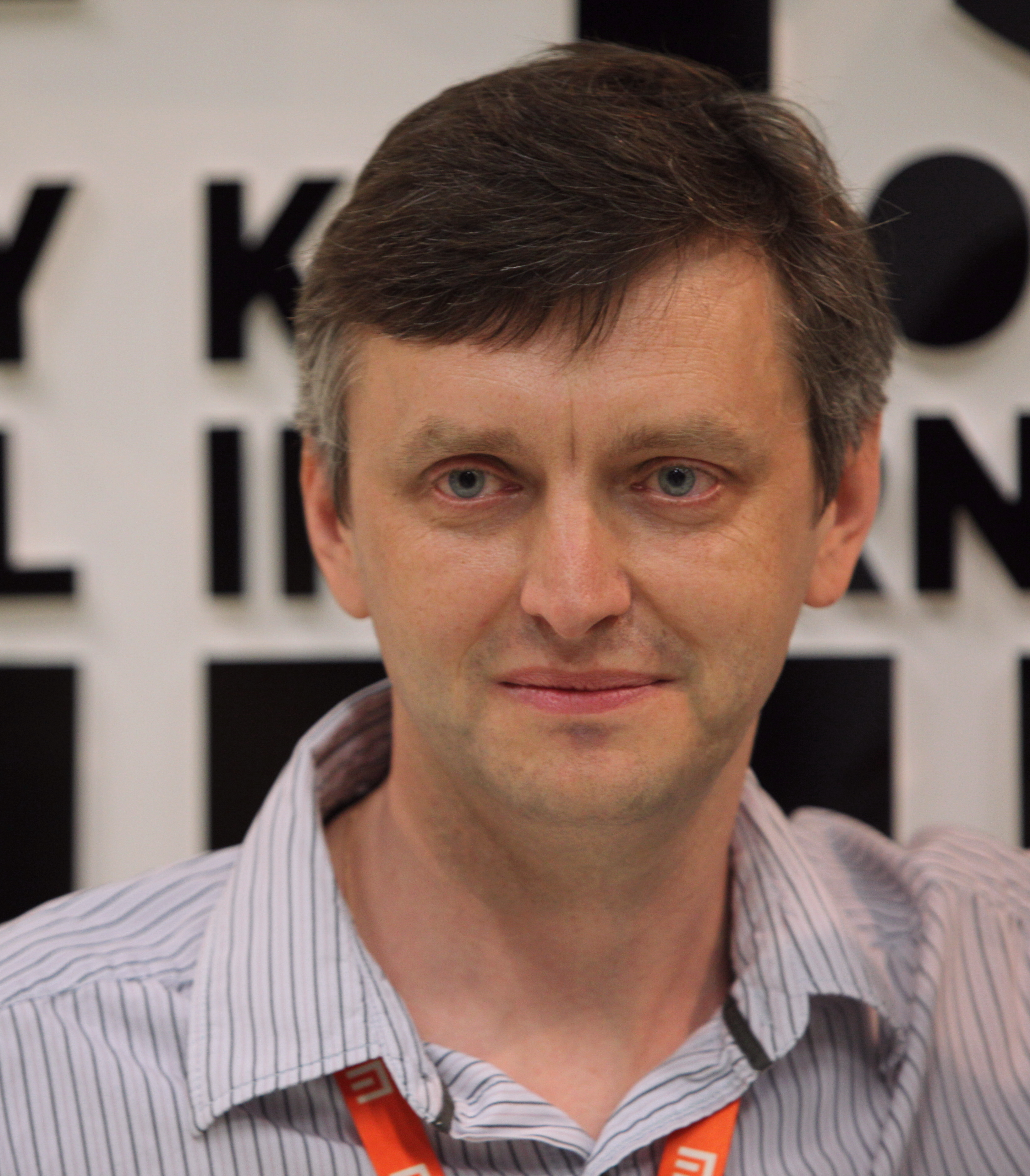
Sergei Loznitsa.

Le cinéma ukrainien est à la fois partie prenante du cinéma soviétique et un cinéma original, attaché à la terre et à l'histoire ukrainienne. Certains auteurs accordent ainsi au cinéma ukrainien un développement parallèle et indépendant du cinéma soviétique, d'autres fixent son essor véritable au lendemain de l'indépendance du pays, en 1991.
L'histoire du cinéma ukrainien débute de manière précoce, en 1896. C'est aussi l'une des cinématographies qui a presque disparu durant les années 1990, avec la chute de l'URSS. Depuis 1998, elle connaît un renouveau important.

### Télévision
La télévision se diffuse en Ukraine principalement dans les années 1950, où, très contrôlée, elle sert principalement à la diffusion de programmes patriotiques soviétiques. La télévision indépendante prend son essor avec la chute du communisme en 1989.
De nombreuses chaînes et groupes de télévision, privés ou publics, diffusent en Ukraine actuellement[C'est-à-dire ?].

### Musique

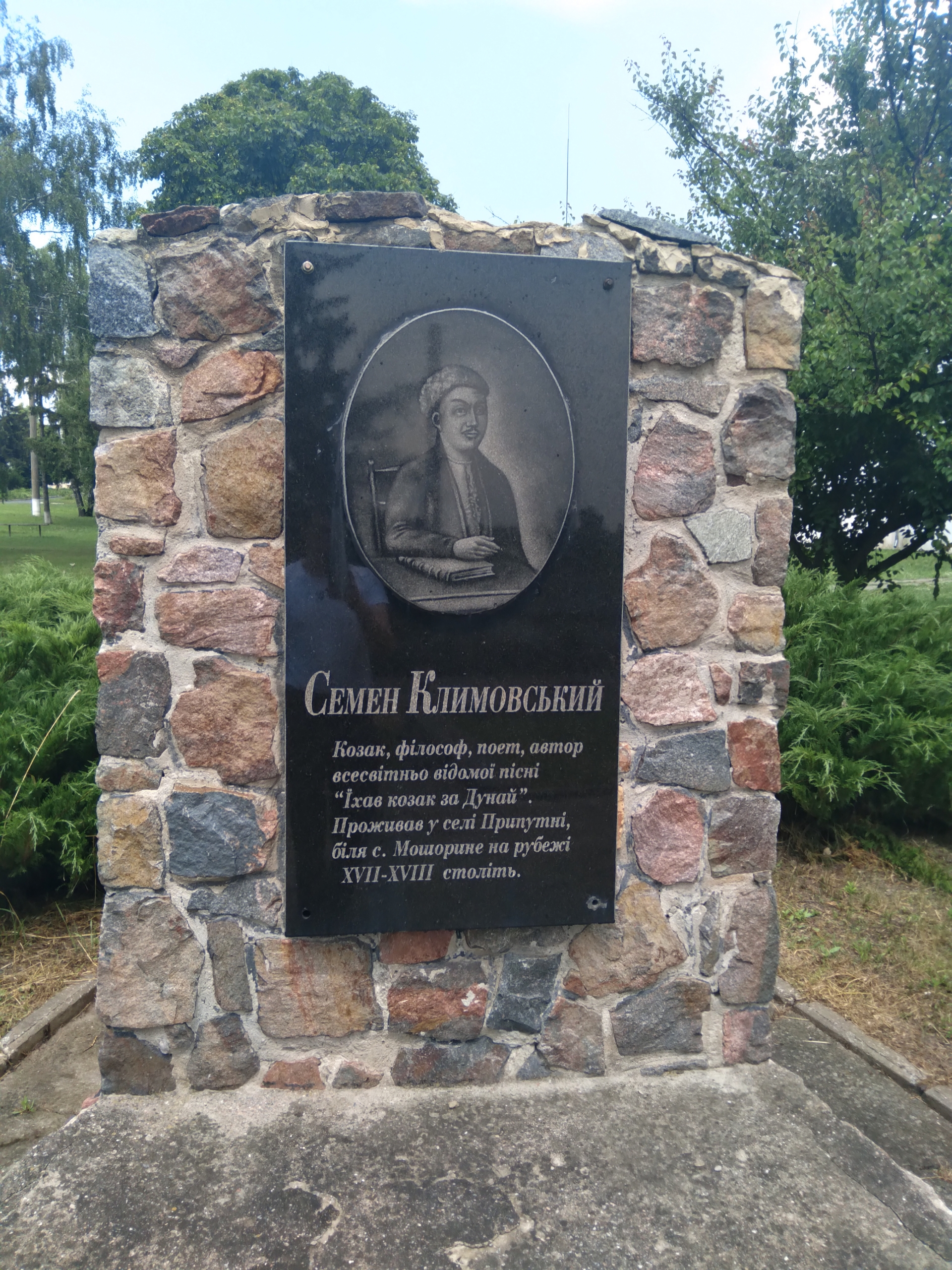
monument à l'auteur de l'une des chansons folkloriques les plus célèbres "Le Cosaque traversa le Danube"

La musique ukrainienne est essentiellement vocale et polyphonique depuis l'avènement de ce style dans la musique liturgique orthodoxe au XVIe siècle. Pendant longtemps les musiciens à la Cour du tsar et dans les chœurs orthodoxes étaient Ukrainiens. Les instruments n'apparurent que pour accompagner les chanteurs.
La plupart des chansons folkloriques ukrainiennes sont apparues aux XVe – XVIIIe siècles et sont dédiées aux Cosaques, car grâce à ce phénomène, les Ukrainiens se sont formés en tant que nation distincte. Des dirigeants tels que Vychnevetsky, Sahaïdatchnyi, Khmelnitski, Dorochenko, Sirko, Mazepa, Pylyp Orlyk etc. sont considérés comme des héros nationaux.

### Cuisine

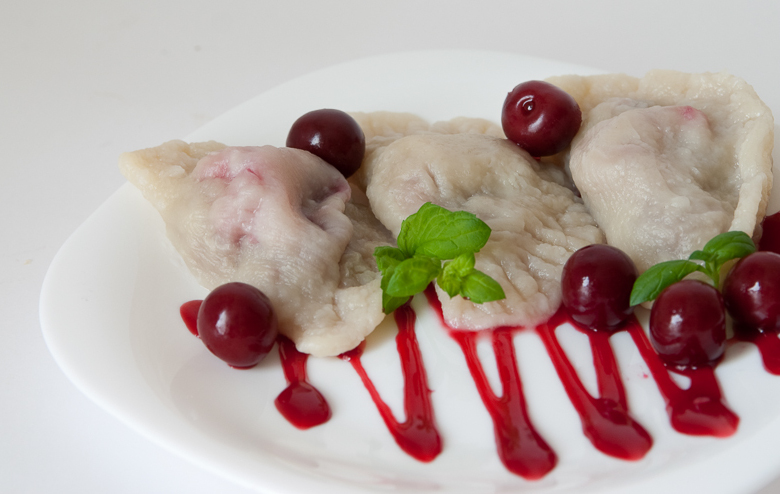
Varenykys.

La cuisine ukrainienne est une part importante de la culture nationale. Des plats spéciaux sont préparés à Pâques ou à Noël. Les Ukrainiens utilisent diverses sortes de sauces, de poissons et de fromages. Le pain est un élément essentiel à tout repas. Le bortsch est une soupe traditionnelle servie en entrée. Elle est à base de betteraves et de légumes (chou, carottes, pommes de terre, oignons ou tomates) et de viande (poulet, porc ou bœuf).
Le varenyky (Вареники) est un plat ukrainien traditionnel populaire et très ancré dans la cuisine ukrainienne. Ressemblant à des raviolis, ils sont cependant plus volumineux et très similaires aux pelmeni russes, aux pierogi polonais voire aux buuz mongols. Leur farce est constituée généralement de pommes de terre, mais il y a de nombreuses déclinaisons : fromages, fraises, cerises, champignons, choux, voire plusieurs combinaisons entre elles.
Le gâteau de Kiev (en ukrainien : торт « Київський ») est à base de noisettes et de meringue.
La horilka est la vodka ukrainienne.

## Religions

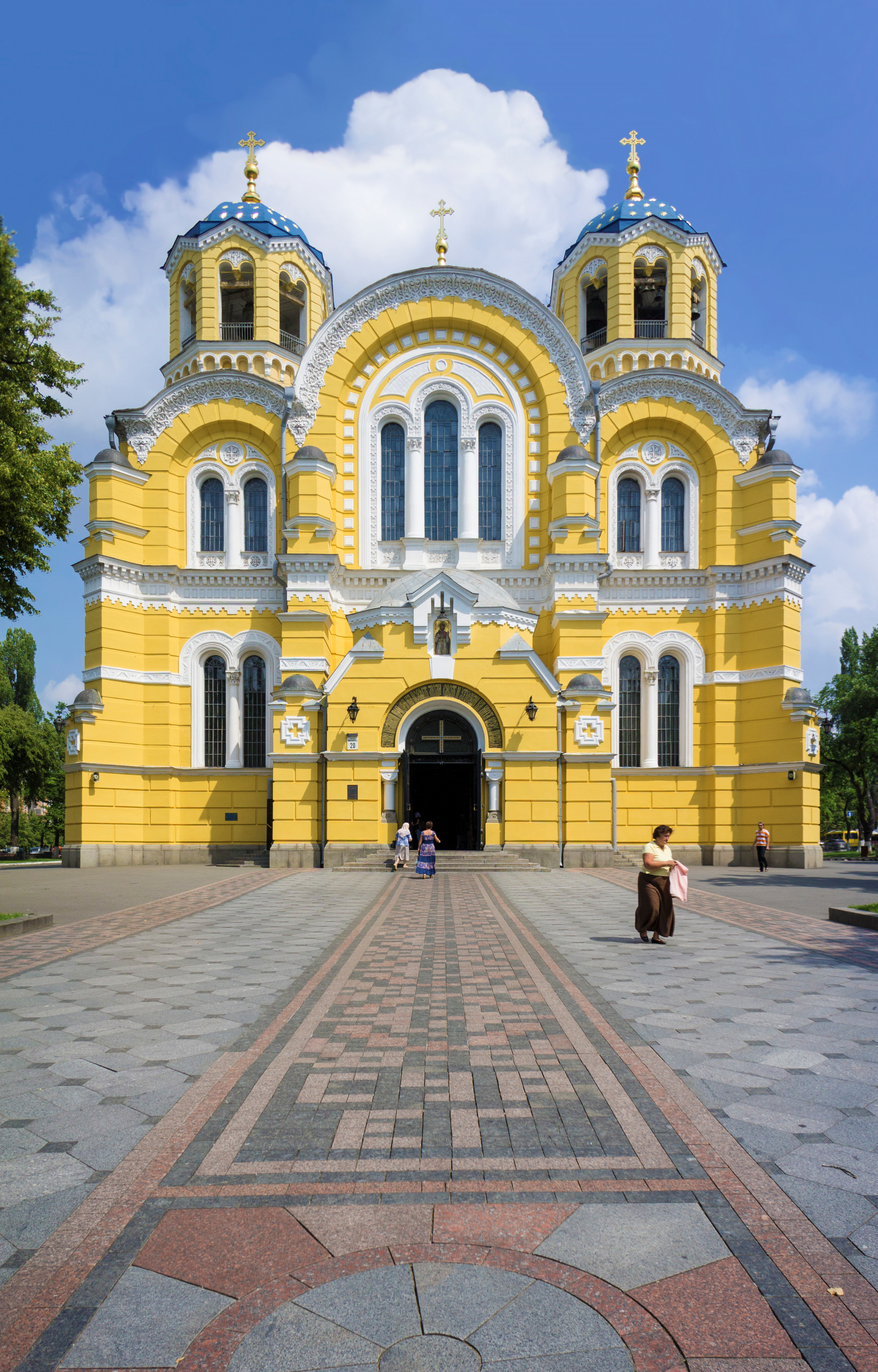
Cathédrale Saint-Vladimir à Kiev.

Les principales confessions du pays sont chrétiennes, essentiellement orthodoxes et dans une moindre mesure catholiques.
Il existe principalement trois églises orthodoxes en Ukraine :
- l'Église orthodoxe d'Ukraine, une juridiction autocéphale canonique de l'Église orthodoxe[151], reconnue comme indépendante par le patriarcat de Constantinople depuis 2018[152], puis par trois autres Églises orthodoxes autocéphales sur les quatorze Églises autocéphales universellement reconnues ;
- l'Église orthodoxe ukrainienne (patriarcat de Moscou), rattachée canoniquement au Patriarcat de Moscou ;
- l'Église orthodoxe ukrainienne (patriarcat de Kiev) dont l'annulation de la dissolution a été décrétée par un « synode local » du 20 juin 2019[153].

Le catholicisme représente 9 % de la population, soit environ quatre millions de fidèles. Il est surtout pratiqué selon le rite byzantin.
D'autres confessions chrétiennes issues du protestantisme ou encore l'Église apostolique arménienne sont aussi représentées mais en très petit nombre, environ 1 %. L'islam, qui est principalement la religion des Tatars de Crimée, réunit moins d'1 % des croyants et le judaïsme moins de 0,5 %.
L'Ukraine dispose d'un patrimoine religieux considérable, parfois très ancien et présentant, dans les Carpates, une architecture en bois (jusqu'au XVe siècle). Un projet national de recensement et de préservation existe depuis 2005.

## Sport
Médaillés d'or aux JO de Paris : Yaroslava Mahuchikh, Yuliya Bakastova, Olena Kravatska.

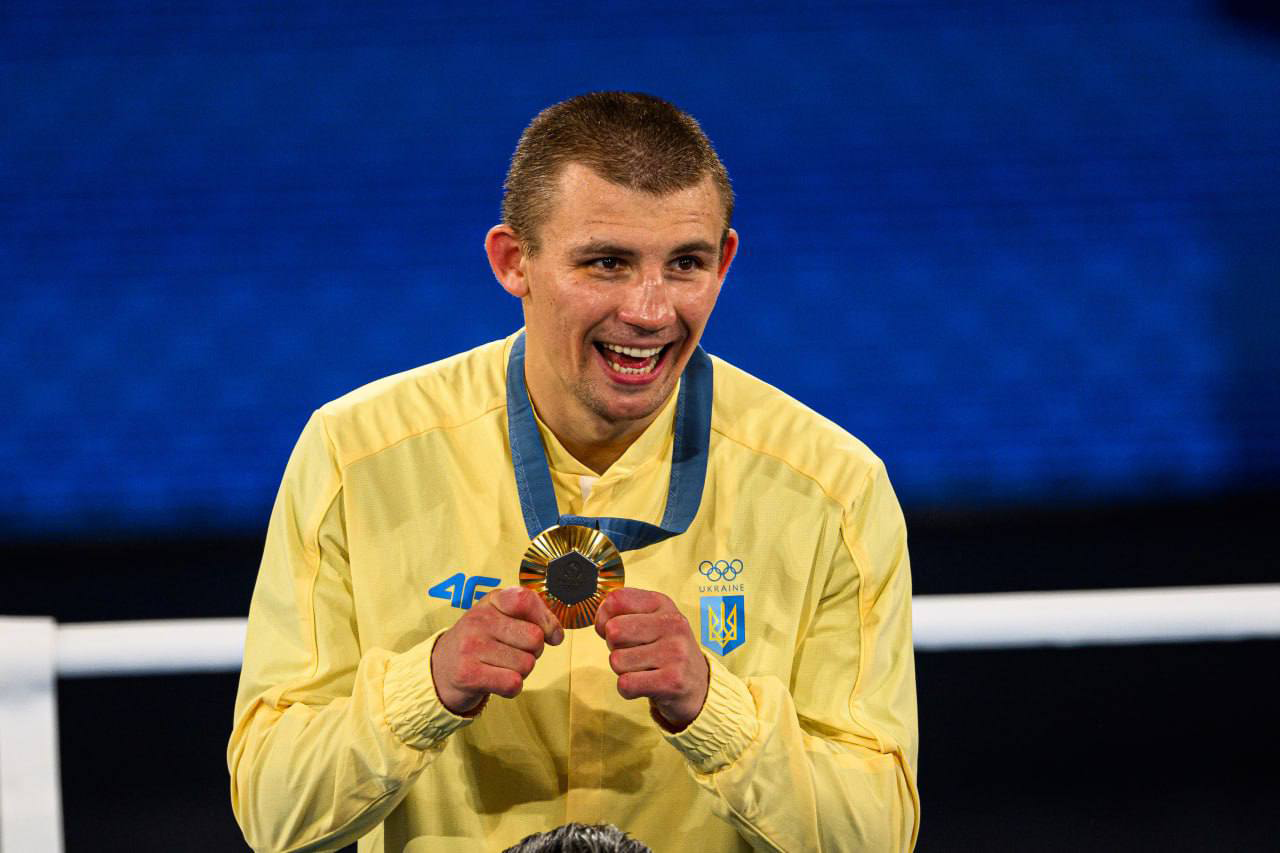
Oleksandr Khyzhniak
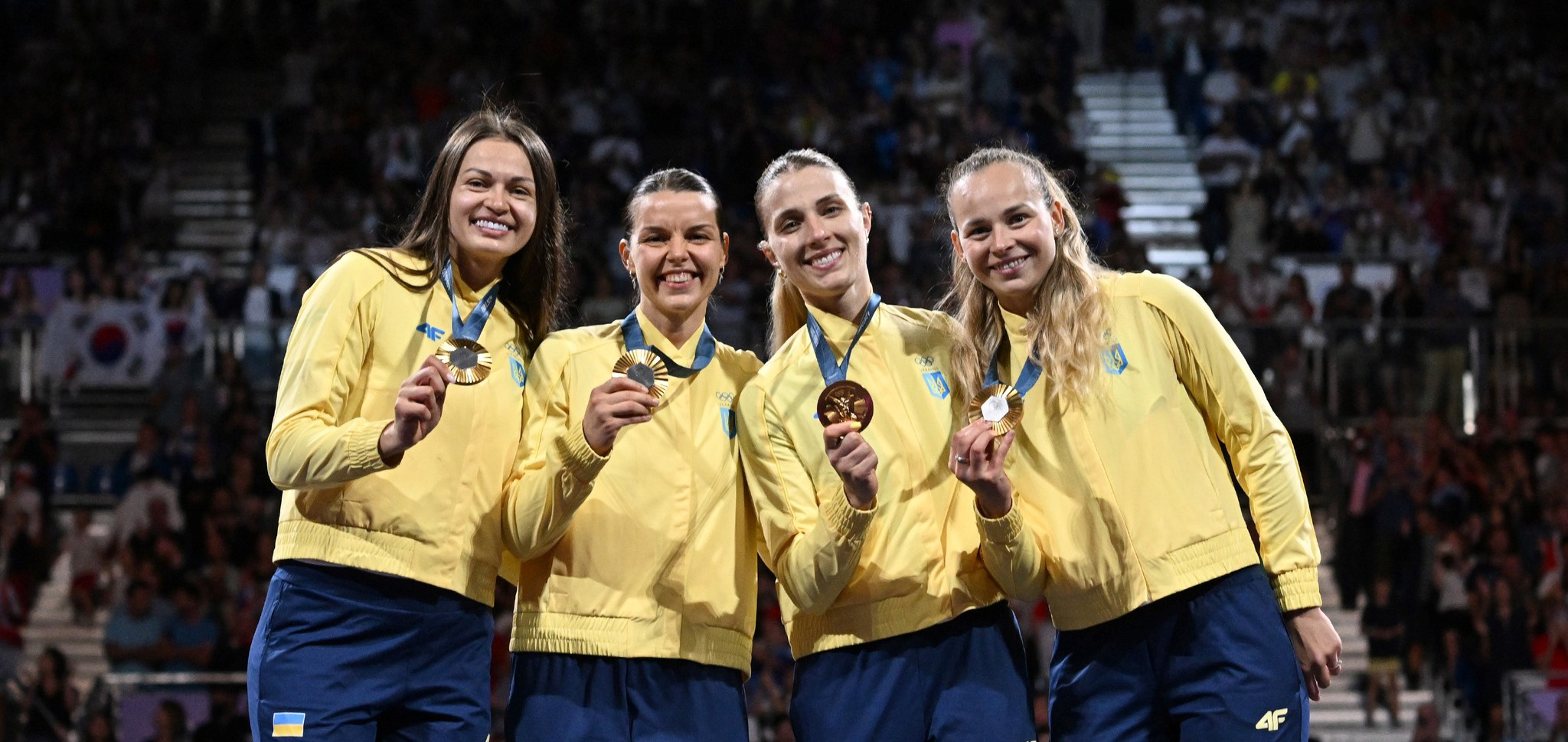
l'équipe d'escrime médaillée d'or : Olga Kharlan, Alina Komashchuk .